# 星球大战年表
星球大战年表一般以星球大战系列中第四部《星際大戰四部曲：曙光乍現》（A New Hope）中叙述的雅汶战役（Battle of Yavin）为纪元起始與標準，内容涵盖星战作品中电影、小说、游戏、动漫、电视剧和广播剧等，记录了星战长达五万多年历史所发生的主要战役和事件。
2012年迪士尼收購盧卡斯影業後，在2014年4月25日正式宣布之前出版的所有遊戲、小說及漫畫等衍生作品不再具有正史地位後被归类為傳說，之後由漫威漫画(但非與漫威英雄世界為同宇宙)出版的漫画才算正史。於是現今的星战世界被切分為正史(Canon)與傳說(Legends)兩個不同的系列。
目前，星球大戰電影作品，除樂高系列和《星際大戰：視界》外的電視影集，2014年起推出的遊戲（樂高系列除外）由漫威漫畫推出的漫畫系列，2014年起的小說系列，以及自2020年起由迪士尼國際出版社、漫威漫畫、IDW公司、黑馬漫畫、集英社和小學館（集英社和小學館均在Viz Media名義下參與）聯合推出的《星球大戰：舊共和國》系列文學/漫畫作品被歸為正史，而2014年之前的遊戲、小說和漫畫均被歸為傳說。至於樂高系列、《星際大戰：視界》和《飛哥與小佛》與星球大戰聯動集則因為與星球大戰世界觀設定有所衝突而被歸為番外。

## 电影年表
- 32 BBY - （Episode I: The Phantom Menace）1999年5月19日
- 22 BBY - （Episode II: Attack of the Clones）2002年5月16日
- 19 BBY - （Episode III: Revenge of the Sith）2005年5月19日
- 0 BBY - （Episode IV: A New Hope）1977年5月25日
- 3 ABY - （Episode V: The Empire Strikes Back）1980年5月21日
- 4 ABY - （Episode VI: Return of the Jedi）1983年5月25日
- 34 ABY - 《星際大戰七部曲：原力覺醒》（Star Wars: The Force Awakens）2015年12月18日
- 34 ABY - 《星際大戰八部曲：最後的絕地武士》 (Star Wars: The Last Jedi) 2017年12月15日
- 35 ABY[1] - 《星際大戰九部曲：天行者的崛起》 (Star Wars: The Rise of Skywalker) 2019年12月16日

## 時間系統
- 1小時=60分鐘
- 1天=18小時
- 1週=5天
- 1個月=35天=7週
- 1年=10個月（350天）+3節週（15天，1天狂歡節）+3天假期=368天

## 星球大战年表(正史)

### 起始時期
- - 宇宙形成
  - 迷地原蟲和原力出現
  - 分別象徵着原力的灰間面、黑暗面和光明面的原力父親、原力兒子和原力兒女誕生

### 雅汶戰役幾千年前
- - 超空間傳輸科技興起，大幅提升銀河系探索速度
  - 原力敏感者開始聚集並於阿克托星(Ahch-To)建立了絕地組織，開始研究原力光明面

### 舊共和國統治時期
- 25000 BBY
  - 絕地組織建立絕地共和國，而舊共和國在複製人戰爭爆發的大約20000年前由絕地共和國被改篡而成，其影響力觸及伊冷(Ilum)傑達(Jedha)等蘊含凱伯水晶的星球
  - 第一位認為光明原力無法激發出所有潛能因此研究黑暗原力的黑暗絕地出現
  - 研究黑暗面原力的黑暗絕地派人士開始自稱為西斯戰士
  - 絕地進攻位於在馬拉科星上的西斯聖殿，但卻啟動了超級武器。雙方人馬都呈石化狀態，而西斯以改組的方式歸來，藉此爆發了著名的西斯戰爭。
  - Era of the Sith（西斯時代）開始，象徵著西斯的崛起與歷史起點，這狀況會持續好幾千年。
  - 6021 BBY 之前，西斯帝國正式成立。
- 6021 BBY 期間
  - 西斯透過奴隸制度擴大了帝國版圖，藉此獲得短暫的優勢。
  - 西斯組織在科洛桑建立了一座神殿，後來絕地組織將之摧毀並在其遺址之上建立了一座聖殿以抑制這裡的黑暗原力，雖然眾多絕地戰士多年來一直集中在絕地聖殿，增強這裡的光明原力，但是仍然不足以壓制這裡的黑暗原力，黑暗原力在數千年間不斷由建築物下方滲至上方，據說這影響了絕地組織的命運，最終導致西斯組織在數千年後復興
- 5000 BBY 期間
  - 被西斯奴役的其中一個族群 Massassi 在雅汶四衛星建立起神廟，而往後在本傳三部曲期間成了反抗軍基地。
  - 西斯戰爭中的科羅森戰役爆發。
- 3966 BBY
  - 銀河旅行者開始使用超空間六分儀來進行超空間旅程。
- 3277 BBY
  - 洛塔星（Lothal）自己的年表系統被介紹出來。給各位星球一組數字當基準點
  - 西斯教主摩門(Momin)死後將靈魂儲存於面具中
- 1036 BBY 之前
  - 瑪茲·卡娜塔出生。
- 1032 BBY 之前
  - 曼達洛人塔·維茲拉(Tarre Vizsla)加入絕地武士團，並且以自己的原力打造出曼達洛人的象徵—暗劍(Dark Saber)，在他去世後，絕地將暗劍(Dark Saber)收藏於絕地聖殿
  - 絕地以及西斯於塔可達納星爆發了戰役。
  - 絕地與曼達洛之間產生衝突，這讓【曼達洛－絕地戰爭】爆發，使絕地得同時應付西斯和曼達洛的威脅。
  - 銀河系進入黑暗時代，絕地－西斯戰爭爆發，其中的科羅森戰役讓科羅森和絕地聖殿都被西斯佔領，不過往後的科羅桑解放戰爭又將其奪回。
- 1032 BBY 期間
  - 西斯被絕地擊敗，開始躲藏在幕後。
  - 由於曼達洛和西斯衝突持續了好幾千年，這些結果最終導致讓舊共和國體制開始逐漸垮台。
  - 曼達洛人維茲拉家族潛入了絕地聖殿，奪回暗劍(Dark Saber)，成為曼達洛人權力的象徵，也造成不少絕地在這突襲中死亡。
  - 絕地-西斯戰爭爆發，舊共和國消滅西斯帝國，並且佔領西斯帝國根據地科羅森(Coruscant)
  - 絕地西斯戰爭中倖存的西斯之黑暗尊主達斯·貝恩(Darth Bane)制定二人規則(Rule of Two)，西斯組織從此成為地下組織

### 銀河共和國統治時期
- 1032 BBY 期間
  - 幾個星系被併入舊共和國，之後舊共和國被改篡為銀河共和國
  - Zygerrian 族的奴隸帝國被絕地瓦解，銀河共和國正式制定反奴隸法，但像塔圖因這種三不管地帶仍然不理會這規定。
- 1019 BBY
  - 銀河共和國制定了戰時條約－Yavin Convention（雅汶公約），裡面內容包含俘虜對待以及求償等相關事宜，而裡面的這些詳細條文則被稱為【雅汶準則】。
- 973 BBY
  - 馬茲卡納塔(Maz Kanata)出生
- 896 BBY
  - 尤達(Master Yoda)出生。
- 867 BBY
  - 那卜星加入銀河共和國
- 832 BBY
  - 那卜星首都－席德成立。
- 797 BBY
  - 尤達開始接受絕地訓練。
- 596 BBY
  - 赫特人賈霸（Jabba the Hutt）出生。
- 522 BBY
  - 銀河共和國在 Lola Sayu 星上建立用於囚禁黑暗絕地的「堡壘」監獄，並在同年完工，在往後的複製人戰爭期間被分離主義聯盟佔領並拿去使用。
- 511 BBY
  - 某個星球的人類民族因為不想效忠於自己國王，於是被流放到 Jelucan 星上，而第一波到這裡的人類被稱為 First Wavers（第一派）。隨後其他星球的人類和其他外星族群成了第二派移民，架起了星球上的現代化設施，因此變為銀河共和國的貿易中心之一，可也造成兩大派系間的階級鬥爭。
- 501 BBY
  - 曼達洛人往後會讓子孫繼承的曼達洛裝甲在這時被打造出來。
- 446 BBY
  - 跟尤達同種族的女性雅朵（Yaddle）在這時出生。
- 400 BBY
  - 往後會跟阿芙拉博士買賣 Rur 長生不老秘密的 Thomas Toov 在這時出生。
- 350 BBY
  - 貿易聯邦（the Trade Federation）建立。
- 300 BBY
  - 利霸·歐利提歐斯的祖母在這時出生。
- 200 BBY
  - 武技族（Wookiee）英雄丘巴卡（Chewbacca）在卡西克（Kashyyyk）出生。
- 132 BBY
  - 侍者 (電視劇)
- 131 BBY
  - B'ankora 族的家鄉星球因與流星碰撞而滅亡，銀河共和國在首都科羅森替他們建立難民營。
- 102 BBY
  - 杜庫伯爵（Count Dooku）出生在賽瑞諾（Serenno）
- 101 BBY
  - 洛塔星的洛塔狼（Loth-Wolf）最後一次被目擊。
- 92 BBY
  - 絕地大師魁剛·金（Qui-Gon Jinn）在科洛桑（Coruscant）出生
- 84 BBY
  - 希夫·白卜庭（Palpatine）在那布（Naboo）出生
- 82 BBY
  - 魁剛·金被絕地大師杜庫收為徒弟，成為一位絕地學徒。
- 73 BBY
  - 賞金獵人凱德班恩（Cad Bane）在杜羅（Duro）出生
- 72 BBY
  - 絕地大師魅使·雲度（Mace Windu）在哈倫凱爾（Haruun Kal）出生
  - 西蜜·天行者（Shmi Skywalker）出生
- 65 BBY
  - 白卜庭（Palpatine）遇見了赫貢·丹馬斯克（Hego Damask），一個穆恩（Muuns）商人，真實身份是西斯尊主達斯·普雷格斯。在普雷格斯的操縱下，白卜庭殺死了自己的父親，然後投身原力黑暗面的學習，成爲達斯·西帝。
- 64 BBY
  - 威爾霍夫·塔金（Grand Moff Tarkin）在埃利亞德（Eriadu）出生
- 57 BBY
  - 欧比旺·肯诺比（Obi Wan Kenobi）在斯圖喬恩（Stewjon）出生
- 56 BBY
  - 死星設計師蓋倫·厄索（Galen Erso）在葛蘭（Grange）出生
- 52BBY
  - 白卜庭（Palpatine）被選舉為那布（Naboo）的參議員。使白卜庭開始過著雙重生活：一邊是默默地在銀河參議院中擔任那布（Naboo）大使，另一邊則是師從普雷格斯學習黑暗原力，並挑選了一名贊布拉克人進行訓練，作爲西斯刺客達斯魔（Darth Maul）。
- 51 BBY
  - 死星設計師奧森·克倫尼克（Orson Callan Krennic）在雷若（Lexrul）出生
- 50BBY
  - 阿薩依·文翠絲（Asajj Ventress）在達索米爾星出生。
  - 菲尼斯·維洛倫成了銀河共和國最高議長。
  - 魅使·雲度從太空海盜手裏救出一位才六個月大名為迪帕·比拉巴的嬰兒，而她長大後會成為絕地大師，並成為星際大戰：反抗軍起義中肯南·賈奴斯（Kanan Jarrus）的絕地師父。
- 46 BBY
  - 帕米·阿米达拉（Padmé Amidala）在那卜星（Naboo）出生。
- 44BBY
  - 魁刚·金正式将欧比旺·肯诺比收为学生。
  - 利霸·歐利提歐斯，通稱薩布在這時於自己的母星拉薩星出生。
- 42BBY
  - 杜庫伯爵的妹妹 Jenza 來科洛桑請求他的幫助，因他兄弟拉米爾伯爵雇用一群Abyssins的傭兵來入侵塞倫諾，藉此他打算讓塞倫諾的人民來反抗共和國，在戰鬥中，杜庫殺死了拉米爾。
  - 此事件結束後，杜庫他決定離開絕地去領導塞倫諾，他覺得這是他兄弟所做的一切之後的責任(杜庫聯繫了尤達，向他的導師解釋了他的選擇，並堅定地選擇離開)。杜庫伯爵正式脫離了絕地組織，放棄絕地大師的身份，回賽瑞諾繼承自己的爵位。
- 41 BBY
  - 安纳金·天行者（Anakin Skywalker）從處女西蜜·天行者（Shmi Skywalker）出生
  - 往後會以帝國天才軍官之名做為起步兼帝國殘黨的重要首領－Rae Sloane 元帥於 Ganthel 星出生
- 38 BBY
  - 安納金和西密被賣給塔图因（Tatooine）的商人瓦圖（Watto）
- 36 BBY
  - 亞蘇卡·譚諾（Ahsoka Tano）在席利（Shili）出生
  - 因為曼達洛發生內戰，歐比王被派去保護莎廷·克里茲女爵，結果雙方產生了情愫，甚至使歐比王一度考慮離開絕地
- 35 BBY
  - 由於燃料問題，導致貿易聯邦封鎖了 Malastare 星，這讓共和國小規模的介入，因而爆發了 Malastare 星海峽之戰。
  - 絕地大師賽佛迪亞斯（Sifo-Dyas）在好友的杜庫伯爵的暗中幫助下籌備為銀河共和國準備一支大軍的構想
- 33 BBY
  - 未來化名為肯南·賈奴斯（Kanan Jarrus）的凱萊布·杜姆（Caleb Dume）出生。
  - 亞蘇卡被絕地大師普洛·昆（Plo Koon）發現資質而接受絕地訓練。
- 32 BBY
  - 達斯魔（Darth MAul）殺害絕地學徒伊蒂拉凱帝斯（Eldra Kaitis）
- 星球大战I：魅影危机前
  - 絕地文化復原者之一 洛爾·桑·特卡（Lor San Tekka）在這時出生
  - 賽佛迪亞斯（Sifo-Dyas）因擔憂銀河系未來的局勢，向銀河議會和絕地委員會提議為銀河共和國組建強大的軍隊，但他的提議被否決。
  - 杜庫雇以泰拉納斯之名請賞金獵人強格·費特作為複製人士兵的母體。
    - 賽佛迪亞斯（Sifo-Dyas）與杜庫伯爵勾結，在那卜戰役開始前偷偷跟卡米諾人聯絡，謊稱共和國的秘密任務是要卡米諾人製造出一支複製人大軍。
    - 杜庫伯爵雇用派克海盜將賽佛迪亞斯暗殺，之後把自己的絕地光劍贈送給了格里弗斯將軍（General Grievous）
- 32 BBY
  - 貿易聯邦受到達斯西帝的慫恿下，以抵制船舶稅為由開始對那卜星進行封鎖
  - 星球大战I：魅影危机（Star Wars Episode I: The Phantom Menace）
    - 絕地大師魁剛·金和歐比王·肯諾比師徒在絕地議會命令下被派遣為使節與貿易聯邦談判，試圖化解衝突
    - 紐特·甘雷總督在得知前來的大使為絕地武士後，與達斯西帝聯繫，達斯西帝下令進攻那卜並攻擊前來的魁剛·金和歐比王·肯諾比。
    - 紐特·甘雷總督切斷那卜的對外通訊，並集結大批機器人軍隊侵略那卜，綁架了那卜女王佩咪·艾米達拉。魁剛·金和歐比王·肯諾比在化解了紐特·甘雷的追殺後，藏身於入侵部隊的船艦一同登陸那卜並結識扎扎·賓客斯，救下了女王佩咪·艾米達拉後，原本女王不願離開那卜星，但在魁剛的勸說下，終於答應離開，一行人乘皇家座機逃離那卜
    - 但因皇家座機引擎發生故障被迫降落到塔圖因。在塔圖因上，魁刚·金發現當時是奴隸的安納金·天行者，並在安納金的幫助下成功得到了引擎，安納金也為自己贏得自由身。
    - 當魁剛和安納金正要回到那卜皇家座機時，西斯再次出現，魁刚·金將安納金·天行者帶到銀河共和國首都科羅森（Coruscant）並到絕地議會來報告西斯出現的問題，及表示發現安納金·天行者便是平衡原力的「天選之子」（The Chosen One），絕地議會決定先面見安納金。(期間，杜庫訪問絕地聖殿，並秘密進入絕地檔案館而利用賽佛迪亞斯（Sifo-Dyas）的權限代碼秘密刪除絕地檔案館中所有關於卡米諾星球的資料。)
    - 女王佩咪·艾米達拉會晤了白卜庭，白卜庭鼓動她在參議院中提出解決那卜星與貿易聯盟糾紛的呼籲以及發動對共和國首相菲尼斯·維洛倫的不信任動議。
    - 最終菲尼斯去職，並賦予新議長更高權限以協助強勢處理貿易聯邦的問題，後白卜庭角逐選最高議長之位。
    - 當絕地議會面見安納金後，雖然也認為他是可造之才，但卻因他年紀太大，尤達亦看到安納金的未來充滿迷霧，所以拒絕了他成為絕地學徒，而且魁剛一次也不能收兩個徒弟。
    - 魁剛卻宣佈歐比王已經完成絕地武士訓練，歐比王為能使魁剛·金的願望實現，於是宣佈他已完成絕地武士的訓練，只待通過議會的最後試煉，不過絕地議會仍不同意。尤達決定先放下安納金是否能成為絕地學徒之事讓安納金仍然追隨魁剛·金的身邊，保護佩咪·艾米達拉（Padmé Amidala）回到那卜星。
    - 而想到遭受貿易聯邦侵略的那卜人民，女王佩咪·艾米達拉決定回到那卜作戰，解救她的人民。她向那卜的水生土著剛耿族首領納斯頭目（Boss Nass）乞求軍事援助，同時也促使了那卜星人類和剛耿族的友好外交，於是那卜戰役（Battle of Naboo）全面打響。
    - 那卜戰役
      - 那卜聯軍兵分三路：扎扎·賓客斯帶領的剛耿族大軍在大草原上與機器人大軍交鋒；那卜皇家空軍進入行星軌道進攻貿易聯盟母艦；佩咪和兩名絕地武士帶領一支小分隊以及安納金潛入希德王宮。
      - 魁剛為了安納金的安全，要他躲在那卜戰機之中，但在王宮裡兩名絕地武士再次遇見了達斯魔並展開決戰，而原本是要躲藏在那卜戰機內的安納金不經意間將戰機啟動，在自動導航和空間機器人R2-D2的協助下，安納金到達空戰前線
      - 安納金通過他高超的駕駛技巧潛入貿易聯盟母艦內部並炸毀了主反應爐，成功摧毀貿易聯盟母艦，使那卜陸地戰場上的機器人全部失去控制。而在絕地與西斯激烈的光劍對決中絕地大師魁刚·金戰死，爾後達斯魔遭歐比王腰斬重傷，魁剛·金給歐比王留下遺言，希望他能訓練安納金·天行者給原力帶來平衡。
      - 紐特·甘雷總督被女王生擒之後並移交銀河參議院處理。

    - 因一千年來首位在戰場上擊敗西斯而歐比王被絕地議會提拔為絕地武士。使絕地議會十分不情願地接受了歐比王訓練安納金的請求。
    - 安納金·天行者正式成為歐比王·肯諾比的學徒
    - 白卜庭被選為最高議長
    - 魁剛·金的遺體在那卜被火葬，尤達與魅使·雲度卻擔心著是否西斯復興。

  - 那卜戰役之後
    - 那卜戰役結束後不久，婭德爾辭去了絕地議會的職務，專心修行。在科洛桑的絕地聖殿遇到了杜庫，在交談中，婭德爾隱隱發現杜庫伯爵身上隱藏着的黑暗面，於是暗中跟蹤他，發現杜庫與達斯·西帝之間的會面，聽到他們顛覆銀河議會的陰謀。出於對杜庫之前遭遇的同情，婭德爾直接出面試圖將杜庫拉回光明面，但西帝的授意下，杜庫不打算回頭，最終婭德爾被杜庫滅口殺害，使杜庫伯爵正式加入原力的黑暗面，成為達斯·泰拉勒斯，並在西斯尊主達斯·西帝身上學習西斯之道。
    - 白卜庭殺死了普雷格斯取而代之成爲西斯大帝。
    - 韓·索羅（Han Solo）在柯羅利亞（Corellia）出生

- 31 BBY
  - 琦拉（英语：Qi'ra）出生
  - 往後會陪同琴·厄索（Jyn Erso）等人所在的【俠盜一號小組】去參加奪取死星設計圖作戰的 Paodok'Draba'Takat 在這時於自己種族母星 Pipada 出生。
- 30 BBY
  - 藍道·卡利森（LAndo Calrissian）在蘇卡洛（Socorro）出生。
- 29 BBY
  - 希娜·仙杜拉（Hera Syndulla）在雷洛斯（Ryloth）出生。
  - 歐比王帶12岁的安納金来到伊冷的冰封洞穴中，经历了一次重要的绝地仪式。在一个原力浓厚的洞穴中，安納金目睹了令人不安的幻象，里面有他的母亲，还有已死的西斯武士達斯魔。安納金没有让恐惧麻痹自己，而是勇往直前冲破幻象，发现自己找到了打造第一把光剑所需的凱伯水晶。
  - 由於獲得一個神祕的求救訊號，歐比王與安納金趕去 Carnelion IV 星執行任務。
- 27 BBY
  - 擁有不被任何武器貫穿的澤洛獸（Zillo Beast）被推斷為絕種，但往後會在複製人戰爭期間出現僅存的一隻。
  - 往後的反抗軍戰士 Numa 在這時於自己種族母星 Ryloth 出生。
- 24 BBY
  - 杜庫伯爵前往銀河各地宣称共和国已经极度腐败，并游说众多星球加入分裂组织：独立联邦（Confederacy of Independent Systems），分裂主義危機開始。這讓銀河參議院開始對銀河共和國是否要出兵，而爭論建軍案的必要性。
  - 格里弗斯將軍（General Grievous）在一次航行時中了敵人的陰謀，穿梭機被炸燬，他身負瀕死重傷使他在巴克塔醫療罐中聊以維生。銀行業集團的技術專家和吉奧諾西斯的工廠重塑了他的軀體。隨後，這位半機器人殺手被作為一件禮物獻給了杜庫伯爵，並教導了格里弗斯光劍的使用方法。
- 23 BBY
  - 著名的前帝國上尉，後來成為反抗軍英雄之一的 Dalven Kyrell 在這時於 Jelucan 星出生。
- 22 BBY
  - 歐比王參予了 Ansion 星的邊界危機。
  - Antar 4 星社會因為有分成支持銀河共和國和獨立聯邦的派系，導致該星球造成內戰危機。
  - 星際大戰二部曲：複製人全面進攻（Star Wars Episode II: Attack of the Clones）
    - 杜庫伯爵派賞金獵人強格·費特刺殺佩咪·艾米達拉，而強格·費特請另一名賞金獵人薩姆·維賽爾（Zam Wesell）進行刺殺。
    - 銀河參議院的議員佩咪·艾米達拉遭遇遭到不明人士行刺，絕地議會派遣絕地大師歐比王和絕地學徒安納金·天行者前往調查和保護她的任務。賞金獵人薩姆·維賽爾（Zam Wesell）進行最後一次刺殺，但還是失敗並被歐比王和安納金等師徒抓到並審問時迫使強格·費特將其滅口，之後為保障艾米達拉的安全，安納金和佩咪回到了那卜。
    - 歐比王以毒殺薩姆·維賽爾的毒鏢為線索，在餐館好友那裡打聽到這種毒鏢產自外環行星卡米諾，並前往絕地資料室查找卡米諾的具體情況時，卻發現沒有相關資料。
    - 困惑的歐比王找到尤達詢問，而尤達的其中一個徙弟做出判斷：有人不想讓他人看見，所以抹去了這些資料，但原因為何仍不得而知。
    - 歐比王獨自一人來到卡米諾並那裡發現複製人大軍的存在，也得知是賽佛迪亞斯（Sifo-Dyas）在10年前向卡米諾人訂購這支大軍，並見到了分離主義分子的重要成員之一兼複製人軍隊母體的賞金獵人強格·費特。與其對話後歐比王並向絕地議會通報了關於複製人大軍和發現強格·費特可能是刺殺佩咪·艾米達拉的刺客。
    - 歐比王嘗試逮捕強格·費特，但不成功。雖然強格·費特成功逃脫，但歐比王於他的船放置了追蹤器，並跟蹤他到了分離主義分子的基地基歐諾西斯（Geonosis），發現了分裂分子的首領杜庫伯爵，以及紐特·岡雷總督等人。歐比王向共和國議會和絕地議會緊急通報了分裂主義分子已成立獨立聯邦的事，但他自己也被杜庫發現。
    - 在那卜的安納金夜裡做惡夢，夢見自己的母親希米在受折磨，醒來後心神不定的安納金告訴帕米自己想要返回塔圖因尋找他母親，得到佩咪的同意後跑回故鄉塔圖因星上。
    - 在摩斯埃斯帕他從瓦托得知母親這幾年的訊息：農夫克里格·拉爾斯（Cliegg Lars）出錢贖回他母親的自由。在拉爾斯的農場那裡他見到了自己同母異父的兄弟歐文·拉爾斯，但從繼父口中聽到另一個壞消息：他母親受到塔斯肯襲擊者（Tusken Raider）的攻擊，已經失蹤了一個月。
    - 安納金在一處塔斯肯襲擊者的營地裡找到性命垂危的西蜜·天行者。儘管他試圖帶她回去，西蜜·天行者仍在安納金懷裡斷了氣。怒不可遏的安納金砍殺了營地里的全部男女老幼。而在憤怒之餘，安納金對於自己違背絕地的信念感到慚愧，處於矛盾下的他在佩咪的安撫下，才逐漸恢復。這時他也在母親墓前發誓要保證今後身邊的人不再陷入死亡的陰影。(喪母一事也成為安納金人生中一個重要的轉折點——正是從這一刻起，他開始對絕地產生猜忌；也正是從這一刻起，佩咪成為了他唯一的精神支柱。而喪母之痛與屠營之怒，在安納金心中埋下了黑暗的種子，間接導致了他後來的悲劇。)
    - 此時R2-D2向帕米通知了歐比王在基歐諾西斯遭遇的麻煩，雖然絕地議會令安納金按地不動，但在佩咪勸說下兩人仍違背指令前往基歐諾西斯營救歐比王，同時安納金也從家中帶走了C-3PO。但在基歐諾西斯的機器人製造工廠內吃盡苦頭之後，他們也被強格·費特抓獲。
    - 共和國議會召開緊急會議，並授予白卜庭臨時最高決策權力，白卜庭宣稱自己將使用複製人大軍保衛共和國。
    - 絕地大師魅使·雲度帶領絕地武士們來到基歐諾西斯阻止杜庫伯爵，與杜庫伯爵放出的機器人軍團大戰，基歐諾西斯戰役爆發。
      - 戰鬥中絕地大師魅使·雲度砍下了強格·費特的頭，但在無數機器人士兵的圍攻之下，絕地武士們傷亡慘重，最後僅剩包括歐比王、安納金和佩咪在內的十幾人被團團包圍。杜庫正要下令開火之際，尤達大師率領複製人大軍及時趕到。複製人大軍與分裂主義分子的機器人軍隊展開戰鬥並逐漸取得優勢
        - 而基歐諾西斯戰役中格里弗斯將軍（General Grievous）在吉奧諾西斯的地下墓穴中被釋放並殺死任何目擊到他的存在的絕地

      - 而歐比王和安納金在一個山洞裡找到了杜庫伯爵，但他們在與杜庫的光劍對決中落敗，安納金的右手被砍掉；後來儘管尤達大師擊退了杜庫，事情卻遠沒有結束。

    - 基歐諾西斯戰役結束後，複製人战争正式爆發。
    - 安納金·天行者與佩咪·艾米達拉舉行秘密婚禮

  - 在基歐諾西斯戰役發生後四個星期內，Muunilinst戰役爆發。阿薩依·文翠絲（Asajj Ventress）向杜庫學習黑暗原力，成為西斯學徒
  - 絕地將軍達克曼·巴雷克和他的第二個學徒在蒐集情報時發現，在外環星球海波里上有一個巨大的戰鬥機器人工廠。絕地委員會派遣一支精鋭絕地特遣隊——包括委員會成員奇·亞迪·蒙地、愛拉·賽庫拉和莎克·提等絕地大師一同前往海波里。但就在特遣隊幾乎一到達星球上空就中了埋伏，海波里戰役展開，數艘歡呼者級強襲運輸艦剛剛跳出超空間就觸動了軌道機雷，繼而墜落到星球表面，被迫降落的特遣隊隨即被海量的機器人部隊包圍，而複製人士兵幾乎全部陣亡。
  - 在海波里戰役中絕地將軍達克曼·巴雷克向歐比王發出求救信號時並報告目擊了外形恐怖的格里弗斯將軍（General Grievous）但之後卻被突然出現的格里弗斯將軍（General Grievous）給殺死，此時，格里弗斯將軍（General Grievous）已將巴雷克的部隊和絕地特遣隊幾乎全數殲滅。最後由先進偵察突擊兵（ARC troopers）趕來營救，帶走了奇·亞迪·蒙地、愛拉·賽庫拉和莎克·提。
  - 在海波里戰役之後，由於戰爭的需要，絕地議會同意了歐比王的提議，將安納金正式升格成為絕地武士
  - 安納金與歐比王護送支援物資到 克里斯托夫西斯(Christophsis )星，因為當時貝爾·歐嘉納參議員和他的人道救援團隊當時在那邊遇到問題。克里斯托夫西斯戰役爆發。
  - 安納金和歐比旺在克里斯多福西斯星球帶領共和國士兵對抗分離勢力的機器人大軍。共和國遭到對方伏擊之後，他們開始意識到複製人軍隊內部出現勾結分離勢力的叛徒。安納金和歐比旺深入敵後展開調查。與此同時，雷克斯上尉和指揮官科迪找出叛徒，將他關進監獄，但共和國部隊大部分的軍械已被叛徒摧毀，僅剩的幾門重砲。
  - 動畫星際大戰：複製人之戰 (電影)
    - 在得知共和國部隊的軍械被叛徒摧毀，分離勢力迅速發起進攻，卻被共和國僅剩的幾門重砲擊退，而此時為了迅速召回失去聯繫的安納金與歐比王，絕地委員會派出一位神秘的信使前去支援，滿心期盼迎來增援的安納金所見到的卻是要委派給他的一名名叫亞蘇卡·譚諾的學徒。
    - 就在此時仍不死心的分離主義軍打開護盾展開推進，為了解決危機安納金帶領亞蘇卡前去炸毀護盾發生器，而歐比王則拖住敵軍，在眾人齊心協力的努力下，終於結束了克里斯多福西斯戰役。
    - 為了爭取銀河系黑道的貿易路線來做戰略用途，獨立聯邦與銀河共和國開始跟賈霸談判，為了離間赫特人和絕地武士，杜庫伯爵聯合赫特人賈霸的叔叔，謊稱賈霸的兒子被絕地武士綁架。杜庫並派出凡翠絲暗中綁架賈霸的兒子 Rotta 企圖讓銀河共和國失去談判的優勢與籌碼。
    - 亞蘇卡正式成為安納金的學徒，並一同解決這場人質危機。

  - 為了在托伊達裡亞星系建立一座共和國的補給基地，絕地大師尤達帶領一小隊複製人軍前往一個偏僻的中立衛星進行祕密談判。他們被西斯武士杜庫伯爵派遣阿莎潔·凡翠絲率領的機器人大軍伏擊。為了證明共和國有能力抵抗杜庫伯爵，尤達大師前往衛星與機器人大軍正面交鋒，並將意欲謀殺國王的凡翠絲擊敗。凡翠絲倉促逃走，共和國與該星球締結協議。
  - 數十艘共和國軍艦皆被摧毀在敵人兇猛的奇襲之中，無人倖免於難。使各地傳聞分離勢力擁有了恐怖的新式武器。面對不斷蔓延的恐懼，絕地議會派遣普羅·空大師去剿滅此威脅，不讓它有再度禍害的機會。但連有所防備的普洛·孔大師也被分離勢力用離子主砲擊敗，軍艦也被擊毀。失去與普洛·孔大師的聯絡，亞蘇卡十分擔心其安危並且不惜頂撞帕爾帕廷議長，最後安納金還是帶著她偷偷前去展開搜救行動。另一方面，軍艦被擊毀的普洛·孔大師和幾名複製人正在逃生艙等待救援，卻發現分離勢力派出獵殺機器人清除逃生艙中的倖存人員，經過一番鬥智鬥勇，最終安納金·天行者與他的學徒亞蘇卡·譚諾找到普洛·孔以及倖存的複製人並逃脫分離主義軍的追捕，帶領他們返回絕地委員會。而新式武器的神秘面紗也終於被揭開。
  - 分離主義軍征服者級重型巡洋艦「毒牙號」闖入共和國疆域，如入無人之境，攔截軍艦無一倖免。安納金·天行者和亞蘇卡·譚諾從營救行動中虎口脫險後，準備向敵艦發動反攻。就在安納金等人還未出發的時候，這位狡猾的分離軍統帥接到杜庫伯爵襲擊共和國複製人秘密醫療站的任務。安納金等人得知後組成Y翼戰機戰隊前去援救也不得不從危險的「巴爾莫拉航線」圍堵格里弗斯，但其戰隊尚未交戰就已經損失慘重。其部隊損失和迫在眉睫的醫療站之危迫使安納金放棄直取毒牙號艦橋的計劃，轉而破壞其離子主砲，導致離子主砲發射時戰艦過載引起爆炸，同時破壞超空間引擎。失去了主砲和超空間引擎的「毒牙號」損傷嚴重只能緩慢逃跑。
  - 由於「毒牙號」征服者級重型巡洋艦(Subjugator-class heavy cruiser)企圖摧毀外環星域複製人醫療站的陰謀被粉碎，同時它也損失了重要的離子炮和超空間引擎損壞。所以絕地對逃竄的「毒牙號」緊追不捨，以期能將其徹底擊沉。為了拯救危急的「毒牙號」，杜庫伯爵再施一計，將前往與銀行業集團首席執行官會面的佩咪·阿米達拉議員騙到雙方交戰戰場，並且命令格里弗斯將其挾為人質。為此，共和國不得不停止追擊，轉而展開人質營救計劃。為解救佩咪，安納金·天行者和歐比王·肯諾比潛入「狼毒號」。安納金和歐比王與佩咪會合，R2-D2找到走散的C-3PO。他們乘飛船離開之前，安納金修改了「狼毒號」超空間引擎的導航程序將「毒牙號」的超空間座標定位於臨近的衛星，使分離勢力引以為傲的秘密武器就這樣撞毀在臨近的衛星上。
  - 為偷襲位於卡米諾的複製人工廠，格里弗斯將軍派出一隊突擊機器人攻破由複製人新兵把守的一座哨站。這是共和國在該區的外環戰略要地，複製人指揮官雷克斯上尉和指揮官科迪（Cody）及時趕到援助，聯手倖存的複製人奪回基地。但是他們被隨後而至的機器人大軍再次擊敗。名叫海維(Hevy（Trooper Hevy）)的複製人新兵犧牲自己炸毀哨站，向控制中心發出入侵警報。使格里弗斯將軍無功而退。
  - 佩咪帶著扎扎·賓客斯和C-3PO前往沼澤星球羅迪亞進行外交訪問。該星球的掌權者、共和國參議員奧納康達·法爾（Onaconda Farr）由於缺乏食物補給，已經與分離勢力結盟，他將佩咪軟禁，並通知紐特·岡雷總督。扎扎·賓客斯發覺佩咪有危險，他披著一件絕地戰袍，陰差陽錯地被分離勢力誤認為是絕地武士。也讓奧納康達·法爾（Onaconda Farr）發現紐特·岡雷總督無意解決他們的食物補給並決議反抗於分離勢力。在法爾和沼澤中的怪物幫助下，他們控制住紐特·岡雷總督，將他投進監獄。
  - 亞蘇卡和絕地大師盧米娜拉·昂杜利押解紐特·岡雷總督返回科羅森星球受審，中途遭遇凡翠絲的偷襲。杜庫伯爵派遣她來營救或殺死岡雷總督。在亞蘇卡聯合盧米娜拉與凡翠絲纏鬥之際，議會突擊隊的阿蓋斯隊長叛變共和國，與凡翠絲裡應外合將岡雷總督救走。為了獨佔功勞，凡翠絲在途中殺死阿蓋斯。也因貿易聯邦總督紐特·岡雷的情報泄漏，絕地議會得知了達斯·西帝的存在，一場針對西斯大帝的搜捕行動開始。
  - 絕地大師基特·費斯托與舊徒納達爾·維布（Nahdar Vebb）追蹤逃跑的岡雷總督來到一個遙遠星球。消滅機器人士兵之後，兩人意識到進入杜庫伯爵的陷阱。岡雷總督不見蹤跡，這裡是格里弗斯將軍的巢穴。杜庫伯爵為了懲罰屢敗的格里弗斯，故意將絕地武士引至此地。崇尚武力的納達爾堅持不聽費斯托的勸阻，決意正面對抗格里弗斯來換取師傅脫逃此地的時間，最後被格里弗斯殺死並拿走其光劍。絕地大師基特·費斯托與格里弗斯短暫交鋒後拿回舊徒的光劍乘飛船逃離。
  - 共和國在那卜星發現分離勢力的生物武器實驗室。佩咪與扎扎·賓客斯率先前去調查，被機器人軍隊抓獲。安納金、歐比旺、亞蘇卡和雷克斯趕來援助，他們發現實驗室的首領是努沃·文迪博士（Nuvo Vindi），他研發出可以在空氣中擴散的致命藍影病毒，企圖危害人類和生物安全。安納金與眾人分頭行動，解救出佩咪，擒獲文迪博士。
  - 忠於努沃·文迪的機器人在努沃·文迪博士的實驗室中成功釋放藍影病毒，雖然及時關閉所有出口，亞蘇卡、佩咪和眾多複製人被困於室內，感染少量病毒。安納金和歐比旺前往耶果星球找尋解藥，發現此地居民生活在被稱為幽靈統治者德羅爾的詛咒之中。在一個當地男孩的幫助下，安納金和歐比旺發現德羅爾是分離勢力佈置的迷局，他們拆除天空中的雷射能量場，順利離開這個星球，救下佩咪一行眾人。
  - 賴洛思戰役爆發。獨立聯邦大舉進攻賴洛思星球，獨立聯邦的軍艦組成了封鎖線，致使共和國防禦力量斷絕了一切支援，軍力日益削弱。儘管他們英勇作戰，並與提列克自由戰士査姆·辛杜拉聯手抗敵，絕地大師殆及其部隊仍然寡不敵眾，難以抵擋潮水般湧來的機器人大軍。共和國急需重新建立一條幫助賴洛思地面部隊的補給線，於是他們派遣德高望重的奧加納議員前往中立星球托伊達里亞，以求其能藉道給共和國為運輸艦提供補給。而與此同時收到消息的分離勢力則派出貿易聯盟的洛特·多德議員前去阻撓共和國的計劃。
    - 表面上托伊達里亞人雖然同意了貿易聯盟的請求，回絕共和國支援賴洛思的要求，但托伊達里亞人的國王暗中答應奧加納拖住貿易聯盟，秘密允許共和國運輸補給，於是扎扎·賓客斯議員通過宴會雜耍成功分散了洛特·多德議員的注意力，而共和國的補給也成功運輸到了賴洛思。而為了給補給運達爭取時間，殆大師帶領彈盡糧絕的共和國部隊在狹窄的山谷與分離勢力決一死戰，雖然部隊英勇奮戰，由於孤立無援最終卻全數陣亡，不過他們的犧牲成功拖延了分離勢力的攻勢，拯救了撤離的提列克人，為解放賴洛思打下了基礎。

  - 解放賴洛思。在機器人野蠻的佔領下，被分離勢力艦隊封鎖的賴洛思人民忍飢挨餓。邪惡的分離勢力頭目沃特·坦伯實行著鐵腕統治。應議會要求，共和國軍為解放賴洛思星係發動了一次大膽的攻勢。安納金·天行者與學徒亞蘇卡·塔諾的任務是為歐比王的地面進攻掃清道路。這次安納金派遣亞蘇卡·譚諾指揮一隻中隊發起突襲。因是學徒亞蘇卡的初陣指揮，戰鬥中亞蘇卡違反安納金的命令，然而因為經驗不足使共和國的戰鬥機中隊落入狡詐的分離艦隊指揮馬爾·圖克的陷阱，損失慘重，致使大部分中隊成員犧牲。安納金幫助亞蘇卡從這次失敗陰影中走出，安納金果斷駕駛受損嚴重的軍艦對獨立聯邦艦隊實行神風特攻，成功搗毀了敵軍的指揮艦，而亞蘇卡則使用一種奇特的戰術擊潰了對方部隊的殘餘艦隻，兩人配合下擊敗分離勢力艦隊，解除了分離主義軍對於賴洛思的封鎖。
  - 絕地安納金·天行者和學徒亞蘇卡·塔諾擊敗了封鎖行星的艦隊後。絕地將軍魅使·溫杜和歐比王·克諾比發動大規模攻勢，以解救忍飢挨餓的人民。分離勢力為了阻止共和國部隊建立著陸點，設置了幾門重型防空火砲，同時為了避免共和國炸毀防空火砲，它們將賴洛思的村民作為肉盾，希望憑此阻礙共和國的進攻 歐比旺帶領一隻複製人小隊進入賴洛思星球，計劃破壞機器人軍隊的防空武器。機器人指揮官將當地的提列克人作為人質。面對分離軍在地面的重重阻攔，歐比王派遣手下最好的兩名士兵蠟將和沸騰前去尋找突圍的路線。兩個複製人士兵在執行任務期間遇到提列克小女孩努瑪，這兩名富有同情心的複製人很快就和這名小女孩建立了非同尋常的友誼，在她的幫助下，歐比旺帶著複製人士兵通過地道繞過了敵軍的防線潛入機器人軍隊的大本營，不但拯救了人質，也摧毀了敵軍的防空火力。擊破分離勢力的這個據點，解救了提列克居民。隨著努瑪親切的呼喊，共和國軍邁著堅定的步伐向著下一個戰場繼續邁進。
  - 在絕地的帶領之下，複製人士兵成功攻入被分離勢力佔領的賴洛思星球，安納金·天行者也在空中與敵人一決雌雄，歐比王·克諾比將軍則將各個村莊從卑鄙的分離勢力領導人沃特·坦伯手中解放出來。而現在，絕地將軍魅使·溫杜對敵軍防線發起總攻，以解放首都萊蘇。受限於萊蘇的地形，溫杜大師決定與當地的自由戰士査姆·辛杜拉聯手，意圖攻破敵軍的防守，一舉解決掉這場戰役。另一方面，杜庫伯爵得知是溫杜大師指揮進攻後，命令坦伯迅速撤離，毀掉所有帶不走的物件，並將此宣傳為共和國的慘敗。然而坦伯過於貪心，為了接收最後一批寶藏的他，最終落得個城破被俘的命運。賴洛思的人民終於迎來解放，賴洛思解放戰也告一段落。
  - 由於其議員米·迪奇死於議會謀殺案，作為共和國重要補給線的昂巴拉星球倒向分離勢力。為了解決外環戰局的危機，共和國深入偏僻的幽靈星雲意圖打破分離勢力的封鎖。昂巴拉戰役爆發
  - 阿薩依·文翠絲（Asajj Ventress）成為西斯學徒後，其黑暗原力日漸強大，但卻被受西帝之命的杜庫暗殺，最後離開成為賞金獵人。
- 21 BBY
  - 薩瓦其·奧普雷斯（Savage Opress）接替阿薩依的位置，成為杜庫的新學徒，不久卻背叛杜庫，與阿薩依聯手試圖暗殺杜庫，最終三人各自為營。
  - 之後薩瓦奇被塔爾津主母指引前去尋找自己失落的兄弟—達斯魔。而杜庫暗殺的失敗後讓文崔斯陷入反思，最終她決定放棄西斯之道，回歸暗夜姐妹的大家庭。
  - 被多次暗算的杜庫伯爵惱羞成怒，派遣格里弗斯將軍（General Grievous）掃蕩達索米爾星，意圖徹底消滅這夥邪惡的女巫。被逼無奈的塔爾津啟動了護族的亡靈大軍並且通過巫術詛咒杜庫伯爵，希望以此迫使他退兵。狗急跳牆的杜庫伯爵命令格里弗斯趕緊殺光暗夜姐妹一個不留，解除詛咒。結果暗夜姐妹不敵分離勢力的大軍，整個部族被徹底剿滅，塔爾津主母也化為雲煙，最後文崔斯離開達索米爾星成為賞金獵人
  - 薩瓦奇在小洛索星上找到了本應死去的西斯尊主達斯魔。原來當年在那卜戰役中被歐比王腰斬的魔依靠其黑暗面原力強大力量才保住性命，並帶回已遭格里弗斯將軍摧殘過的達索米爾星，接受主母塔津的治療，之後達斯魔更被賦予同格里弗斯將軍的金屬四爪獸型義肢。而達斯魔裝上義肢後與其兄弟薩瓦其·奧普雷斯成為活躍的第三勢力。
  - 薩繽·雷恩（Sabine Wren）在曼達洛（Mandalore）出生
  - 琴·厄索（Jyn Erso）在瓦特（Vallt）出生
- 20 BBY
  - 死星的雛型開始在吉奧諾西斯星建造。
  - 索·葛瑞拉跟自己的妹妹成為自己家鄉星球的反抗軍對抗獨立聯邦，但由於銀河共和國因政治關係無法派大軍，所以派出複製人指揮官雷克斯、亞蘇卡、安納金和歐比王私底下去協助指導。雖然軍隊後來被訓練的有規畫，不過由於整個銀河系的戰況吃緊，導致只剩亞蘇卡一人協助，最後戰爭贏了可卻讓索·吉瑞拉失去自己妹妹而讓個性變得很偏激。
  - 阿蘇卡被誣陷轟炸絕地聖殿，雖然最終真相解開，但對絕地議會和銀河共和國的不信任感到失望而離開絕地(這也成了師傅安納金不滿絕地議會的其中一個原因。)
  - 達斯魔裝上義肢後與其兄弟薩瓦其·奧普雷斯成為活躍的第三勢力後擊敗了死神衛的Pre Vizsla並奪取其曼達洛的「暗劍」及死神衛的領導權，獲得了曼達洛的統治權，藉由讓阿爾梅克擔當傀儡領導人，但實際上將統治權掌握在手中。因此被達斯西帝視為威脅遭到追殺，薩瓦其在戰鬥中被西帝殺死，達斯魔則被西帝囚禁折磨。
  - 共和國與分離勢力在林戈溫達展開死戰，雙方為了爭奪環繞行星的巨大空間站派遣了大量部隊。就在阿納金·天行者將軍與絕地大師孿生姐妹蒂普利和蒂普拉即將獲得勝利的時候，複製人「鎚頭」突然射殺了蒂普拉大師。由於這意外的兵變，共和國的攻勢被打亂，被迫撤退。他似乎不知道自己究竟做了什麼，而且其健康迅速惡化。擔心這種疾病可能是分離勢力的陰謀有關，阿納金·天行者派遣雷克斯上尉以及ARC士兵「五號」將鎚頭押解至卡米諾的複製人培養中心，進行細緻的診斷
  - 因複製人「鎚頭」誤殺絕地，使部分複製人發現預先66號命令並暗中取出控制複製人的行為控制晶片
  - 絕地委員會突然收到一個求救信號。經過查實這個信號正是來自訂購了複製人大軍的已故絕地大師賽佛迪亞斯（Sifo-Dyas）。為了弄清事件的謎團，普洛·孔大師前去調查，卻只找到賽佛迪亞斯的光劍，之後尤達大師從前議長瓦洛倫那裡得知賽佛迪亞斯大師死前正好在進行對派克海盜的調停工作，與之同行的還有瓦洛倫議長的助手以及一位神秘的不知名絕地。
  - 在得知絕地正在調查賽佛迪亞斯的事情之後，達斯·西帝為了確保陰謀繼續執行，命令杜庫伯爵，即西斯尊主達斯·泰拉納斯，前去派克海盜彌補自己的過失。原來當初雖然賽佛迪亞斯大師身亡，然而瓦洛倫議長的助手卻僥倖存活。派克海盜將他秘密的收押起來，以防命令他們暗算賽福-迪亞斯的泰拉納斯中途變卦。就在瓦洛倫議長的助手西爾曼即將向安納金和歐比王透露出幕後黑手的時候，西爾曼被前來清理線索的杜庫伯爵擊殺。三人再次交手，派克海盜趕來幫助兩人，歐比王從派克海盜口中得知原來杜庫就是神秘的泰拉納斯，而杜庫也說出當年賽佛迪亞斯為銀河共和國組建複製人大軍來找他合作，然而在交手中兩人非但沒有抓住杜庫，而且連重要的證人派克海盜的領袖也被杜庫所殺。不過事情的迷霧已經開始散去，絕地得知原來複製人大軍已經成為西斯計劃的關鍵一環，因局勢所迫，絕地也只能按照西斯譜寫的劇本繼續走下去
  - 為了解決西斯所布下的迷局，尤達大師陷入冥想以其從原力中得到答案。卻聽到了一個意想不到的聲音——那就是本應該已經死去歸於原力的魁剛·金，絕地委員會的其他成員對此表示懷疑，而奇·亞迪·蒙地大師堅持認為這是西斯的陰謀，為了安全起見尤達被限制了自由。為了尋求追隨魁剛·金的指引，尤達在安納金的幫助下悄悄地溜出了聖殿。他跟隨魁剛·金的指引來到了達戈巴，在這裡他見到了未來的影像以及那個神秘西斯尊主達斯·西帝。魁剛·金告訴他只有學會了不朽之道才能挽救絕地，於是尤達根據原力的指引再次踏上旅程
  - 絕地議會派出絕地大師昆林弗斯（Quinlan Vos）與阿薩依·文翠絲合作刺殺杜庫失敗。昆林弗斯被杜庫引誘進黑暗面，文翠絲為救他而死亡。
- 19 BBY
  - 達斯魔逃至曼達洛，躲避西帝的捉拿，並放棄西斯頭銜，自稱魔尔（Maul）
  - 已經退出了絕地的亞蘇卡·譚諾和雷克斯上尉率領501軍團的部分兵力和由博-卡坦·克里茲帶領的曼達洛的抵抗組織發動了旨在推翻達斯·魔統治的曼達洛圍攻，曼達洛圍攻戰爆發
  - 星際大戰三部曲：西斯大帝的復仇（Star Wars Episode III: Revenge of the Sith）
    - 受杜庫之命的分離份子指挥官格里弗斯将军率領机器人大军进攻科洛桑，科洛桑战役（Battle of Coruscant）展開，格里弗斯将军成功绑架了最高议长白卜庭。
    - 歐比旺和安納金率領著一支小分隊展開營救。杜庫與歐比旺和安納金戰鬥，最後不敵，被安納金斬首死亡，兩名絕地救出白卜庭後。他們想要逃離時卻被格里弗斯將軍俘獲。
    - 安納金和歐比王設法掙脫並加以還擊但格里弗斯將軍卻成功逃走，並將兩名絕地和議長困在格里弗斯將軍的旗艦惡意號（征服者級重巡洋艦）中。安納金被迫使船在科羅森的一條登機跑道上硬著陸。
    - 帕德梅告知安納金自己懷孕
    - 安納金感到他的一個親人（佩咪，但沒向外公開）將會有危險，向尤達尋求意見，尤達希望安納金能「學會放棄掉那些你害怕失去的東西。(learn to let go of everything you fear to lose.)」但安納金並不滿意這答案。
    - 由於獨立邦聯攻擊武技族母星的卡須克星（Kashyyyk），絕地大師尤達又與武技族（Wookies）的關係不錯，使尤達帶領複製人軍團的４１精銳師駐守此地，與當地的武技族一同抵抗敵人。卡須克戰役展開。
    - 歐比王受差遣前往尤帕塔消滅殘餘的分離主義者。
    - 格里弗斯将军在尤帕塔战役遭欧比旺击杀
    - 白卜庭選擇利用歐比王離開科羅森的機會並向安納金揭露自己即是達斯·西帝，使安納金向魅使·雲度通報
    - 魅使·雲度等四位絕地大師抓捕白卜庭失敗，全數死亡
    - 安納金墜入黑暗面並帶領複製人501軍團進攻絕地聖殿，而白卜庭則向在戰場上的複製人大軍下令執行第66號密令，殺害大多數絕地武士，只有少數的絕地有逃過一劫，但絕地幾乎滅亡
    - 安納金前往穆斯塔法星去剿滅獨立聯邦的首腦，並關閉了獨立邦聯散布在各個星系的機器軍團
    - 尤達和歐比王在參議員貝奧·歐嘉納的幫助下前往絕地神殿並消滅神殿中的複製人501軍團的士兵，但看到絕地神殿內的慘狀後十分震驚，他們隨即修改絕地訊息並通知要其他絕地生還者不要前往絕地聖殿而是要保護自己躲起來。在歐比王查看保安紀錄時看到白卜庭是西斯尊主、安納金屠殺絕地幼徒與武徒以及安納金拜師於他的事情。
    - 尤達決定自己前往消滅白卜庭，並指示歐比王前往消滅安納金。歐比王起先拒絕，要求改為去對付白卜庭，然因尤達對他說安納金已成為西斯武士的事實而只好答應。
    - 白卜庭稱帝，正式成立銀河帝國，銀河共和國滅亡。在帝國統治時期這天被稱為帝國日（Empire's Day）
    - 歐比王前往拜訪佩咪，說出安納金已投身西斯以及其在絕地聖殿中的屠殺。佩咪不信並與C-3PO搭乘飛船前往穆斯塔法星，歐比王趁機藏身在飛船之上
    - 尤達與白卜庭對決，對決中二人均受傷不分勝負，最後尤達不敵白卜庭自行退卻而被迫逃亡
    - 安納金與歐比王於穆斯塔法對決，最後安納金被斬斷左手及雙腳並被熔岩岸邊的高溫而受到了致命的燒傷，歐比王帶著安納金的光劍和佩咪，以及無限的悔恨和遺憾離開穆斯塔法，之後安納金被來到穆斯塔法的達斯西帝給救下並帶回科洛桑進行治療。
    - 歐比王等人將佩咪送往了一個設置在小行星上的隱秘的基地馬薩波利斯進行治療，但此時她已經失去了活下去的意志，最後帕咪生下路克和莉亞後難產而死，在死前堅持對歐比王說:安納金的內心中仍然存有善意。
    - 科羅森上，安納金失去的三肢和破損的身體器官被替換成了機械的義肢和人造組織並穿上維生系統後，向白卜庭問起佩咪的情況時，白卜庭欺騙安納金，稱安納金自己殺死了妻子（及其腹中的胎兒），安納金得知後極度悲憤，由於他已經失去了自己原本想要保護的一切，使性格也比從前更加冷酷無情，使他正式成為西斯領主達斯維達
    - 在坦特維四號飛船上，歐比王、尤達和貝奧·歐嘉納達成一致，為了不被皇帝和達斯維德察覺到雙胞胎，決定將雙胞胎分開暗中撫養，莉亞與路克分別由貝爾·歐嘉納和歐文·拉爾斯收養，尤達與歐比王也決定分別隱居至達可巴（Dagobah）與塔圖因（Tatooine）以靜候反擊時機來臨，為了防止C-3PO多嘴惹禍，貝奧·歐嘉納下令將C-3PO的記憶清除。
    - 佩咪的遺體送返那卜星球，人們為她舉辦了一個盛大的葬禮(亞蘇卡·譚諾暗中參加)。
    - 白卜庭、維達以及威爾霍夫·塔金注視著狩獵者級滅星艦的窗外，西斯的秘密武器——死星（the Death Star）已經開始建造。

### 銀河帝國統治時期
- 19BBY
  - 艾斯納·包利格（Ezra Bridger）於帝國日（Empire's Day）在洛塔（Lothal）出生。
  - 達斯·維達為了制做出屬於自己的西斯紅色光劍，於是他找到一位躲過66密令的絕地大師 Kirak Infil'a，在差點被對方殺死的情況下得勝。
  - 太空要塞死星在基歐諾西斯秘密興建。
  - 動畫星際大戰：瑕疵小隊第二季
    - 瑕疵小隊回到卡米諾星球，結識神秘女孩歐米茄。塔金上將為測試瑕疵小隊的忠誠度，安排他們前去奧德蘭星球執行一項任務。當瑕疵小隊發現他們需要殺死索·葛瑞拉和大量平民時，獵人選擇拒絕執行命令。為營救歐米茄，瑕疵小隊決定返回卡米諾星球，他們隨即與歐米茄被關押在一處。塔金上將對準星進行人體實驗。被改造後的準星開始效忠銀河帝國，與逃出牢籠的瑕疵小隊其他成員展開激戰。在歐米茄的幫助下，眾人駕駛「浩劫掠奪者號」戰鬥太空梭成功逃脫準星的追殺。
    - 瑕疵小隊和歐米茄來到薩魯卡米星球，與複製人逃兵卡特·勞昆會面。卡特告知獵人，複製人士兵體內安裝有「行為控制晶片」，因此接到第66號密令後，開始殺戮絕地武士。新建立的銀河帝國派遣大批帝國風暴兵陸續來到薩魯卡米，卡特決定與妻子蘇以及養女莎伊阿和養子傑克逃離此處。但搭乘大眾交通運輸工具時，需要向風暴兵出示「鍊碼」。如果親自登記來獲取鍊碼，會被當場逮捕。瑕疵小隊設法竊取五枚鍊碼，而在歐米茄的幫助下，將它們轉送給卡特及其家人，他們順利登上飛船。
    - 但獵人認為歐米茄需要融入家庭，希望她帶著第五枚鍊碼跟著卡特離開。歐米茄在最後時刻下船，決定與瑕疵小隊在一起。眾人在風暴兵的火力攻擊下駕駛太空梭離開薩魯卡米。
    - 在卡米諾星球，塔金上將和蘭帕特副上將任命準星為一隊新招募士兵的首領，將他們派遣至奧德蘭星球。索·葛瑞拉已經從該星球撤退，準星命令士兵殺死逮捕的反抗軍戰士和平民，並殺死一名不願執行命令的新士兵。塔金意識到徵召兵的潛力。
    - 瑕疵小隊接受西德提供的任務，前往科瑞利亞星球的退役機器人銷毀站，取回分離勢力的戰術機器人。機器人內藏戰鬥情報。小隊在站內遭遇機器人守衛以及同樣追蹤而來的姐妹拉法·馬特茲和翠西·馬特茲。但破壞者在戰鬥中不慎撞到頭盔，開始逐漸激發體內的行為控制晶片。
    - 技師與馬特茲姐妹對戰術機器人進行重新編程，控制尚未被銷毀的機器人與守衛交戰，瑕疵小隊和馬特茲姐妹趁機逃脫。戰術機器人被守衛摧毀。馬特茲姐妹告訴小隊，她們原計劃將戰術機器人交給與銀河帝國作戰的客戶。獵人把技師複製的數據副本送給馬特茲姐妹。馬特茲姐妹告訴她們的客戶聯繫瑕疵小隊的方法。
    - 由於瑕疵小隊未能帶回戰術機器人中的數據，西德稱小隊需要執行更多的任務來償還債務。雷克斯上尉正是馬特茲姐妹的客戶，他來到曼特爾兵站與瑕疵小隊會合。雷克斯得知小隊成員尚未移除體內的行為控制晶片之後，他稱這些晶片就像是「定時炸彈」，隨時可能被激活。
    - 為移除晶片，眾人來到布拉卡（Bracca）星球，這裡當前被廢品處理公會控制。眾人潛入一艘廢棄的絕地巡洋艦，開始使用醫療艙進行移除晶片的手術。此時，破壞者體內的晶片被激活，開始攻擊隊友和歐米茄。雷克斯製伏破壞者，他體內的晶片被成功移除。獵人、技師和回音體內的晶片也被移除。隨後，雷克斯獨立離開小隊。廢品處理公會的成員發現獵人的蹤跡。
    - 廢品處理公會將獵人的蹤跡告知銀河帝國，蘭帕特副上將派遣準星前去剿滅瑕疵小隊。拉瑪·蘇首相為確保將歐米茄帶回卡米諾，暗中僱傭賞金獵人尋找她的下落。準星迫使瑕疵小隊離開飛船，他們嘗試駕駛絕地巡洋艦中的離子推力器逃離追捕。準星將瑕疵小隊困在艦內，他們使用軍械庫中炸藥成功逃脫。準星被發動機噴射出的離子擊傷。獵人和歐米茄遭遇賞金獵人卡德·班恩。班恩擊暈獵人，帶走歐米茄。瑕疵小隊的其餘成員救下獵人，帶他一起離開卜拉卡星球。小隊計劃尋找被綁架的歐米茄。
    - 瑕疵小隊甩掉準星的追擊，嘗試尋找歐米茄的下落。技師則發現歐米茄是賞金獵人強格·費特唯二的未經改造的複製人之一，因此歐米茄成為生產更多複製人的必要原材料來源。卡德·班恩帶著歐米茄來到卡米諾的一處廢舊工廠，等待與僱主完成交接。被關押起來的歐米茄欺騙班恩的服務機器人托多360，成功逃脫牢籠。拉瑪·蘇首相派遣來的助手湯·韋前來聯絡班恩。她同時命令娜拉·塞，計劃從歐米茄的體內提取基因樣本，然後消滅歐米茄。由於擔心歐米茄的安危，娜拉·塞再次派出賞金獵人芬妮克·尚德營救歐米茄。尚德殺死前來接頭的湯·韋。歐米茄趁著尚德與班恩混戰之際，發出求救信號，聯絡到瑕疵小隊並成功營救出歐米茄。
    - 奧恩·弗里·塔參議員向民眾宣布在賴洛思星球為銀河帝國建立新的精煉廠，並鼓勵賴洛思星球上的提列克人與帝國合作，上交武器。抵抗運動的首領查姆·仙杜拉並不十分讚成奧恩·弗里·塔的做法。戈比·格利帶著姪女希娜·仙杜拉與瑕疵小隊接頭，取回新武器。希娜在此過程中結識歐米茄。他們的行蹤被準星和帝國官員發現。格利返回賴洛思後，被帝國以叛國罪名逮捕。查姆和妻子埃萊妮帶領自由戰士襲擊帝國車隊，嘗試營救格利。準星射殺奧恩·弗里·塔，栽贓給查姆。查姆、埃萊妮和格利被帝國逮捕，希娜趁亂逃脫。
    - 希娜聯繫到歐米茄，向瑕疵小隊求援，請求他們回到賴洛思星球營救自己的父母。獵人起初表示不值得去冒險執行這項任務，歐米茄說服他與希娜會面。歐米茄想出營救方案，她與希娜、技師和破壞者佯攻精煉廠，調走帝國風暴兵，獵人和回音趁機救出希娜的父母查姆和埃萊妮以及其他的自由戰士。準星發現了瑕疵小隊的蹤跡，設下陷阱準備抓捕他們。內心仍效忠於查姆的豪澤上尉向獵人等眾人指明另一條逃跑路徑。獵人等眾人駕駛飛船逃離賴洛思星球。豪澤上尉和效忠於豪澤的士兵被帝國逮捕。蘭帕特副上將意識到自己低估了瑕疵小隊的能力，批准準星追捕他們。
    - 瑕疵小隊接到雷克斯上尉的任務，前去達羅（Daro）星球營救複製人突擊隊的格里高爾上尉。獵人、技師和回音跟蹤格里高爾被捕前發出的求救信號，發現隱藏在森林之中的銀河帝國秘密基地。帝國正在此處訓練徵募的士兵，計劃取代複製人軍隊。獵人、技師和回音潛入基地救出格里高爾，破壞者和歐米茄留在飛船上作為後援。
    - 在卡米諾星球，銀河帝國停止製造複製人軍隊。拉瑪·蘇和娜拉·塞暗中籌劃逃離卡米諾，被蘭帕特副上將抓獲。獵人等眾人逃離基地時觸發警報，大批帝國風暴兵前來圍堵他們。獵人跌入森林，被帝國風暴兵包圍，他在被逮捕之前要求其餘眾人乘坐飛船離開達羅。
    - 獵人被準星帶至卡米諾星球的提波卡城（Tipoca City）。銀河帝國已將大多數關鍵人員調出卡米諾，並清除剩餘人員。準星設下陷阱，激活獵人的通訊設備，引誘其他的瑕疵小隊成員前來營救獵人。
    - 歐米茄找到隱藏在海底的秘密通道，進入娜拉·塞的實驗室。歐米茄稱包括自己和瑕疵小隊在內的複製人均是在此實驗室內製造。眾人發現躲藏在此處的機器人AZI-3。破壞者、技師和回音進入訓練室，與獵人和準星會面。獵人試圖說服準星重新加入小隊，稱他現在的行為受到體內植入的「行為控制晶片」影響。準星表示自己早已移除晶片，效忠銀河帝國是出自本心。獵人擊暈準星，準備帶著他一起逃離卡米諾。此時，塔金上將命令屬下集中火力摧毀提波卡城，瑕疵小隊的眾人被困於城中。
    - 提波卡城被徹底摧毀並開始沉入，塔金上將率領部隊離開卡米諾。瑕疵小隊的眾人在城市完全沉沒之前開始逃離。歐米茄和機器人AZI-3從淹水的房間中救出準星。瑕疵小隊前往海底的秘密通道，發現這條通道已經被損壞。AZI-3建議眾人乘坐實驗室內的膠囊艙浮出水面。AZI-3在上升過程中電力耗盡，墜入海底。歐米茄離開膠囊艙，冒著溺水的危險解救AZI-3。準星在水面上的船中使用繩索將歐米茄和AZI-3打撈上船。得救之後，準星再次選擇與瑕疵小隊的其他成員分道揚鑣。與此同時，銀河帝國將娜拉·塞帶至一處實驗基地。

  - 卡须克遭到严重的生态破坏，大批武技族(乌奇族)被帝国歧视为低等动物并沦为帝国的奴隶。
  - 在穆斯塔法被打敗後數星期，達斯·維達便出現於公眾場合，成為白卜庭的密使及執行官。整個銀河系都認為安納金·天行者是死於攻打絕地神殿時（維達也自稱安納金是被他殺害的）。維達的身世從來沒有公開過，但媒體普遍推測他是杜庫伯爵的門徒，或是一名替白卜庭鏟除絕地武士團的某位絕地武士。黑武士是西斯大帝的謠言開始散播每個角落。
  - 奧森·克倫尼克少校邀請蓋倫·厄索加入帝國“天能計劃”，擔任研究中心主任。天能計劃由帕爾帕廷皇帝親自發起，表面上是為遭受戰爭破壞的星球提供持續能量，實際上是研製死星的超級激光炮。但不明就裡的蓋倫答應了。
- 18BBY
  - 帝國成立一年後，天能計劃研究中心正式開張。蓋倫得到了一塊巨大的凱伯水晶，據說是絕地從分離勢力那裡搶得的。
  - 負責武器化蓋倫·厄索研究成果的天能計劃設施在行星馬爾帕茲。當然，當地人只知道那裡是一個為居民持續供能的帝國民用機構。另一方面，在吉奧諾西斯，戰鬥太空站的建設遇到了原料瓶頸。於是，奧森·克倫尼克少校和威爾赫夫·塔金總督密謀徵用一些工業企業的礦場。
  - 動畫星際大戰：瑕疵小隊第二季
    - 西德在收到她的朋友菲·基諾亞的情報後，指派了特種小隊去薩利諾星（Serenno）去偷取已故杜庫伯爵遺下的戰爭遺產，以賺取小隊的資金。縱然小隊對此有所存疑，但獵人最後決定參與，小隊到達薩利諾星，發現帝國已經開始搬運財產往他方。小隊在嘗試確保其中一副財產的貨櫃時，行蹤被帝國軍發現，雙方駁火期間，歐米茄、技師和回音被困在準備升空的貨櫃內。三人尋找逃生方向時，他們嘗試利用貨櫃的再進入推進器作安全著陸。與此同時，獵人和破壞者嘗試以炸彈甩開敵人，到達鄰近村落。
    - 貨櫃有驚無險地返回薩利諾土地，在歐米茄、技師和回音三人尋找回去掠奪者號的路上遇上了隱居深山中的當地倖存者羅馬·亞特爾，在雙方交談過程中，歐米茄三人開始意識到自由生活的重要性。在技師等人不為意之間，歐米茄偷偷出去企圖找方法取回戰爭遺產；技師和回音在尋找歐米茄時，遇上帝國軍搜索隊，繼而發生衝突，三人幸得羅馬的相助下成功逃出。同時，獵人和破壞者成功殺出重圍與隊員會合離開薩利諾星。蘭帕特副上將得知特種小隊從卡米諾生還後，因害怕殲滅對方失敗被高層懲罰，決定對塔金上將隱瞞此事。
    - 在帝國軍營，準星被指派到科迪指揮官（Cody）的小隊，前往前分離主義星球迪薛剋星（Desix）拯救被當地扣留作人質的葛魯頓總督（Grotton）。在攻入成功後，準星等人遇上了當地統治者塔尼·艾姆斯總督（Tawni Ames），對方提出了將迪薛剋星排除於帝國統轄範圍以外的要求，並指出戰爭時期共和國拒絕迪薛剋星要求與分離主義者建立和平作停戰，繼而對之失望。雖然科迪指揮官嘗試以和平方式游說對方合作，但準星盲目服從葛魯頓的指令將塔尼處決，令迪薛剋星被最終強制納入帝國統治。回到科羅森星基地，科迪對帝國的所作所為開始產生了質疑和混亂，最後決定逃離軍隊，自我流放。
    - 在帝國參議院，蘭柏特上將迫切地要求通過帝國軍向民眾的徵兵令法案，這意味著複製人士兵將被迫退役。一心捍衛複製人士兵權益的參議員萊奧崔慈，被名叫史立的士兵聯絡，透露其同僚凱德因企圖揭發卡米諾星被摧毀的真相，而被蘭柏特上將指使殺害。崔慈開始向蘭柏特調查，但被對方派出刺客暗殺崔慈和史立。史立最終被殺害，而崔慈卻被史立要求救援而來的雷克斯及時救下。雷克斯和崔慈準備審問該刺客，揭發其同為複製人後，卻被對方啟動自殺機制而死亡。
    - 在刺客死後，雷克斯隨即聯絡及要求瑕疵小隊加入行動保護崔慈，去揭發蘭柏特上將隱藏的真相。為了取得證據，雷克斯要求小隊共同前往正在維修中的蘭柏特的驅逐艦上，史立預先弄好的行動記錄數據複本。而歐米茄則與崔慈共同行動，爭取更多參議員盟友的支持。小隊有驚無險下成功奪得證據交予崔慈，並在翌日眾議院上揭發蘭柏特的暴行，蘭柏特因而被逮捕。此時皇帝白卜庭到場，卻利用了蘭柏特這份籌碼，令徵兵令法案得以被強行通過。事情塵埃落定後，回音決定留在崔慈的團隊，與小隊暫別，希望與崔慈和雷克斯等人為複製人爭取應有的權利和未來。
    - 西德指派瑕疵小隊去她最近購入的礦場，去提取依西林金屬（Ipsium），但在開採期間，掠奪者號卻被人偷去。眾人被迫步行到就近的太空港口期間，被困在另一個礦場，並失去了剛開採的依西林。被困期間，歐米茄偶然發現了隱藏的依西林蘊藏地，但在開採時，她和技師失足墮入地下水池與眾人分開，歐米茄因此向技師坦露無法適應突如其來人生轉變的困難。不久眾人會歐米茄一行成功會合，並成功尋到出口步至早已被荒廢的港口。小隊成功與西德取得聯絡，卻被告知要等候數天，才有營救船隻到場。
    - 掠奪者號被當地一名礦工青年班尼·巴洛偷取，並將之給予其雇主莫高，企圖賺取酬金。在港口，歐米茄提出以追蹤機器人訊號方法，成功尋得掠奪者號的位置。特種小隊到達了訊號的位置，潛入莫高的開採礦場，兼逮住班尼並要脅其帶到飛船停泊地。班尼一心要獎金而快將背叛小隊之際，卻被莫高搶先一步捉拿眾人。歐米茄此時發現莫高一直欺騙礦工們，以過低的工資一直壓搾剝削眾人。得知真相的礦工們於是群起反抗莫高，莫高走投無路下失足墮斃，礦工們因而得以取回應有的報酬。瑕疵小隊亦因此得以取回及修好掠奪者號，與眾人道別後離去。
    - 萊斯·夏洛博士前往位於坦帝斯山脈的帝國研究基地與娜拉·塞會面，並游說對方加入帝國的複製人研究計劃，但被娜拉·塞一口拒絕。另一方面，一艘秘密運送到坦帝斯山脈基地的貨運飛船失事墜落，西德指派特種小隊去起回貨船的貨物。小隊到場視察時，發現該「貨物」原來是一匹未成熟但極具侵略性的澤洛獸（Zillo Beast），由帝國秘密以卡米諾複製技術而成的生物武器。澤洛獸（Zillo Beast）隨後跑到城內引起混亂，但到場的帝國軍突擊隊將澤洛獸（Zillo Beast）制服扣押，並扣留了城內眾多的目擊者，使得瑕疵小隊被迫撤退。不久，拉瑪·蘇亦被帝國軍帶到研究基地，並一同游說娜拉·塞合作。拉瑪·蘇亦向夏洛透露歐米茄的存在，以企圖換取釋放。
    - 隨住越來越多複製人士兵對帝國政權產生質疑，帝國軍拘禁了包括豪澤在內很多複製人士兵移送至秘密實驗基地，但在押送途中遇上了以回音和葛格為首的劫獄營救小隊攔截，複製人士兵得以被救回到科羅森星的隱藏庇護基地，並告訴了崔茲參議員帝國處置複製人的意圖。回音攜帶在劫獄期間複製押送船的加密數據，回歸到身處柏布星的特種小隊會合。在帝國坦帝斯山脈的秘密基地上，被拘留的準星被萊斯·夏洛博士迫供特種小隊（特別是歐米茄）的藏身之處，但準星成功看準時機，在被再次抓獲及折磨前，向特種小隊秘密傳送求救及警報訊號。特種小隊收到了準星的訊息，以及破譯了回音收回的加密數據資料後，最終得知了帝國的「高級科學研究部」的存在。
    - 為了找出研究部的活動和企圖，瑕疵小隊前往在艾利亞杜星（Eriadu）舉行的帝國高峰會議，以追蹤萊斯·夏洛博士的行蹤。會議期間，多人關注到帝國正在建立統治網絡以圖稱霸整個銀河，以及研究部秘密研究卡米諾人的複製人技術，企圖用以在計劃中。特種小隊在潛入會議大樓期間，發現了已變成極端反抗份子的索·葛瑞拉隊伍在大樓其中，他們企圖藉此會議刺殺聚首一堂的帝國高層。小隊和葛瑞拉一行人最後引起了帝國軍注意而逃走，但葛瑞拉引爆炸藥，破壞了連接大樓的運輸纜車線路，令瑕疵小隊被困其中。
    - 技師雖然及時重新啟動了運輸纜車的電源，但他最終無法及時逃生而身亡，而纜車失控亦令倖存的特種小隊受傷，迫不得已撤回到曼特爾星的根據地進行治療。在悼念戰友身亡期間，西德最終為了自身安危利益而將小隊出賣。到場的夏洛博士拘捕了獵人和破壞者，迫使歐米茄現身企圖營救戰友但失敗告終。回音和AZI及時救回了獵人和破壞者，而歐米茄則被夏洛擄至坦帝斯山脈的研究部基地，而重遇準星和娜拉·塞。此時，研究部的科學家艾米莉·卡爾現身於歐米茄面前，並對之告訴了她們同是複製人姊妹關係的事實。

  - 哈斯·奧比特被安排進克倫尼克的陰謀中。帝國故意讓奧比特秘密運送一批軍火到薩莫瓦和瓦迪拉法兩顆行星。帝國軍以走私軍火為藉口沒收當地礦場。
  - 蓋倫·厄索的研究成果使超級激光炮的第一次試射取得圓滿成功。
  - Antar 4 星暴行事件發生：銀河共和國自複製人戰爭勝利後轉變成的帝國為了消滅殘存的獨立聯邦勢力，於是開始相關的恐怖鎮壓，只是帝國控制了媒體所以很多人才不知道真相。其中 Antar 4 星就曾因要效忠銀河共和國還是獨立聯盟而分裂變成第一個開刀對象，塔金總督為了不錯殺任何一個分離主義分子，所以直接殺害許多生前反而是支持銀河共和國和帝國的人，不過有記者仍想公開其真相。
  - 為了能讓帝國勢力擴展到 Wild Space（荒野宙域）的版圖，達斯維德派出在戰爭中失去了自己下顎（靠人工科技復原）但戰果輝煌的軍官 Visler Korda，去追捕繪製荒野宙域的製圖師 Graf 家族。
  - 貝爾‧歐加納和亞蘇卡‧塔諾組成反抗軍網路。
  - 動畫星際大戰：瑕疵小隊第三季
    - 自歐米茄被研究部擄獲後，過了半年，她被強制成為了其中一員對複製人進行實驗。當中的工作包括與艾米莉·卡爾一同抽取複製人血液樣本。但當卡爾亦對歐米茄抽取樣本時，歐米茄對此實驗產生了懷疑，而拉瑪·蘇亦秘密地將歐米茄的樣本銷毀。歐米茄亦借工作之便避過了守衛的監察，成功在牢房區與準星對話，但失去鬥志的準星對歐米茄的脫獄計劃大潑冷水。
    - 另一方面，獵人與破壞者於杜蘭德家族交易中獲得情報後，啟程前往一個未知星球，偵查夏洛曾擔任主管的一座已被棄置的帝國研究所。獵人兩人在當地遇上莫斯、捷克和史特克三人少年複製兵，他們曾經成為夏洛捕捉為俘虜，在研究所被帝國摧毀前一刻及時逃脫。捷克願意協助獵人兩人前往研究所收復數據，期間一直要避開樹藤型生物的襲擊。與此同時莫斯和史特克找到了獵人的飛船掠奪者號，曾閃過一走了之的念頭。在研究所中，捷克收復數據期間，三人被生物攻擊，該生物後來被發現為一座大怪物，為當時帝國研究失敗的生物兵器產物。此時，莫斯和史特克駕駛掠奪者號，及時將獵人三人救起，並將生物兵器炸死。成功逃脫後，獵人向少年複製兵三人承諾送到柏布星安置。
    - 坦帝斯山研究所正迎接白卜庭大帝的駕臨，拉瑪·蘇於是要歐米茄立即逃出研究所。當艾米莉·卡爾對歐米茄抽取血液樣本後，拉瑪·蘇終於向歐米茄透露其樣本將是實驗的關鍵，並要歐米茄拿走她的數據板和必須盡快將樣本銷毀，否則會有生命危險。白卜庭到達研究所後，從夏洛得悉Necromancer計劃。歐米茄無法將樣本銷毀，但成功將準星救出。歐米茄兩人得知所有飛船被禁飛後，靈機一動以獵獸艙門通道逃出。艾米莉·卡爾到場企圖將兩人截停，但被準星制服，卻觸發了警報系統。歐米茄兩人成功將趕到的捕獲小隊制服後騎劫了其飛船，脫離時一度被追擊。夏洛指令準備將飛船擊落，但艾米莉·卡爾報告歐米茄樣本的情況，不得不停止追擊，令歐米茄兩人成功逃脫。
    - 由於太空梭受損，歐米茄和準星迫降在勞星球。在附近的一個太空港，準線想要使用武力劫持一艘太空船，但歐米茄堅持要賄賂一名職員來獲取他們所需的資金。當歐米茄利用她的賭博技巧來獲取金錢時，巴徹被帝國軍隊帶走。歐米茄追趕她，準星不情願地跟在後面。當他們被帝國逼入絕境時，歐米茄同意讓準星使用他的技能以他的方式解決問題；他們擊敗了軍隊，釋放了巴徹，並乘坐一艘被盜的貨輪逃跑了。兩人與獵人和破壞者會合，他們很高興看到歐米茄，但看到準星卻不太高興。
    - 回音（Echo）返回帕布，瑕疵小隊討論在坦蒂斯進行的實驗。歐米茄有一個來自該設施的數據板，可以給他們一些答案，十字線建議他們使用巴頓四號前哨站的帝國計算機終端訪問它。發現基地被遺棄後，他們將其防禦週邊的電力轉移，以便連接到數據板。這使得大型生物能夠攻擊基地。準線和獵人分散該生物的注意力，而其他人則重新打開防禦範圍。壞批次帶著從數據板和十字線中恢復的訊息離開地球，再次贏得了隊友的信任。
    - 在雷克斯和他的盜賊複製人同伴的保護下，前參議員辛格與參議員丘奇會面，討論他們反對帝國的努力。他們遭到複製人刺客 CX-1 的攻擊，並被雷克斯抓獲。 CX-1 攜帶的目標暫存器包括 歐米茄（Omega），因此雷克斯將壞批次召喚到他在泰斯的基地。歐米茄和十字星揭示了他們對 ASD 實驗和克隆 X 刺客計劃的了解，該計劃剝奪了複製人的身份，使他們成為完美的刺客。另一位刺客 CX-2 被派去殺死被俘虜的 CX-1，他也這麼做了。隨後，CX-2 看到了歐米茄並呼叫由複製人指揮官沃爾夫率領的增援部隊。
    - 瑕疵小隊、雷克斯和一些倖存的複製人試圖逃離基地，但遭到沃爾夫的手下和 CX-2 的追擊。 CX-2 擊落了逃亡者的逃亡太空梭，這讓沃爾夫感到沮喪，因為需要歐米茄活著。逃亡者開始艱難跋涉前往撤離點，他們計劃在那裡與艾科和格雷戈爾會面。 CX-2 追擊他們並與準星戰鬥，然後從瀑布跌落，隨後他從瀑布中生還。在撤離點，沃爾夫驚訝地發現他的老朋友雷克斯還活著。雷克斯告訴沃爾夫帝國對複製人做了什麼，沃爾夫讓他們離開。雷克斯告訴亨特，他們需要找出為什麼歐米茄對帝國如此重要。
    - 瑕疵小隊要求菲調查帝國的 M 計數實驗，她報告說，賞金獵人已被雇用來尋找 M 計數較高的對象。獵人和破壞者相信尚德可能知道更多這件事，於是去找她。歐米茄和準星留在帕布，歐米茄試圖幫助準星克服影響他狙擊技能的心理障礙。尚德主動提出，如果獵人和破壞者能幫助她捕捉當前的目標塞拉·薩里斯，他們就會向他們提供資訊。尚德表示，在他們抓獲薩里斯後，她將聯繫相關資訊。然後，她秘密地向另一方通報了瑕疵小隊和他們的問題。
    - Shand 的聯絡人阿薩依·凡翠絲(Asajj Ventress)來到帕布。她告訴瑕疵小隊，M 計數代表了一個人與原力的天生聯繫，並開始使用絕地技術測試歐米茄的能力。當瑕疵小隊意識到凡翠絲是複製人戰爭期間的分離主義刺客時，他們感到擔憂，但歐米茄信任她。在海上的最後測試中，凡翠絲無意中召喚了一隻攻擊他們的海怪。她安撫了這個生物並拯救了歐米茄，贏得了瑕疵小隊的信任。凡翠絲告訴歐米茄她的 M 數值很低，但後來向其他人表明她在這件事上撒了謊。她還警告他們，他們在帕布可能不安全。
    - 萊斯·夏洛囚禁了娜拉·瑟，認為她幫助歐米茄和準星逃脫，並不情願地晉升艾米莉為死靈法師計劃的新首席科學家。艾米莉得知，接受測試的對像是 M 指數較高的兒童，這些兒童是由貝恩等賞金獵人送到坦蒂斯的。當她目睹孩子們受到冷酷和限制性的對待時，她慢慢對帝國不再抱持幻想。塔金威脅說，如果 ASD 不能取得預期的結果，他將取消萊斯·夏洛的所有資助。 CX-2 向萊斯·夏洛報告說，在透過折磨西德（Cid）後得知歐米茄（Omega）與 Phee 的聯繫後，他即將找到歐米茄（Omega）。
    - CX-2 偷偷登上 Phee 的船，並從導航電腦中檢索 Pabu 的位置。由於擔心留在帕布的風險，瑕疵小隊準備在 CX-2 抵達並確認其存在時離開星球。 但CX-2 提前抵達並摧毀了掠奪者號，重傷了破壞者，還呼叫增援。由於逃生途徑被切斷，瑕疵小隊的其餘成員躲避了追捕者，而獵人則試圖偷走一架帝國武裝直升機。他被 CX-2 擊落。歐米茄決定投降，以饒恕帕布的人民，並希望壞蛋能跟著她前往坦蒂斯。然而，隨著 CX-2 與 Omega 一起離開，準星植入追蹤器的嘗試失敗了。
    - CX-2 將歐米茄送回坦蒂斯，艾米莉測試了她的血液並確認這就是他們所需要的。萊斯·夏洛博士帶著歐米茄與其他年輕的死靈法師計畫測試對像一起執行。帝國軍隊離開帕布後，克羅斯建議獵人和破壞者從蘭柏特處獲取坦蒂斯的位置，而蘭柏特被囚禁在埃里伯斯的帝國勞改營中。在菲的幫助下，他們潛入埃里伯斯，劫持一輛監獄轉運車，並與蘭柏特一起逃脫。在菲的船上，蘭柏特解釋說，沒有人知道坦蒂斯的真正座標，但他願意幫助他們找到其設施，以換取不被送回勞改營的條件。
    - 歐米茄認識了她的死靈法師計畫測試對象同伴：伊娃、賈克斯、薩米和拜恩。她告訴他們，她以前曾逃離過坦蒂斯，並計劃利用牢房牆後的通道再次逃脫。壞批次和障礙與迴聲和一架被盜的帝國太空梭會合，他們用它滲透到科羅森的一個帝國中繼站，尋找坦蒂斯的座標。由於無法從太空站的資料庫中提取信息，回音（Echo）決定偷偷登上開往坦蒂斯的科學太空梭並禁用其接近感測器。這使得其他人可以在被盜的太空梭進入超空間時停靠在飛船上。
    - 萊斯·夏洛接到通報「瑕疵小隊」已滲透到中繼站，並派出V翼戰機前去攔截即將到來的船隻。獵人、破壞者、準星和蘭柏特被迫在坦蒂斯山附近墜毀，並繼續步行，並遭到衝鋒隊巡邏隊的追捕。基地處於高度戒備狀態，歐米茄利用分散注意力的機會偵察她計劃的逃生路線，並在地下圍欄中發現了澤洛獸（Zillo Beast）。在叢林中，破壞者意外喚醒了攻擊他們的大型生物，與其他生物分開並被捕獲。回音潛入基地並遇到了艾米莉，後者告訴他其他孩子被關在歐米茄身邊。
    - 在孩子們逃脫並釋放了在設施中橫衝直撞的澤洛獸（Zillo Beast），然後找到了回音和艾米莉。 獵人（Hunter）、破壞者（Wrecker）和準星（Crosshair）潛入基地，但被 Hemlock 的 CX 特工抓獲。回音和歐米茄釋放了娜拉·塞、拉姆帕特和其他複製人囚犯，而艾米莉則將其他孩子帶到了安全地帶。娜拉瑟前去銷毀該設施的數據，以保護歐米茄並阻止帝國使用她的研究成果，但蘭柏特殺死了她，併計劃利用該研究成果對帝國施加影響。娜拉瑟臨終前用手榴彈摧毀了數據並殺死了蘭柏特。夏洛博士試圖將獵人、破壞者和準星轉變為特工，但艾科、歐米茄和其他複製人釋放了他們並擊敗了現有的特工。夏洛博士劫持了歐米茄作為人質，但她幫助獵人和十字準星殺死了他。他們都逃到了帕布。塔金下令關閉坦帝斯山研究所、終止死靈法師計畫並將其資金轉移到星塵計劃。艾米莉決定與迴聲一起幫助其他複製人，而歐米茄和瑕疵小隊則留在帕布。多年後，成年歐米茄離開帕布並加入了反抗帝國的叛亂。
- 17BBY
  - 蓋倫在年初獲悉他的研究成果居然被奧森·克倫尼克給武器化後，藉由走私者哈斯·奧比特（Has Obitt）安排下使其戰友索·格雷拉（Saw Gerrera）把厄索一家三口從帝國首都科洛桑（Coruscant）接到偏遠的行星拉穆（Lah'mu）。從此，索·格雷拉就成為厄索一家人的保護者。
- 16BBY
  - 帝國成立第三年，海洋星球蒙卡拉的李·查爾國王受到了一位躲過66密令名叫Ferren Barr神秘絕地武士的影響，讓李·查爾國王拒絕帝國的苛刻條件。使皇帝白卜庭派威爾霍夫·塔金、帝國外交大使泰爾瓦與李·查爾國王進行談判。帝國外交大使泰爾瓦與李·查爾進行會談時，李·查爾對於帝國以較低價格購買高價值的藻型鏈樑(Kelpite strand beam)的行為感到憤怒，也不滿意帝國軍隊在和平時期的活躍。讓泰爾瓦大使答應李·查爾國王向上級提出這些問題。為了調查在蒙卡拉上是否有絕地的參與可能性，達斯·維達和三名帝國判官前來調查。剛登陸時被指揮官阿克巴阻止，當阿克巴指揮官他拒絕接受維德來調查的理由時，泰爾瓦大使的飛船遭到Barr的破壞使泰爾瓦被殺死，讓塔金認為這是一種反叛行為，並派兵空降入侵蒙卡拉。李·查爾國王隨後警告Barr即將到來的帝國進攻。
  - 除了歐比王及尤達等絕地大師知道外，其餘逃過66密令的絕地武士都開始認定皇帝白卜庭就是西斯大帝
- 15BBY
  - C-3PO和R2-D2开始了一系列经历多个不同主人更迭的历险。
- 14BBY
  - 為了將當年的複製人戰爭英雄查立·仙杜拉（Cham Syndulla）率領的賴洛思(Ryloth)星球反抗軍給引誘出來好一舉消滅，於是達斯·維達和白卜庭皇帝親自去該星球當誘餌，同時帝國上校 Belkor Dray 則為了要抹黑自己的上司－女總督 Delian Mors 而偷偷協助這場反抗運動。
  - 由於反抗軍認為是暗殺掉兩個重要帝國大人物的好機會而全體出擊，反而因此中計導致慘敗，不止 Belkor 戰死，甚至是查立的妻子在戰爭中也被帝國軍給殺害，使得這位戰爭英雄開始非常執著於對抗帝國，而跟他的女兒也就是《反抗軍起義》其中一位主角希娜·仙杜拉的關係進而產生不好影響。
  - 前銀河共和國的情報幹員 Berch Teller 所率領的反抗勢力，在達斯維德和塔金總督的兩人合作下給殲滅。
  - 塔金開始宣傳帝國必要性的塔金主義論點，讓不少民眾相信這套銀河共和國要轉變成銀河帝國的必要性其說詞。
  - 死星計畫開始從吉奧諾西斯星移開去別處繼續進行。
  - 電子遊戲星際大戰 絕地：組織殞落
    - 當年逃過66號密令並倖存的絕地學徒凱爾·克堤斯躲在布拉卡的船隻拆卸場當工人，在這裡他結識了同是工人的普勞夫。但是有一天監工機器人要求卡爾和普勞夫去處理運輸船故障，因運輸船二次故障，使卡爾和普勞夫從高處滑落。而在普勞夫快要摔死的時，為了救好友，卡爾還是忍不住使用了原力，這將使他的身份暴露在發現了絕地武士的蹤跡後，帝國判官二姐和九妹帶兵來獵捕
- 13BBY
  - 蓋倫·厄索跟他的家人隱居在拉繆(Lah'mu)星球，然而帝國官員歐森·昆尼克迫他完成一個能夠摧毀行星的超級武器--死星，厄索的妻子於反抗中喪生，二人的女兒琴·厄索逃脫，被反叛極端主義分子索·吉瑞拉帶走。
  - 韓蘇洛在16歲時逃離故鄉行星柯爾里亞（Corellia）加入帝國飛行學校，希望能從本地奴隸頭子的魔掌中將綺拉救出
- 12BBY
  - 艾斯納·包利格的父母因為在洛塔星成立一個反帝國的地下電台卻錯信了高爾·崔維斯而被帝國逮捕。使艾斯納·包利格從七歲開始便獨自生活，住在洛塔星的街道上並以偷竊維生
  - 希娜·仙杜拉離開母星去對抗帝國。
  - 之後會成為俠盜一號成員的保全機器人 K2SO 在這時被製造出來。
  - 銀河帝國建立後7年，原本為銀河共和國建立複製人軍隊的卡密諾人因不願再被帝國統治，再次製造複製人且發動「複製人革命」。這場叛亂革命遭到鎮壓，而鎮壓後，白卜庭不再相信外星種族並強迫大多數的複製人退役，僅保留少數的複製人軍隊。
- 11BBY
  - 韓蘇洛在18歲時被帝國飛行學校給退學，主因:不聽從命令，並把他丟到第224帝國裝甲師參加鎮壓明坂星戰區的叛亂
  - 年幼的路克因不滿賈霸要在大乾旱時期收取＂水稅＂而被抓，歐比王偷偷去將他給救回，並在路克醒來前離開。歐比王知道這個小男孩的勇氣後，相當開心的認為希望還是存在的。
  - 一個小型反抗軍與帝國爆發了名為 Gorse 衝突的事件，這讓凱南和希娜認識並變成同夥，同時這也是被帝國喻為天才軍官的 Rae Sloane 第一次感受到恥辱的大失敗。
- 10BBY
  - 賈霸派出武技族賞金獵人 Black Krrsantan 找尋誰阻礙水稅問題，於是襲擊路克一家，結果被＂班＂肯諾比擊退。
  - 星際大戰外傳：韓索羅
    - 韓蘇洛在第224帝國裝甲師參加鎮壓明坂星戰區的叛亂時，巧遇三位假扮帝國軍官的罪犯團，於是拜託其領袖托拜斯·貝克特讓他加入團隊，不然會揭發他們的身份。但貝克特搶先以假軍官身份命令韓丟進地下籠子裡作為「野獸」的食物，一隻名叫丘巴卡的武技族。
    - 韓蘇洛與成为奴隶的丘巴卡聯合逃生並追上貝克特，而缺人手的貝克特賞識他的決心才讓他們登船離開星球。丘巴卡因韓蘇洛讓他從帝國手中逃生而发誓一生效忠于韩。
    - 貝克特因債務問題受僱於「赤色黎明」高層德瑞登·沃斯，使他想準備截下並搶走凡道一號星的帝國運輸列車的車廂中科亞烯的任務，但因星際海盜「雲騎士團」從中搗亂，使其任務失敗。還失去隊友里歐·杜蘭和其妻子瓦爾，韓和丘巴卡決定跟他去跟沃斯協商來還債。
    - 在沃斯的私人艦艇上，韓意外重遇綺拉，其已經加入赤色黎明並成為沃斯的左右手。韓向眾人提出一個危險性極高的計劃：前往採礦星球凱瑟星偷取未精煉的科亞烯。沃斯同意這項計劃，但命令綺拉跟他們一同前去監視。
    - 由於未精煉的科亞烯如不盡快處理將會爆炸，因此綺拉介紹號稱銀河系速度最快的走私客藍道·卡利森。韓跟藍道在一盤賽巴卡牌賭局上互相競爭到最後一輪，賭注升為兩方自己的宇宙船，最終藍道靠隱藏的牌出老千而賭贏，但因先前欠下貝克特人情債而同意出任務。
    - 眾人搭乘藍道的千年鷹號穿過星團抵達凱瑟星，眾人混進去以後，藍道身邊的機器人L3-37釋放奴隸掀起起義製造混亂，而丘巴卡途中協助一些被奴役的族人逃跑後重新趕上韓，而韓等人偷到指定數量的科亞烯立刻離開星球，但L3卻因中槍受損嚴重而停機。
    - 撤離途中，眾人不巧碰上一艘帝國滅星者來鎮壓叛亂，遭到幾艘鈦戰機追捕，藍道將L3的主機核心輸入千年鷹號的導航系統而得到最全面的星際圖，韓駛入星團裡經過黑洞、花費12秒差距就飛完凱瑟通道。眾人在科亞烯爆炸之前抵達薩弗林星重新將其穩定，就要精煉完時突然遇見雲騎士團。
    - 藍道獨自開千年鷹號溜之大吉，恩菲斯摘下面罩揭示她的隊伍其實是義軍，所做的一切是為了防止帝國或赤色黎明征服銀河系。韓因為對她們產生同情而準備向趕來的沃斯騙走賞金，但貝克特搶先背叛他而為沃斯上報。沃斯剛派傭兵去殺恩菲斯時卻中計，所有派去的衛兵全被伏擊反殺。
    - 貝克特劫持丘巴卡為他搬走所有科亞烯。綺拉背叛並殺害沃斯，讓韓離開去救丘巴卡，她隨後親自跟赤色黎明最高領袖達斯·魔爾聯絡，謊稱貝克特殺害沃斯後接替沃斯的位置；但她最終沒有向魔爾供出韓的參與。
    - 韓追上貝克特後搶先拔槍射中他，而貝克特臨死前向韓表示他這次「做出明智之選」。綺拉在高處最後望一眼昔日情人韓後離開星球去跟魔爾會合，韓和丘巴卡將所有科亞烯交給恩菲斯，她也將其作為組建反抗軍同盟的強心針。當韓拒絕加入她們後，恩菲斯將其中一顆科亞烯送給他們作為感謝。
    - 韓和丘巴卡找到藍道並重新賭一輪，再次用千年鷹號做賭注。當藍道準備故伎重演時，韓搶先偷走他的決勝牌而一雪前恥，赢到了传奇的飞船——千年隼（Millennium Falcon）。
    - 韓蘇洛與丘巴卡駕駛駕駛千年鷹號前往塔圖因星，前往加入貝克特所提到的「首腦」正在組織的計劃。
- 9 BBY
  - 帝國官方正式將死星計畫全都移到 Scarif（史卡利夫星）建造。
  - 電視劇歐比王·肯諾比 (電視劇)
    - 銀河帝國建立後，歐比王在塔圖因星球隱居了十年，化名「本」在一家肉類加工廠工作並關照安納金之子路克。但是其叔叔歐文·拉爾斯卻一直疏遠歐比王，害怕歐比王會向對安納金一樣害了路克。此時的歐比王發現自己不僅失去了與原力的聯繫而斷絕了和已故導師魁剛·金的原力交流，更一直深受自身過去的噩夢所困擾。而審判官五師弟和瑞瓦·塞萬德在帝國審判官的帶領下，在塔圖因找到了一個名叫納瑞(Nari)的絕地武士。嘗試處決納瑞的瑞瓦卻不慎在當地引發了騷動導致他逃脫。帝國審判官不滿她行事過於魯莽且一直痴迷於尋找被廣泛認為已死的歐比王，並命令她停止關注歐比王。但但不死心的瑞瓦暗中僱傭了賞金獵人 Vect Nokru 和他的幫派從奧德蘭綁架了莉亞·歐嘉納公主來引誘歐比旺。歐比旺拒絕了試圖尋求其援助的納瑞，後來納瑞也無法逃脫被裁判官處決的命運。與此同時，在莉亞的養父貝爾·奧加納（Bail Organa）拜訪他的家後，歐比旺同意營救莉亞。
    - 在追蹤綁匪前往黛玉(Daiyu)星後，歐比旺遇到了偽裝成絕地武士的騙子哈賈·埃斯特里(Haja Estree)。哈賈將歐比旺帶到莉亞所在的位置，在那裡歐比旺擊敗了綁匪並營救了她。帝國審判官得知他們的存在並封鎖了這座城市。但不顧命令的瑞瓦對歐比旺下達了新的賞金，導致城市周圍的僱傭兵也傾巢出動追殺他和莉亞。當莉亞意識到他們在追捕歐比旺時，她失去了對他的信任並獨自逃脫。與試圖殺死他們的僱傭兵一起逃到屋頂，莉亞在樓頂逃避的時候不慎墮下，但略為恢復原力感應的歐比旺及時救了莉亞而再度獲得她的信任。哈賈找到了他們並將他們帶到一個無人看守的貨港協助他們逃出生天，但利用原力追蹤的瑞瓦成功截停了他們。瑞瓦向歐比旺透露被他以為已死的安納金·天行者仍然以維達的身份活著。然而帝國審判官親自前來逮捕歐比旺，但瑞瓦用她的光劍刺傷了帝國審判官，無意中讓歐比旺和莉亞再度逃脫。似乎感應到什麼的維達在某個地方的一個巴克塔治療艙中醒來。
    - 在穆斯塔法(Mustafar)要塞中，維達指示瑞瓦找到歐比旺，並承諾如果她成功了，就將她提升為帝國審判官。歐比旺和莉亞的運輸機降落在採礦星球馬普佐(mining planet Mapuzo)，他們前往哈賈提供的會合點但沒有發現他的行蹤，二人只好乘坐帝國交通工具卻不慎暴露身份，帝國軍隊被派去抓捕他們，但他們得到了作為隱藏被帝國追捕的異見者和不法分子的地下組織「方向(Path)」的秘密成員：帝國軍官塔拉·杜里斯(Tala Durith)的幫助。她護送他們到一個秘密的地下通道，但在他們離開之前，維達和審判官到達並開始傷害無辜的旁觀者以引誘歐比旺。歐比旺在暴露自己吸引註意以幫助莉亞和塔拉兩人率先逃脫。歐比旺最後遭到維達制服，並用原力鎖喉以及熱礦石折磨歐比旺，讓其承受當初將他棄之不顧的火燒之苦。塔拉分散注意力以拯救歐比旺，但莉亞仍遭到瑞瓦活捉。
    - 在馬普佐勉強逃脫維達的追捕後，歐比旺和塔拉抵達賈比姆(Jabiim)的「方向」組織設施。 與此同時，莉亞被關押在位於努爾星(Nur)的審判官的據點總部——審判官要塞，現在正在接受瑞瓦審問有關「方向」組織的詳細信息。歐比旺和塔拉計劃潛入要塞營救莉亞。但在潛入當中發現了一個戰利品庫，裡面裝滿了已被處決卻保全完好的絕地武士屍體，其中包括某名絕地幼徒。 儘管兩人成功營救了莉亞，但塔拉卻因舉動不尋常最終被揭穿並暴露所有人的行蹤；他們最終在「方向」組織指揮官考蘭·羅肯(Kawlan Roken)和他的游擊隊的幫助下逃脫。維達對這事件的爆發十分憤怒，更準備處決在事件中嚴重失職的瑞瓦，但得知瑞瓦暗中在莉亞的機械寵物蘿拉(Lola)身上安裝了一個追蹤器，確保莉亞的一舉一動都在掌握後暫且饒其不死。
    - 藉著在蘿拉內部的追蹤器，維達成功追蹤到通往賈比姆的「方向」組織網絡。他將瑞瓦提升為帝國審判官並命令其直接進攻賈比姆，但進攻中的維達亦不時被他在複製人戰爭前與歐比旺一起接受的光劍訓練的回憶纏繞，瑞瓦帶領部隊圍攻「方向」組織設施同時封鎖了所有出入口。為了拖延時間，歐比旺與瑞瓦談判並推斷她知道維達的真實身份，因為曾為絕地幼徒的她親眼見證了安納金在科羅森的絕地聖殿將所有絕地武士以及幼徒斬盡殺絕的慘狀，也害死了同為絕地幼徒的唯一親人。瑞瓦透露她投靠黑暗面的目的就是為了獲得維達青睞的機會再將其處決來報仇。隨後該設施被攻破，塔拉犧牲自己來拯救歐比旺。但他也意識到他們無法獲勝，歐比旺投降並被押送到瑞瓦面前。在那裡，歐比旺暗中說服瑞瓦用他交差而獲得面對面接觸維達的機會時將其暗殺的計劃。與此同時，莉亞在移除了蘿拉的追蹤器後打開了門，讓「方向」組織在維達圍攻設施之前逃脫。瑞瓦利用這個機會試圖殺死維達，但遭到維達用實力的絕望差距重創。維達更透露對瑞瓦的目的從一開始就瞭如指掌後將其拋棄，原來的帝國審判官暗用黑暗原力自我治療後奪回了官位。隨著「方向」組織的逃脫，勉強存活下來的瑞瓦在歐比旺的全像投影通訊器上發現了貝奧·歐嘉納的信息，揭示了路克在塔圖因的位置。
    - 受傷的瑞瓦來到塔圖因嘗試追捕路克，而維達和帝國則在追尋「方向」組織。歐比旺為了幫助「方向」眾人爭取逃脫時間而在附近的星球上獨自面對維達。在一場激烈的決鬥之後，徹底恢復原力感應的歐比旺通過損壞維達的頭盔和呼吸裝置成功擊敗他。歐比旺意識到面前的安納金已被維達的黑暗人格徹底支配，痛心的歐比旺從此徹底斬斷過去並離開。與此同時，瑞瓦闖進路克的家制服了歐文和貝魯，將路克追捕到沙漠中，準備痛下殺手的她忽然發現自己的舉動和安納金當年的暴行別無二致，最終將他送回了家人身邊。歐比旺祝賀她克服了過去的創傷並將自己從黑暗面中解放出來。在穆斯塔法要塞，維達面對師父白卜庭因其過於魯莽的行動而質疑他的動機和忠誠度，被治癒的維達只能暫時放棄了對歐比旺的追殺。回到奧德朗，莉亞在她作為公主的職責中找到了新的目標。歐比旺拜訪了他們，確認他會在需要時幫助歐嘉納家族，並向莉亞告別。回到塔圖因後，他同意讓路克過上正常的生活而解決了與歐文的衝突，並向這個男孩打招呼作再會前的道別，自從找回內心的平靜後，他終於能夠與魁剛·金的絕地英靈交談，然後在塔圖因的雙日出的見證下進入沙漠做好準備。

  - 電子遊戲星際大戰 絕地：倖存者
- 7 BBY
  - 之後會叛逃到反抗軍因而成為俠盜一號一員的 Bodhi Rook（菩提·魯克），在這時加入帝國學院成為一名飛行員。
- 6 BBY
  - 洛塔星的 Westhills 區農民因為帝國工業上的污染失去自己種植的農地而流離失所，於是開始進行非暴力抗議，但帝國利用媒體塑造其暴民形象，藉此射殺部分農民以換取恐怖禁聲，知道真相的後人稱之為 Westhills 屠殺事件。
  - 扎雷·李奧大三歲的姊姊黛娜加入帝國學院後失蹤，帝國表面說是她逃跑了，但實際上是因為黛娜是原力敏感者，為此被最高裁判官抓去給專門監禁原力敏感者的 Project Harvester（收割者計畫），這讓不相信帝國說詞的 扎雷決定加入帝國學院查明真相。
  - 扎雷在帝國學院認識的好友 Beck Ollet，因不滿帝國對 Westhills 農夫所做的屠殺，於是加入一個三人反抗軍小組而引發一場小衝突，最後 Beck 被帝國抓拿去做＂再教育＂的課程，直到之後艾斯納的介入才被救出。
- 5BBY
  - 電視劇安道爾 (電視劇)（Andor）
    - 在雅汶戰役發生的5年前，卡西恩·安道爾前往摩拉納一號星(Morlana One)調查自己妹妹的下落，卻在過程中失手槍殺兩名挑釁他的保安。卡西恩逃回家鄉費里剋星(Ferrix)，說服其養母瑪瓦的機器人B2EMO和朋友布索(Brasso)幫忙掩蓋行蹤。為了脫手盜來的星圖元件(Starpath Unit，銀河帝國的導航器)，卡西恩請朋友碧斯聯絡一名黑市買家，後者同意協助交易；而碧斯的男友提姆則對卡西恩的行蹤起疑。於此同時，摩拉納一號星的安全主管決定隱瞞謀殺案以維持治安績效。但其下屬席瑞·卡恩執意繼續調查，追蹤卡西恩的飛船至費里剋星並發布通緝。在倒敘片段，年幼的卡西恩加入族人隊伍前去勘查一艘墜毀的星艦，將妹妹留在村落。
    - 提姆舉報卡西恩，席瑞立即召集小隊前往費里剋星。B2EMO告知卡西恩和瑪瓦前者的通緝令，使卡西恩決定盡快脫手星圖元件以遠走高飛。同一時間，碧斯聯絡的買家盧森·狄夫抵達費里克。在倒敘片段，卡西恩的隊伍抵達墜毀的飛船，其隸屬於銀河共和國；但其中一名族人遭船員射殺。族人們反擊殺死船員便離去，卡西恩獨自留下探查飛船內部。
    - 盧森與卡西恩在一間廢棄工廠交易。席瑞和小隊也在此時抵達費里克，並拷問瑪瓦關於卡西恩的下落，但後者拒絕配合。席瑞攔截B2EMO和卡西恩的通訊，成功定位工廠。卡西恩只想盡快完成交易並躲避追捕，然而盧森試圖說服其加入反抗軍，有鑒於卡西恩多次成功盜取帝國的裝備。此時，席瑞的小隊突襲工廠，兩人逃離並制服席瑞。另一方面，碧斯得知提姆背叛卡西恩，不顧阻攔去警告卡西恩而遭小隊逮捕，提姆企圖營救卻被槍殺。盧森和卡西恩以飛艇炸彈為掩護，成功逃出費里剋星。在倒敘片段，瑪瓦和其丈夫克里姆登上墜毀飛船拾荒，因而發現年幼的卡西恩。瑪瓦不願卡西恩遭共和國報復而收養他。
    - 盧森帶卡西恩抵達奧達尼星，委託其參與反抗軍在該星球的任務。卡西恩雖不情願，但因通緝在身而接受委託，並以"克里姆"(卡西恩養父之名)作為假名。此任務的隊長，薇爾，帶卡西恩至反抗軍紮營的山谷，並將其介紹給隊員-塔拉敏(Taramyn)、史基恩(Skeen)、辛塔(Cinta)和奈米克(Nemik)。該任務計畫從物資轉運基地搶奪銀河帝國一整個星區的薪資，再利用當地特有的天文現象-奧達尼之眼(The Eye of Aldhani，行星公轉經過太空晶體帶所形成)作為掩護逃走。在科羅森星，盧森佯裝為古董商和參議員蒙·茉斯瑪商討反帝國事宜。另一方面，逮補行動失敗的席瑞遭開除，搬回和母親居住。帝國安全局(ISB)主管黛卓·米羅要求調閱費里剋星事件的檔案，但被同事和長官拒絕。
    - 在奧達尼星，卡西恩若有隱瞞的行為引起隊員們的不信任，尤其是史基恩。前帝國風暴兵塔拉敏訓練小隊如何執行任務，而叛變的帝國軍官戈恩(Gorn)也暗中協助。在跋涉至轉運基地時，卡西恩揭露自己為僱傭兵，對反抗帝國毫無意願；薇爾決定先完成任務再來處理卡西恩的身份。在科羅森，意志消沈的席瑞尋找新工作。蒙·茉斯瑪建立一個慈善基金會來資助反抗軍活動，但也費心和關係日益緊張的丈夫和女兒相處。在上次逮捕行動失敗後，費里剋星正式被納入帝國管轄；ISB主管布列文徵用一間飯店作為帝國的行動總部。同時，布列文的同事，黛卓·米羅和助理歸納出反抗軍正有計劃地竊取帝國的科技設備與武器。盧森焦慮地等待奧達尼行動的消息。
    - 在戈恩的安排下，反抗軍喬裝成巡邏隊護送基地主管一家人，並狹持其妻小為人質以換取金庫密碼。但小隊在裝載信用點時行動曝光，雙方交火後塔拉敏和戈恩被殺死。辛塔則來不及趕上逃走用的貨機而另尋出入，因此只有卡西恩、薇爾、史基恩和奈米克成功登船，然而奈米克在飛船啟動時遭貨物撞擊導致重傷。逃出奧達尼後，隊員們替奈米克找一位醫生療傷。史基恩趁薇爾在手術室幫忙時，向卡西恩提出互相平分盜來的信用點並丟下其他人；感到不齒的卡西恩射殺史基恩。卡西恩向薇爾告知史基恩的陰謀，表示自己只要拿走盧森雇用他的酬勞金額並離開。薇爾依奈米克的遺言將其撰寫的革命宣言交付於卡西恩。在科羅森，ISB召開緊急會議來因應反抗軍在奧達尼的行動。聽聞行動成功的盧森暗中慶祝。
    - 在科洛森，席瑞在帝國標準局找到一分工作。ISB獲得當局許可，能增強監控及鎮壓力道，以因應反帝國活動。米羅因調閱未授權檔案而被布列文對質，但前者成功說服上級自己能偵破反抗軍竊取帝國裝備的計畫，並獲得費里克的管轄權。盧森的助手克莉亞指示薇爾除掉卡西恩，因為其知道盧森的身份。蒙·茉斯瑪會晤兒時好友，同時也是銀行家的泰·柯馬，尋求動用家族基金的管道。卡西恩回到費里剋星，用酬勞還清所有債務；卻也發現居民責怪他將帝國的勢力引來費里克。街上巡邏的風暴兵讓卡西恩回憶起養父因抗爭而遭帝國複製人軍隊處決。卡西恩試圖說服瑪瓦和其一同離開費里克，但後者堅持留下對抗帝國的統治，並表示反抗軍在奧達尼的成功帶給全銀河系反抗的希望。卡西恩以化名"基夫"(Keef)來到熱帶度假勝地尼亞莫斯星(Niamos)生活；但不久後，卡西恩被風暴兵誤認逮捕，遭判處6年監禁。
    - 卡西恩被送往納奇納5號星(Narkina 5)上的監獄，其四周被水環繞，地板設有電擊設施以管束囚犯。卡西恩和數百名囚犯過著日夜輪班為帝國製造零件的生活。薇爾和辛塔前往費里克尋找卡西恩，並監視瑪瓦的居所。不就後瑪瓦病倒，碧斯嘗試聯絡盧森關於卡西恩的下落，但後者為防止遭監聽而沒有答覆。盧森接著拜訪索·格瑞拉(Saw Gerrera)，希望能雇用其空中支援來參與另一起由安東·克雷格(Anto Kreegyr)帶領的任務-突襲帝國位於斯佩爾豪斯(Spellhaus)的發電站；但索·格瑞拉拒絕。另一方面，米羅會見席瑞以調查費里克事件的細節，但拒絕後者要求參與調查行動。米羅帶領一批下屬抵達費里克，並逮捕曾經使用對外通訊的碧斯。
    - 卡西恩計畫越獄，但樓層監督基諾·洛伊(Kino Loy)對此興趣缺缺。黛卓·米羅以酷刑審問碧斯，得知卡西恩可能涉入奧達尼的行動，但仍對盧森一無所知。ISB捕獲一名反抗軍飛行員，其為克雷格的手下；突襲發電站的計畫因而曝光。在科羅森，蒙·茉斯瑪和表妹薇爾重逢，並支持她繼續低調參與反帝國活動。此外，蒙·茉斯瑪也和泰·柯馬合作為反抗軍籌備資金。於此同時，和卡西恩同工作站的囚犯烏拉(Ulaf)因中風而被監獄醫生安樂死，醫生私下向卡西恩和基諾透露監獄流傳的謠言為真：一名刑期結束的囚犯沒有被釋放，而是被轉送至監獄其他樓層；事件曝光後，監獄主管電死一整樓層的囚犯滅口。得知真相的兩人意識到所有囚犯皆不可能被釋放，基諾因此決定加入越獄計畫。
    - 卡西恩破壞廁所管線，以淹水超載監獄的電擊設施，讓囚犯們得以擊退人員不足的警衛。基諾利用廣播系統鼓舞所有樓層起身反抗，不久後整棟監獄陷入暴動。儘管協助越獄，基諾向卡西恩透露自己不會游泳。卡西恩和其他囚犯游向陸地躲避追捕。蒙·茉斯瑪會見達沃·思卡爾登(Davo Sculdun)，一名能解決其財政問題但為人陰險的商人；但蒙拒絕了對方的提議當他提出讓兩家聯姻的規劃。盧森安插的內應，ISB主管朗尼·楊(Lonni Jung)，向他警告突襲計畫的曝光以及交換安全局內部的情報，兩人也感嘆各自無法脫身的反抗軍任務。
    - 瑪瓦因病去世，米羅指示下屬批准舉行葬禮，希望藉此引出卡西恩。薇爾得知蒙不情願地計畫讓女兒莉蒂亞和達沃的兒子聯姻以穩固反抗軍資金；兩人也對莉蒂亞擁抱錢德拉傳統文化感到憂心。席瑞從前下屬得知瑪瓦的死訊，動身前往費里克。索·格瑞拉決定接受委託，支援斯佩爾豪斯突襲任務；然而盧森將其勸退，因為ISB以取得相關情報。兩人決定犧牲安東的突襲隊以保全反抗軍。返回科羅森途中，盧森遭帝國巡邏鑑攔查，盧森摧毀數架鈦戰機和牽引光束後逃走。逃獄的卡西恩和另一名獄友梅爾西(Melshi)在當地漁夫的幫助下逃離納奇納5號，返回尼亞莫斯取回財物。卡西恩得知瑪瓦的死訊，決定回到費里克參加葬禮，並和梅爾西道別，後者則決定揭發帝國不公的監獄體制。
    - 卡西恩回到費里克並得知碧斯遭監禁的消息。帝國軍隊在米羅的指示下準備搜捕卡西恩，米羅想從卡西恩口中得到反帝國核心人物「軸心」(Axis)的資訊。同時，盧森、薇爾和辛塔也計畫以帝國的逮捕行動做掩護暗殺卡西恩。安東的人馬依計畫突襲發電站而遭ISB全數殲面。蒙·茉斯瑪安排莉蒂亞和達沃的兒子見面。在葬禮上，B2EMO投影瑪瓦生前預錄的演說，激起群眾反抗帝國的統治；葬禮迅速升溫成暴動。卡西恩趁混亂救走碧斯，席瑞則保護米羅免於攻擊。卡西恩帶著碧斯和布索、B2EMO和其他朋友在飛船船塢會合，指示他們帶碧斯逃離費里克。受到瑪瓦的演說感動，盧森回到自己的飛船，但卡西恩早在船上等待。明白對方是來暗殺自己，卡西恩給盧森兩個選擇：殺掉他或是讓他加入反抗軍，盧森微笑而不語。在結尾片段，一群建築機器人用納奇納5號監獄生產的零件組裝死星主砲的雷射碟。

  - 動畫星際大戰：反抗軍起義（Star Wars Rebels）
    - 星系邊界開始反叛帝国的起义活动
    - 幽靈小隊前去解放了伍基人奴隸，肯南·賈奴斯重新拿起自己的光劍在眾人面前揭露自己的絕地身份反抗帝国
    - 艾斯納·包利被幽靈小隊招募。
    - 凱南看著歐比王警告大家６６密令且躲藏等待反攻時機的訊息，決定再度以絕地的身分作戰，並將艾斯納收為自己學徒。

  - 貝爾‧歐嘉納參議員派出C3PO和R2D2協助幽靈小隊去停止帝國生產 T-7 離子干擾步槍的作戰行動。
  - 扎雷(Zare)的女友 Merei Spanjaf 從洛塔星交通部偷取帝國的數據資料，好希望能得知道黛娜(Dhara)的下落。
  - 幽靈小隊在 Zare 的協助下摧毀一顆帝國隱藏起來的凱伯水晶，當時眾人還不知道帝國為何要收集這些水晶。
- 4 BBY
  - 幽靈小隊破壞了帝國在洛塔星的帝國日慶典，也造成重大的帝國資產損失，這導致帝國開始對洛塔星進行了相關的封鎖與鎮壓。
  - 幽靈小隊在艾斯納·包利一家的舊居發現羅迪安族的西博，西博（Tseebo）是銀河帝國資訊部的前成員也是艾斯納父母的老朋友，他腦中的電路儲存大量帝國重要資料，使帝國因此急着追查他的下落，幽靈小隊則企圖送西博逃離洛塔星
  - 為了甩掉帝國裁判官的追捕，凱南和埃斯納駕駛被裝了追蹤器的幻影號，來到暗獸聚集的小行星，好讓希娜一行人將西博送到安全之處。面臨師父凱南即將遇難，加上大帝國判官從旁誘導，使艾斯納不自覺走上黑暗面並驅使暗獸女王攻擊帝國大裁判官後昏倒，凱南趁此帶著昏倒的艾斯納乘上幻影號逃離該地並摧毀了大裁判官的穿梭機以防止追擊。
  - 目睹艾斯納差點誤入黑暗面後，凱南決定讓他接受測試，判定他是否能成為絕地。凱南找到在洛塔星上的舊絕地聖殿上後並告誡艾斯納必須獨自面對並且克服心中最深的恐懼，才能找到人生的出路。艾斯納利用凱伯水晶做出屬於自己的光劍。
  - 帝國對洛塔星強化封鎖。
  - 經過高爾·崔維斯（Gall Trayvis）事件之後，義軍決定不再任由帝國抹黑，而是學高爾·崔維斯（Gall Trayvis）的方法，向大眾廣播真相，但想做到這點，就必須控制洛塔星的轉播塔台。艾斯納·包力格在洛塔星的轉播塔台發表星際廣播演說使一些星球開始對帝國的反抗，但肯南卻被塔金總督用計而遭俘虜，這讓幽靈小隊趕去搭救，最終導致大帝國判官的死亡以及讓滅星者 Sovereign 受到摧毀。
  - 在亞蘇卡和貝爾‧歐嘉納的牽線下，幽靈小隊終於跟鳳凰中隊有了正式見面，因而加入更大的反抗軍體系。
  - 達斯·維達被派往洛塔(Lothal)圍剿以肯南·賈奴斯(Kanan Jarrus)為首的反抗軍。
  - 在一次行動中，維達以一隻戰機擊毀了反抗軍護盾失效的主艦，殲滅近乎全部出戰的A翼戰機。在此過程中，維達與十餘年未見的前學徒亞蘇卡·譚諾通過原力感知了彼此，使亞蘇卡·譚諾因震驚、悲痛和悔恨暈倒。
  - 幽靈小隊協助扎雷(Zare)救出姊姊黛娜和其他俘虜。
  - 前複製人指揮官雷克斯加入鳳凰中隊。
  - 達斯·維達派遣兩名新的裁判官－五哥和七妹，一同去追殺亞蘇卡、肯南和艾斯納。
  - 艾斯納的父母協助許多帝國囚犯逃獄，但不幸在過程中被殺害，可許多人因他們的犧牲決定加入反抗軍。
- 3BBY
  - 星系各地反叛帝国的种种起义活动逐渐兴起。
  - 莉亞公主用自己帝國參議員的身分協助幽靈小隊，藉此讓反抗軍得到了三艘鎚頭輕型護衛艦。
  - 希娜的父親協助幽靈小隊獲得一艘類星火級巡洋航空母艦(Quasar Fire-class cruiser-carrier)的帝國運輸艦藉此來給反抗軍使用。
  - 常與幽靈小隊做對的凱勒斯幹員跟薩布一起在基歐諾西斯的衛星上求生，卻也慢慢對帝國產生懷疑。
  - 尤達在洛塔星的絕地聖殿上開導亞蘇卡、艾斯納和凱南。
  - 亞蘇卡、艾斯納和凱南來到馬拉科星( Malachor )上的西斯神廟，而帝国判官们企圖奪取馬拉科星上西斯全像紀錄器（holocron）並啟動聖殿，与艾斯纳一行人发生激战，判官们最終被达斯·摩尔殺害。
    - 在馬拉科事件中亞蘇卡·譚諾與達斯·維達決鬥後生死不明(實際上亞蘇卡倖免於難亞，也確定達斯·維達就是安納金。)。
- 2BBY
  - 由於反抗軍的規模越來越大且活動也越來越頻繁，皇帝要索龍元帥帶領的第七艦隊親自處理這項問題。
  - 反抗軍從帝國 Reklam 基地偷走要被報廢掉的Ｙ翼轟炸機，藉此增加自己的火力。
  - 原本芬·勞（Fenn Rau ）跟同家族的曼達洛人加入銀河帝國追捕反抗軍，但沒想到卻被帝國的其他曼達洛人殺死自己同家族成員，這讓芬·勞（Fenn Rau ）決定加入幽靈小隊來對帝國和這些曼達洛叛徒復仇
  - 幽靈小隊說服魏吉·安地列斯從帝國離開，使其加入反抗軍成為他們的王牌飛行員之一。(成年歐米茄離開帕布並加入了反抗帝國的叛亂。)
  - 電視劇安道爾 (電視劇)（Andor）第二季
  - 在馬拉科之戰半年後，為了獲得在馬拉科星上的西斯全像紀錄器，達斯魔綁架幽靈小隊的其他人好逼艾斯納交出來。之後達斯魔和艾斯納在全像紀錄器中看見了西斯滅亡的部分關鍵線索，但卻被打斷了。
  - 達斯·魔為了再看讓西斯滅亡的關鍵線索，而來到阿圖朗星並邀請艾斯納·包利格去達索米爾星重現這段關鍵線索，在期間艾斯納·包利格在達索米爾星上達斯·魔的住所見到了曼達洛的「暗劍」，之後這把劍被薩繽·連撿到，並交給肯南·賈奴斯保管。最後達斯·魔看到了一個他認為已死很久的人卻還活著—歐比王·肯諾比。
  - 薩賓開始跟艾斯納學習使用「暗劍」的用法，希望能用其象徵團結曼達洛人。
  - 蒙·茉斯玛（Mon Mothma）在丹圖因（Dantooine）星發表了星際廣播演說，呼籲銀河連繫起來反抗帝國。把贝尔·奥加纳等人所领导的各地反抗軍聚集在丹圖因（Dantooine）星，並開始成立巨大的反抗軍同盟（Rebel Alliance）。奥加纳的养女莉亞公主在日後也成长为联盟的重要成员。
  - 達斯魔在塔圖因找到歐比王，並與之對決，但最後被擊敗且遭到重創，達斯魔臨死前得知歐比王正在保護一個「新希望」後，便平靜地在歐比王的懷裡去世。(歐比王也因此與前來警告危險的艾斯納·包力格有了一面之緣，但艾斯納對其他人保守了歐比王仍健在的秘密。)
  - 阿圖朗星戰役爆發，索龍元帥用其智慧制定出來的戰略讓以鳳凰中隊為首的反抗軍同盟大慘敗，使其撤退到雅汶４號衛星上。
- 1BBY
  - 肯南·賈奴斯為首的反抗軍成功將曼德羅星逐漸從帝国手中解放
  - 洛塔星的洛塔狼（Loth-Wolf）重新出現於肯南·賈奴斯為首的反抗軍面前並用狼窩的超空間隧道將他們從北半球傳送到了南半球的懸崖上，以躲避帝国追捕。
- 0BBY
  - 塔金總督通知索龍元帥說帝國軍事主管歐森·昆尼克已說服其他帝國高層將軍事預算資金全轉移到他的計劃項目“星塵”(即太空要塞死星)上並停止鈦防禦者原型、鈦防禦者精英型的生產計劃，索龍元帥回白卜庭已經向他保證支持鈦防禦者原型、鈦防禦者精英型的生產計劃，這使索龍元帥被塔金總督下令回科羅森參加軍事預算會議
  - 肯南·賈奴斯死於在洛塔（Lothal）的希娜·仙杜拉救援行動中，但也讓洛塔星的燃料精煉廠爆炸使建造工廠嚴重損壞令鈦防禦者原型、鈦防禦者精英型的生產線停擺關閉。
  - 洛塔星的洛塔狼（Loth-Wolf）正式出現於洛塔星上眾人面前，艾斯納·包利格為首的反抗軍成功將洛塔從帝国手中解放，戰後艾斯納·包力格下落不明。
  - 星際大戰外傳：俠盜一號
    - 帝國貨運飛行員菩提·魯克從帝國叛逃，將蓋倫託付給他的一個全息投影訊息去交給躲藏在沙漠行星傑達星的索·吉瑞拉。
    - 反抗軍同盟情報員卡西恩·安道爾從一位特務口中得知叛逃飛行員以及死星建立的事情後，受令將關在帝國集中營裡的琴解救出來。反抗軍同盟委員會讓琴帶他們去見索來交換叛逃的飛行員以得到重要情報，琴為了換取自由而勉強答應，跟著卡西恩一起前往傑達星。(卡西恩被奉命找到蓋倫後就殺死他，以阻止帝國武器製造。)
    - 琴、卡西恩與一台改變過程式而變成友軍的帝國保全機器人K2SO抵達傑達星，發現帝國已經搬走聖城裡所有搶奪過來的凱伯水晶並作為死星的燃料。琴和卡西恩目睹索的軍團襲擊帝國風暴兵車隊，在交火中共同對抗風暴兵而險些遭抓獲，所幸受到兩名僅存的聖殿守護者席魯·英韋和巴茲·梅爾巴斯出手相助。但他們四人集體被索的人馬抓獲帶去城外的基地。
    - 之後琴跟她久違的親人索見面後收看父親的訊息，蓋倫在訊息裡提醒他這些年來建立死星的時候，在太空要塞內部加裝過一個極小的弱點，但單憑一擊就能引發連鎖反應摧毀整座太空要塞，因此交代要去史卡利夫星的堡壘之塔中尋獲死星藍圖。
    - 傑達（Jedha）聖城被死星摧毀，而索·吉瑞拉（Saw Gerrera）死於死星的超級雷射炮毀滅傑達（Jedha）聖城的衝擊地震。
    - 在祝賀歐森·昆尼克前，塔金總督以菩提·魯克的叛逃和泄密作為接管死星的藉口來斥責克倫尼克。奧森·克倫尼克一怒之下來到伊杜星，並質問死星建造者蓋倫·厄索及其團隊有關泄密一事。
    - 琴一行人來到伊杜星尋找蓋倫時卻因降落不慎導致飛船受損無法起飛，卡西恩帶狙擊武器原本打算服從命令，卻最終沒有動手。蓋倫在昆尼克要殺其團隊時表明是自己泄密時，反抗軍的轟炸機隊伍來此轟炸，蓋倫在襲擊裡被嚴重炸傷，在琴趁亂趕到時因傷重而死在女兒的懷裡。一行人搶奪一艘帝國運輸船撤離，琴也對卡西恩試圖暗殺感到憤怒。
    - 歐森·昆尼克之後來到穆斯塔法與達斯·維達會面，希望能在皇帝面前得到維達的支持。但維達卻解除了昆尼克的任命並威脅了他，不准再出現任何計劃洩漏。
    - 琴回基地向反抗軍委員會提出進攻史卡利夫星去取得死星藍圖，但在座官員卻沒有人願意冒險打這場即輸之戰。因此，琴·厄索(Jyn Erso)等人跟部分反抗軍私下行動，進行盗窃帝国死星設計藍圖的行動，其小队顺利通过护盾门的检测，在潜入斯卡里夫星不久，就和帝国军队发生战斗，拉杜斯上将率领大批义军同盟的战机赶来支援，战事迅速扩大，在史卡利夫星球上和宇宙空间惨烈的进行着，史稱斯卡里夫战役。
    - 當艦隊陸續準備星際跳躍逃離星系時，黑武士領軍前來並殲滅大部分艦隊，並登上旗艦殺死大部分反抗軍，但仍然有少數艦艇還是及時逃離星系。當時身在其中一艘艦艇上的莉亞公主，表示剛收到的藍圖是希望的起始。

  - 星際大戰四部曲：曙光乍現（Star Wars Episode IV: A New Hope）
    - 莉亚公主携带着死星藍图，登上外交使船前往位于行星雅汶四号的叛军基地，達斯·維達率兵親身追捕。
    - C-3PO和R2-D2乘坐外交使船的救生舱逃向附近利星塔图因，其後被當地的土著爪哇（Jawa）抓获，將其卖给了卢克的叔叔欧文·拉尔斯。
    - 卢克在修理R2-D2时發現莉亚公主的全息影像。
    - 一隊暴風兵團前來搜捕兩個機器人時，竟將盧克的叔父母屠殺，盧克頓失親人。（此時倘未知還有妹妹，及其父正是達斯·維達。）盧克目睹此事而刺激他要成為一位絕地武士。
    - 帝國議會被白卜庭解散，使其擁有無上權力。
    - 由於莉亞拒絕透露叛軍的地點，死星司令威爾霍夫·塔金下令摧毀莉亞的家鄉行星奧德蘭，即時殺死其養父貝爾·歐加納議員。其後蒙·茉斯玛最後接掌為反抗軍領袖。
    - 死星毀滅奧德朗的事情導致許多帝國軍人決定離開軍隊
    - 歐比王·肯諾比與盧克前往太空港找韓蘇洛，韓答應運送他們連同C3PO及R2D2前往奧德蘭。但到達後則被死星捕獲，R2D2於死星內找出莉亞的囚禁所在。最後盧克與韓蘇洛成功救出莉亞。
    - 歐比旺在與黑武士的決鬥中被殺，但其靈魂則進入原力之內而成為原力之魂。
    - 雅汶之戰中，路克在韓蘇洛和歐比王的原力之魂幫助下，在行星雅汶四號被毀滅前一刻將死星擊破。其後路克與韓蘇洛加入反抗軍同盟。

  - 銀河帝國為了死星被毀而來雅汶４號報仇，這讓反抗軍同盟決定撤離。
- 1ABY
  - 帝国建造超级滅星者（Super Star Destroyer）再次进攻并摧毁了位于雅汶四号星的叛军大本营，但由于失误使得叛军主力全数撤退。
  - 為了避免再有死星設計圖被偷導致銀河帝國受到重大損失的事件發生，於是成立了一個四人精英小組「煉獄突擊隊」，而他們第一個目標就是處理掉索·吉瑞拉的反抗軍殘黨。
  - 莉亞跟同樣是在奧德朗出生的反抗軍飛行員 Evaan Verlaine 將銀河系各地的奧德朗人聚集，打算重建奧德朗的文化。
- 2ABY
  - 煉獄四號 Seyn Marana 在 Jeosyn 星上戰死，煉獄突擊隊變成三人小組。
  - 路克和 Nakari Kelen 女特工去 Fex 衛星調查銀河帝國的生物武器計畫，以及救出被帝國囚禁的強迫幫忙者，而在這些任務的過程中使兩人產生情愫，但最後女方不幸戰死，讓路克流露出從沒有過的真感情
  - 路克、韓與莉亞襲擊位於 Cymoon 1 號衛星的帝國軍工廠並將其摧毀，這讓帝國遭受到繼死星毀滅後的第二大軍事重創。
  - 因為帝國軍工廠被摧毀的事件以及死星被毀，皇帝開始非常不爽達斯·維達的無能，使得維德自己來找賈霸，並逼他給予人手調查毀滅死星的駕駛員是誰，而過不久波巴·費特就來報備那位駕駛員姓叫天行者，讓達斯·維達知道自己有個兒子，也更理解到皇帝欺騙他。
  - 皇帝開始挑選超級戰士來當新左右手，而達斯·維達也透過阿芙拉博士組織新特殊小隊，好達到自己的政治目的。
  - 反抗军撤退至遥远的霍斯（Hoth）星系，并在冰凍行星上建立了回音基地（Echo Base）。
  - 一個帝國設施發生了生化意外，讓整個基地的風暴兵成了死亡的無意識生物，且會自相殘殺。一個帝國軍官想要將這件事情掩蓋，好讓帝國底層和民眾不知道真相，而一個反抗軍指揮官知道這消息後，也想了解怎麼預防帝國會將其弄成往後的生化武器。
  - 反抗勢力的王牌飛行員波·戴姆倫在這時出生。
- 3ABY
  - 星際大戰五部曲：帝國大反擊（Star Wars Episode V: The Empire Strikes Back）
    - 路克感應到歐比旺的原力之魂的影像，他指引盧克前往達可巴行星尋找絕地大師尤達學藝。
    - 莉亞公主於醫療站內當著韓蘇洛面前親吻剛痊癒的路克。
    - 超級殲星艦執法者號上，達斯·維達確認霍斯星系上的第六行星正是叛軍基地所在。並展開對叛軍的追擊。
    - 佛瑪斯·皮耶特（Firmus Piett）晉升為上將，並且向霍斯（Hoth）展開進攻
    - 霍斯之戰，帝國軍動用全地域裝甲運兵車（AT-AT Walker）進攻。叛軍縱使頑抗，最後亦要迅速撤退。
    - 莉亞公主聯同韓蘇洛、丘巴卡及C3PO登上千年隼逃出重圍，但由於超空間引擎故障，他們被逼冒險逃進小行星帶。
    - 路克在達可巴上找到尤達並開始絕地訓練，但在一次試煉中，與幻化的達斯·維達的自我心魔決鬥，最後落敗。亦同時對尤達運用原力將其墜入沼澤的 X翼戰機成功帶到岸上感到難以置信。
    - 韓蘇洛將千年隼附於星艦的外殼上，成功避開所有的追擊。這時賞金獵人波巴·費特預測韓利用星艦釋放廢料時逃出，尾隨跟蹤知悉其目的地是其好友藍道·卡瑞森管轄的雲城（Cloud City）。獲得波巴·費特的通報，達斯·維達的軍團比千年隼更早到達雲城。
    - 路克隨著訓練的精進，已經能感應過去和未來的影像，此時，他看到韓和莉亞遇險的影像，路克不理會尤達及歐比旺的忠告，但他答應會回來完成訓練。便飛快前往雲城。此時歐比旺感嘆路克是最後的希望，但尤達卻說：“還有另一個。”
    - 韓蘇洛、莉亞、丘巴卡及C3PO受到藍道的熱情歡迎，但莉亞並不信任他。期間C3PO被埋伏的暴風軍團所伏擊而支離破碎。然後藍道引領他們前往宴客廳－將他們送交恭候多時的達斯·維達。藍道此時對韓說他別無選擇。
    - 達斯·維達利用韓蘇洛來試驗炭素凍結系統，好讓將跟來的路克如法泡製，隨後送交皇帝－白卜庭。
    - 達斯·維達將冷凍冬眠中的韓交付波巴·費特，因早前答應他若能提供正確情報，就讓他帶往赫特人賈霸處拿取賞金。
    - 藍道·卡瑞森得到助手勞僕（英语：Lobot）協助下，成功將莉亞等人救出，並帶眾人登上千年隼離去。
    - 路克與達斯·維達在中央通風道進行光劍決鬥，最終路克右手被維達斬斷。在路克最虛弱的時候，維達向他道出其正是他父親的真相。盧克最後之反應是不願跟隨父親而跳下通風井。
    - 路克墜至雲城的邊緣時，運用原力向莉亞求援，莉亞亦感應到便立刻折返，將其救上千年隼。此時，R2D2剛巧修復超空間引擎，因而成功逃離達斯·維達的追捕。
    - 藍道與丘巴卡駕駛千年隼到塔圖因展開營救韓蘇洛的行動。在反抗軍醫療艦上，路克右手接上機械義肢。

  - 星際大戰:帝國黯影（英语：Star Wars: Shadows of the Empire）
  - 星際大戰:达斯·维达
  - 波森间谍偵查到第二死星正在建造中。
  - 卢克回到塔图因上欧比旺的居所，在那里他模仿欧比旺的光剑样式制造了第一把属于自己的绿色光剑。
  - 犯罪组织“黑色太阳”（the Black Sun）的头目希瑟王子（Prince Xizor）阴谋刺杀達斯·維達，结果反被達斯·維達消灭。
- 4ABY
  - 莉亞率領一群反抗軍志士們進行黃月計畫的行動，這項任務主要是用來讓帝國分心，使其反抗軍聯盟能夠重組成大艦隊，好對第二死星來進行反攻的作戰。
  - 帝國軍後來知道黃月計畫是幌子，但決定將計就計讓反抗軍聯盟落入陷阱再一舉消滅，之後反抗軍聯盟偷取到的未解密消息其實有提到帝國的陷阱安排，不過在解密前已經被假裝逮捕的煉獄突擊隊隊長伊登給消除資料，所以反抗軍聯盟仍不知道會進入陷阱。
  - 星際大戰六部曲：絕地大反攻（Star Wars Episode VI: Return of the Jedi）
    - 藍道·卡瑞森假扮賈霸宮殿的守衛和莉亞公主假扮賞金獵人成功混進賈霸的宮殿將韓蘇洛救出。
    - 賈霸最後被莉亞公主所殺，波巴·費特被沙漠中的沙羅蛇（英语：Sarlacc）吞食，但他最終引爆背負的噴射器才得以脫身，其後被另一賞金獵人丁格（Dengar）所救。
    - 盧克信守承諾返回達高巴跟隨尤達完成絕地訓練，並從尤達口中確認黑武士便是其父親安納金·天行者及最後向盧克透露尚有另一天行者，而尤達亦因年邁（900歲）逝世。
    - 盧克與原力之魂的歐比王·肯諾比交談時意悉到莉亞公主便是他的妹妹，亦即另一位天行者。
    - 安鐸戰役（Battle_of_Endor），叛軍集結軍力對第二死星作出人意料的突襲。
    - 盧克、莉亞、韓蘇洛、丘巴卡及一小隊叛軍前往安多之月球基地破壞死星的防護盾產生裝置。
    - 在安多之月上，盧克感知達斯·維達知道自己的行蹤而危害叛軍任務，因此盧克親自投向帝國基地，要求與黑武士會面，其後黑武士將盧克帶往死星進見皇帝並試圖將其引向原力的陰暗面。
    - 由於得悉叛軍來襲，皇帝白卜庭在死星周圍集結龐大的帝國艦隊及對叛軍隱瞞死星已經完成十足的火力。
    - 當叛軍抵達死星時，發覺墜入帝國的圈套，被帝國艦隊重重包圍。
    - 在安多的月球基地上，韓蘇洛率領之叛軍被駐守的帝國軍包圍，但最終獲得當地的土著伊烏支援，將帝國軍擊敗及成功摧毀防護盾產生裝置。
    - 藍道·卡瑞森率領叛軍突破重圍，將第二死星摧毀，早前超級殲星艦執法者號被擊破及墜毀於死亡星。
    - 安纳金應驗了預言鏟除西斯，將原力带回平衡。然而他亦犧牲了自己。盧克將其遺體於安多之月上火葬。全銀河系慶祝戰勝帝國。盧克於安多的慶祝典禮時看見其父安納金、歐比王及尤達的原力之魂。同時反抗軍開始在銀河系內發動反攻，從帝國手中奪回了塔圖因和那卜星兩個星球。帝國軍殘黨開始從恩多星宙域撤退，煉獄突擊隊幫忙不少部隊安全離開。
    - 王牌飛行員 Shara Bey（波的母親）以及反抗軍特種部隊－Pathfinders（探路者）成員 Kes Dameron（波的父親），與探路者其他隊友和領隊－韓‧索羅，一同突擊在恩多星的另一個帝國前哨站。
    - 銀河系首都科羅森發生了內戰，主要是反帝國派想要趁皇帝去世後趕快恢復民主而打起來的戰役。

  - 巴庫拉的休戰（英语：Star Wars: The Truce at Bakura）
  - 反抗军联盟改建为自由行星联盟（Alliance of Free Planets），并开始不断吸纳新的太阳系准备重建共和国。
  - 巴库拉战役（Battle of Bakura），这是联盟与帝国余部的首次交锋，巴库拉脱离帝国得到解放。
  - 蒙·茉斯玛宣告共和国重建工作开始，新共和国（the New Republic）名义上正式成立。
- 5ABY
  - 星際大戰 戰場前線
    - 皇帝駕崩後，代替他傳達命令的哨兵機器人開始跟其他帝國將軍傳達執行大規模破壞作戰的 Operation: Cinder（灰燼行動），其中五顆星球為重點目標，分別是那卜、Burnin Konn、Candovant、Abednedo 和 Commenor，幕後監督者為 Gallius Rax 這位大將軍。
    - 波的父親以及探路者特殊部隊，在韓的帶領下攻進 Tayron 星上的帝國基地，不過眾人卻也在電腦中發現了灰燼行動即要在那卜星實行的情報。
    - 煉獄突擊隊的隊長伊登其家鄉星球 Vardos 也成了灰燼行動目標，這使得她跟隊友戴爾背叛帝國，但另一個隊友海斯克仍盲從。之後伊登與戴爾協助反抗軍，並阻止了那卜星的灰燼行動，接著反抗軍同盟就成立了新的煉獄突擊隊，而莉亞也跟伊登成朋友。
    - 賈庫星之戰(Battle of Jakku)，新共和國與殘存的銀河帝國艦隊於賈庫星進行大規模戰鬥。新共和國獲得最終勝利，並摧毀帝國軍多艘殲星艦，使其元氣大傷。從此帝國艦隊無力再戰，與新共和國進行和平談判。銀河一致和平條約簽訂：帝國殘黨派出前皇帝政治上的左右手－Mas Amedda 總理大臣與新共和國總理蒙·茉斯瑪簽署正式的和平條約，內容確定了帝國不能再徵兵、帝國的活動領域不能在核心和中環地帶、帝國不能使用酷刑、帝國要放棄帝國學院、帝國要無條件的完全將科羅森給予新共和國。一些帝國殘黨認為這條約是一種恥辱，為此想要偷偷再組軍隊，這替第一軍團的組成其想法開始鋪陳。

### 新共和国統治時期
- 5ABY
  -     - 皇帝駕崩後，代替他傳達命令的哨兵機器人開始跟其他帝國將軍傳達執行大規模破壞作戰的 Operation: Cinder（灰燼行動），其中五顆星球為重點目標，分別是那卜、Burnin Konn、Candovant、Abednedo 和 Commenor，幕後監督者為 Gallius Rax 這位大將軍。
    - 波的父親以及探路者特殊部隊，在韓的帶領下攻進 Tayron 星上的帝國基地，不過眾人卻也在電腦中發現了灰燼行動即要在那卜星實行的情報。
    - 煉獄突擊隊的隊長伊登其家鄉星球 Vardos 也成了灰燼行動目標，這使得她跟隊友戴爾背叛帝國，但另一個隊友海斯克仍盲從。之後伊登與戴爾協助反抗軍，並阻止了那卜星的灰燼行動，接著反抗軍同盟就成立了新的煉獄突擊隊，而莉亞也跟伊登成朋友。

  - 帝國想要重新啟動吉奧諾西斯星上的獨立聯邦機器人工廠來擴展兵力，但卻被新共和國派出來的特殊部隊阻止。
  - 得到帝國殘黨的高層會在 Akiva 聚集的消息，魏吉·安地列斯被派去該地調查其動向結果反被俘擄。而這場帝國的緊急會議是由 Rae Sloane 上將把帝國的贊助者、軍隊高層、相關顧問給聚集起來，一同討論帝國未來的方向。
  - 一個退伍回歸到 Akiva 老家的前女反抗軍成員 Norra Wexley 和其兒子聯手救出魏吉，並連絡新共和國派出艦隊與帝國殘黨戰鬥，最後雖然是新共和國勝利，但也留下了讓賈庫之戰在往後會發生的契機。
  - 帝國殘黨與新共和國於 Naalol 星上發動戰爭，但卻造成不少民眾死亡，這讓蒙·茉斯瑪決定要把新共和國的軍力裁減百分之九十，並要求解除從複製人戰爭時期就獲得的臨時最高議長其權力，以免白卜庭也就是達斯西帝的濫權再度上演。
  - 藍道率領新共和國的部隊從 Adelhard 這位帝國總督手中來解放貝斯平和雲之城。
  - 路克與波的母親在 Vitine 星進行調查帝國殘黨基地的任務時，發現了當年種植在絕地聖殿，並跟原力有很深連結的兩個樹苗，於是一個就給波的母親，另一個就給了自己。波的父母在雅汶4號種下樹苗，並從新共和國軍隊退伍，開始享受一家三口的天倫之樂。
  - 新共和國襲擊了帝國在 Hyborean 衛星上搭建的監獄，但卻也造成不少民眾在艦隊砲擊下死亡。
  - 由於 Perwin Gedde 這個帝國軍官用生化武器毒殺了許多人和毀掉不少世界，這讓新共和國派出 Norra Wexley 上尉帶隊去進行相關的追捕任務。
  - 帝國殘黨與新共和國在 Nag Ubdur 星發生戰鬥，帝國殘黨知道贏不了於是決定用焦土策略開始屠殺該星球的人民，最後新共和國的 31 師部隊達到關鍵作用讓整場戰爭結束。
  - 新共和國對 Arkanis 帝國殘黨進行圍城作戰，這使得指揮官 Brendol Hux 拜託賞金獵人 Mercurial 把 Gallius Rax 最高將領和他的私生子安全送走，而這名私生子往後就是第一軍團的赫斯將軍。
  - 新共和國軍隊襲擊了帝國在 Kuat 星的武器工廠，而這工廠就是滅星者戰艦和ＡＴＡＴ的主要生產地，為此戰敗使得帝國失去了最後的大型生產線，讓帝國殘黨的最高負責人 Rae Sloane 上將決定跟新共和國政治高層和談。
  - 莉亞、阿卡巴、韓與丘巴卡率領新共和國艦隊解放了武技族的母星卡須克。
  - 帝國殘黨以及新共和國進行和談，雙方代表為 Rae Sloane 上將和蒙·茉斯瑪總理，但這一切都在 Gallius Rax 的算計中。
  - Gallius Rax 本來就跟 Rae Sloane 有分歧，趁著這次和談將新共和國的囚犯放出來，並在他們身上放置晶片好用來殺死想和談的同胞和新共和國的高層。

那卜入侵戰發生：由於那卜星是皇帝的出生地，為此有很多帝國同情者幫助帝國殘黨在這裡躲藏，但新共和國由於收到帝國叛逃者的情報，所以得知帝國軍將在這裡採取的戰略優勢，為此輕鬆得勝。
- - 賈庫星之戰(Battle of Jakku)，新共和國與殘存的銀河帝國艦隊於賈庫星進行大規模戰鬥。新共和國獲得最終勝利，並摧毀帝國軍多艘殲星艦，使其元氣大傷。從此帝國艦隊無力再戰，與新共和國進行和平談判。銀河一致和平條約簽訂：帝國殘黨派出前皇帝政治上的左右手－Mas Amedda 總理大臣與新共和國總理蒙·茉斯瑪簽署正式的和平條約，內容確定了帝國不能再徵兵、帝國的活動領域不能在核心和中環地帶、帝國不能使用酷刑、帝國要放棄帝國學院、帝國要無條件的完全將科羅森給予新共和國。一些帝國殘黨認為這條約是一種恥辱，為此想要偷偷再組軍隊，這替第一軍團的組成其想法開始鋪陳。
  - 莉亞與韓迎接兒子－班‧索羅出生。一些商業公司體系擔心蒙·茉斯瑪總理在某些方面的政治考量會很武斷，也深怕她會因權力而成為白卜庭第二，於是就決定組成了 Confederacy of Corporate Systems（企業系統聯盟）來制衡新共和國在經濟上的政治議案。
- 6ABY
  -     - 前帝國暴風兵的特雷克斯幹員從賈庫之戰後就開始逃亡，最終來到了無法地帶星球 Kaddak 暫時定居，並在那邊成為犯罪頭子，建立起自己的人脈。往後他會協助第一軍團成為其特殊幹員，並跟反抗勢力的王牌波成為勢不兩立的死對頭。
- 8ABY
  - 波開始跟他的王牌飛行員母親 Shara Bey 學習飛行技術。
- 10ABY
  -     - Shara Bey 去世，路克也有來拜訪，這是波第一次見到父母總是在提的反抗軍傳說英雄，因此在感傷之餘也開始對絕地武士產生尊敬，於是想要加入新共和國軍隊，而且只想效力於另一個傳說英雄莉亞公主。

  - 曼達洛人 (電視劇)、波巴·費特之書
    - 銀河帝國滅亡五年之後，以賞金獵人為業的曼達洛人再次完成一單生意，從公會首領格里夫·卡加口中獲取下一位客戶的地址。這名客戶提供給曼達洛人關於抓捕目標的信息非常有限，但要確保抓獲時目標還活著。客戶告訴他該目標年約50歲，以及目標最後出現的地點。客戶給予他一塊稀有的金屬材料曼達洛鐵作為訂金，並承諾事成之後另有一桶曼達洛鐵奉上。曼達洛人用鐵塊打造新護肩。他來到一個沙漠星球，遇到當地土著居民奎伊爾。奎伊爾想要驅逐搬遷至此落腳的惡徒，因此樂意幫助曼達洛人抓捕目標。由於當地沒有飛行摩托，他教會曼達洛人騎乘動物布勒格。兩人前往目標所在地，曼達洛人發現機器人IG-11也來到此處，它也是賞金獵人。兩人組隊消滅守衛之後，發現所尋找的目標是與尤達同族的渾身泛綠、長耳、只有嬰兒大小的生物。IG-11打算殺死這個生物，曼達洛人在IG-11動手前一槍打爆了它。
    - 當銀河帝國殘餘勢力的領導者星區長吉迪恩，從賞金獵人曼達洛人丁·賈林手中綁架「孩子」格羅古（Grogu）後，丁·賈林、博卡坦與波巴·費特等人進攻吉迪恩的戰艦。關鍵時刻路克與R2-D2駕駛X翼戰機前來營救，並將屬於絕地武士的格羅古帶回。
    - 在一顆星球上，路克利用「螞蟻機器人」（Ant droid）建造新絕地學院
    - 最後曼達洛人氏族們成功將曼達洛星從帝國殘黨手中奪回
- 11 ABY
  - 芬恩在這時出生。
- 12 ABY
  - Korr Sella 取代父親成為莉亞公主的特助和新共和國的參議員。

14 ABY
- - 星際大戰：骨幹小隊
  - Naka Iit 開始在賈庫星的拾荒者生涯。
- 15 ABY
  - 芮在這時出生。
- 21 ABY
  - 第一軍團利用一些自稱中間派的政治家、商業團體、黑社會，以及激進的戰士團體 Amaxine 來獲得擴建軍隊的秘密資金。

28 ABY
- - 一個秘密協助第一軍團的中立派參議員 Carise Sindian 知道了莉亞有可能是達斯維德女兒的事實，於是將其公開當作政治籌碼，這讓莉亞也公開她與絕地大師路克的兄妹關係，雖然新共和國大多數人仍肯定天行者兄妹的付出，但一些政治壓力讓莉亞決定退出政壇，此時也爆發了新共和國與 Amaxine 戰士團在洛塔星上的一場戰爭。
  - 莉亞透過這件事情發現第一軍團已經滲透到新共和國的政治，且也認為他們的軍事發展相當危險，於是提議新共和國要小心。但一來她有可能是維德的女兒，加上過去莉亞不斷衝往前線，而且新共和國現在最大掌權者是鴿派的蒙·茉斯瑪，為此莉亞反被譏笑是戰爭狂。
  - 莉亞決定跟志同道合的新共和國海軍和政治家組成不被政治干涉，且能第一時間對應第一軍團威脅的反抗勢力部隊。Carise Sindian 的目的被拆穿，加上又太刻意針對莉亞，於是被集結銀河系各大貴族的 Elder Houses（長老議院）給除名。
- 30ABY
  - 班‧索羅墮落到黑暗面，並跟一些同樣是黑暗面的新絕地武士學生毀掉路克的絕地聖殿和屠殺其他學徒，之後自稱凱羅·忍並組成忍武士團加入了第一軍團，路克因愧疚而自我放逐。
- 31ABY
  - 複製人戰爭期間一名代號 CT-6116，凱斯，所屬 501 師團，職位為軍醫的複製人士兵，透過同胞 CT-5555 的發現，得知道66密令的陰謀。但正當準備要公開時卻被分離主義的一艘船艦抓住並拷問，然後就關在冷凍艙裡等待之後問話，結果這艘船艦卻被共和國摧毀飄盪在宇宙中。直到五十年後的新共和時代，才被 Sidon Ithano 和他的海賊團發現並將其喚醒，然後就成為海賊團的一員一同找尋杜庫伯爵傳說中的失落寶藏。
- 33 ABY
  - 參議員 Lanever Villecham 當選為新共和國的新總理，有意思的是他不論在政治和經濟都很支持莉亞以及所組成的反抗勢力部隊，但卻不認為第一軍團是很大的威脅。
  - 已经脱离义军多年从事运货生意的戴尔连同渡鸦号（Corvus）被已成为第一秩序军官的海斯克带领第一秩序部队与凱羅·忍捕获，最终在得到卢克·天行者交给戴尔的地图情报后戴尔被海斯克所枪杀。
- 34ABY
  - 星球大戰VII：原力覺醒
    - 銀河帝國覆亡三十年後，從餘燼中誕生了新共和國及邪惡的第一軍團（First Order）。第一軍團領導者、熟悉黑暗原力的史諾克指派帝國風暴兵指揮官赫斯將軍和忍武士（the Knights of Ren）凱羅·忍尋找下落不明的絕地大師盧克·天行者。
    - 凱羅·忍率領風暴兵部隊循線追查一份地圖到了沙漠星賈庫（Jakku），抓住抵抗勢力（The Resistance）的X翼戰機駕駛員波·戴姆倫，用黑暗原力迫使他說出了地圖所在，開始追查逃脫的BB-8機械人。同時，編號FN-2187的風暴兵開始對自己所屬陣營的行徑產生抗拒及懷疑，決心脫離軍團後幫助波一同駕駛鈦戰機逃離所在的殲星艦戰艦，波並給了他「芬恩」這個名字。正當以為成功逃脫時，鈦戰機被殲星艦的飛彈擊中並墜回賈庫星，隨後兩人失散。
    - 芬恩在當地的市集遇見了BB-8及拾荒女孩芮，隨後因BB-8被偵查兵發現，市集遭到空襲，芮駕駛荒廢多年的千年鷹號載着三者逃離。不久千年鷹被走私客韓·索羅與朱兒的星船捕捉，同時，韓的債主找上門並發現被通緝的BB-8，五人便決定一同搭乘千年鷹逃離現場。韓得知芮等人的現況並一起看過地圖後答應領他們前去一個太空休息站尋找能夠帶他們前往抵抗勢力基地的人，並說明盧克的消失是由於其訓練的一名學徒墮落至黑暗面，背叛並殺害了其餘學徒，於是他決心自我放逐。
    - 韓·索羅等人到達了塔可達納星（Takodana），在此芬恩決定離開抵抗勢力與第一軍團的戰爭，前往邊境星域，而芮則受到原力召喚，找到了被休息站經營者瑪茲·卡娜塔收藏、曾屬於盧克與安納金·天行者的光劍。同時，赫斯將軍在由雪地行星改造而成的弒星者基地上下令啟用新型武器，巨大紅色光束直擊新共和參議院所在的霍斯連恩（Hosnian）星系，一舉毀滅數顆星球和新共和艦隊。
    - 第一軍團的部隊隨後抵達塔可達納星搜捕BB-8。芬恩掛念芮的安危返回，卻與韓·索羅及朱兒遭俘虜，眼睜睜看着凱羅·忍帶走了看過地圖的芮。危急之際，抵抗勢力的X翼戰機部隊趕到並解救了眾人。反抗軍領袖莉亞·歐嘉納將軍和機械人C-3PO在戰鬥結束後到達，眾人一同回到抵抗勢力基地行星迪卡（D'Qar），在此芬恩與波驚喜重逢。眾人隨即檢視BB-8身上的地圖，卻發現地圖並不完整。一度被懷疑藏有地圖其餘部分的R2-D2則自盧克失蹤後就一直處於休眠狀態。
    - 弒星者基地上，凱羅·忍試圖用原力從芮身上取得情報不成，反被芮讀取自己害怕無法和維達同樣強大的恐懼，並使她的原力覺醒。同時，赫斯將軍獲得摧毀抵抗勢力基地的指示，令弒星者基地開始充填能量。抵抗勢力得知第一軍團的計劃後，派遣韓·索羅與芬恩、朱兒潛入弒星者基地解除其防護罩以利X翼戰機進行空襲，並遇到趁忍離開之際逃脫的芮。韓在基地內部裝設炸藥時遇到凱羅·忍，道出了他的本名，欲領他回歸光明。原來凱羅·忍就是背叛盧克的學徒，莉亞與韓的兒子，班。但凱羅·忍克服光明的誘惑殺死了自己的父親。悲痛的朱兒開槍射中凱羅·忍的腹部，隨後被風暴兵追擊。
    - 同樣在現場的芬恩和芮則被凱羅·忍攔截，芬恩拿起盧克·天行者的光劍與忍對峙卻敗下。芮接手光劍與繼續與凱羅·忍對決，被壓制之際，腦中傳來過往絕地大師的呼喚，發揮精湛劍技擊敗了忍。朱兒引爆炸彈，加上X翼戰機的轟炸引起基地反應器的連鎖效應，使弒星者基地所在的星球開始崩毀，分崩離析的地表隔離了芮和忍，芮隨即帶着昏迷的芬恩回到朱兒駕駛的千年鷹，凱羅·忍則被第一軍團的人帶走。
    - 回到抵抗勢力基地後，R2-D2終於甦醒，把儲存的地圖與BB-8的結合，成功拼出尋找盧克的完整指引。芮與朱兒、R2-D2駕駛千年鷹一起出發，前往位於遙遠星系的星球。一座被大海圍繞的小島上，芮獨自走到島的最高處，見到盧克·天行者。芮拿出光劍欲還給他，盧克則報以感觸良深的表情。尋找盧克·天行者的旅程結束了，新的旅程即將展開。
    - 法斯馬隊長為了不讓自己被威脅而放下弒星者護盾的事實被公開，於是自己假造一個第一軍團的軍官為兇手去追殺，並殺死同行的另一個軍官，最後就回到第一軍團裡。

  - 星球大戰VIII：最後的絕地武士
    - 透過Ｒ２Ｄ２將尋找路克的地圖完成後，芮與丘巴卡趕往所在地，最後讓路克勉強答應教導芮。第一軍團透過最新的超空間追蹤技術突擊了反抗勢力艦隊，波與芬等人想出額外的計策來處理這問題。
    - 芮為了說服凱羅忍反而被俘擄，結果沒想到凱羅忍背叛並殺死史諾克，兩人一同突破第一軍團紅色親衛隊的封鎖，可芮還是不認同凱羅忍的理念而再度分頭行動，之後凱羅忍成為第一軍團的新最高領導。
    - 愛蜜琳何朵駕駛戰艦犧牲自己斷了第一軍團的攻勢，讓反抗勢力能躲到 Crait 星等待救援。路克犧牲自己幫助反抗勢力逃走。
- 35 ABY
  - 星球大战：天行者崛起
  - 路克死後，芮成為了最後的絕地武士。
    - 白卜庭利用克隆體復活，並將自己復活的消息廣播至整個銀河系。
    - 第一軍團最高領袖凱羅·忍帶領部隊繼續鎮壓其他星球的反抗時，他藉着找到的西斯尋路儀而意識到有股龐大的黑暗原力潛藏在「未知區域」深處，他循着線索最終在「未知領域」深處的艾克西格星（Exegol）上一個陰暗而龐大的建築內找到了白卜庭。凱羅·忍其後與其達成協議，等到凱羅·忍把芮殺掉後，藏匿於該星球的西斯艦隊「最終軍團」將納入第一軍團麾下，凱羅·忍會成為新銀河帝國的皇帝。

  - 藉由對第一軍團現任最高領袖強行奪權的不滿而暗中支援抵抗勢力的間諜: 赫斯將軍刻意涉露的機密情報下，抵抗勢力（英语：Resistance (Star Wars)）得知白卜庭的陰謀並決心要除掉白卜庭以阻止帝國捲土重來，於是芮、芬恩、波·戴姆倫、BB-8與朱兒及C-3PO駕駛千歲鷹，一路行經帕薩納星（Passanna）、奇基米星（Kijimi）和凱夫伯星（Kef Bir）追查通往艾克西格星的線索，卻在這之中逐漸揭開了芮的身世。
    - 凱羅·忍向芮告知她的真實身分是皇帝的孫女，與身為黑武士之外孫的自己合起來便呈現了原力的二元性；凱羅·忍早已察覺白卜庭純粹只是利用自己來激發芮的真正本性，但凱羅·忍則希望能與芮聯手消滅皇帝來一起統治銀河。

  - 芮拒絕凱羅·忍後與其在死星二號的遺跡上展開光劍激戰，途中莉亞·歐嘉納以原力勸導兒子回頭，最後力竭而亡。
    - 原本佔到上風的凱羅·忍因感應到母親之死而大受動搖，被芮趁隙刺中一劍，而芮對凱羅·忍仍舊懷有光明的希望，就用原力治癒了對方。
    - 芮恐懼於自己乃是白卜庭的後代，更看到自己將成為西斯的幻象，於是搶走凱羅·忍的鈦戰機前去阿奇托星（Ahch-To）隱居。

  - 凱羅·忍受到莉亞與芮的原力影響，還見到父親韓·索羅的幻影得到其原諒，因此回歸光明面恢復為班·索羅。
    - 阿奇托星上，盧克·天行者以絕地英靈的姿態向芮開導，能定義自身的不是血統而是做出的選擇，並將莉亞在絕地學徒時期使用的光劍交給芮。
      - 芮振作後駕駛盧克的X翼戰機，藉着凱羅·忍鈦戰機中的西斯尋路儀航向艾克西格星，並劃出安全的航線傳送給R2-D2，收到該訊息的抵抗勢力及藍多·卡利森便從全銀河召集舊反抗軍同盟和新共和國艦隊殘部向西斯艦隊發動大反攻。

  - 芮前往艾克西格星面對白卜庭，班隨後到達打敗了改效忠於皇帝的忍武士團前往支援芮。
    - 在芮拒絕白卜庭希望她成為西斯女皇的提議後，白卜庭從芮與班兩人身上吸取二元性的原力而使自己恢復到前所未有的強大程度，僅憑一人之力的原力閃電就癱瘓了抵抗勢力的全數船艦。
    - 遭白卜庭吸取原力而虛弱的芮，望着天空中反抗軍同盟已逐漸居於劣勢的戰況，突然從上千世代的絕地英靈呼喚聲中得到鼓勵奮力站起，以天行者家族的兩把光劍將白卜庭的原力閃電給反彈回去，終究消滅了白卜庭。
      - 芮氣力放盡瀕亡，早已身受重傷的班把自己的生命用原力以吻的方式傳送給芮，代替她面對了死亡的命運，並幻化為絕地英靈。

    - 抵抗勢力與盟友擊敗了西斯艦隊，全銀河各地的星球和新共和國殘部跟着紛紛起義推翻了第一軍團的統治，成功阻止了銀河帝國的回歸。

  - 最後芮來到塔圖因星的盧克故居旁，將卢克和莉亞兩人的光劍埋藏於此。然後有個路人過來問芮高姓大名，在絕地英靈盧克和莉亞的承認下，芮繼承其姓氏改名為「芮·天行者」，她手中亮出自己製作的金黃色光劍，誓言將以絕地武士身分守護並延續絕地的信仰。

## 星球大战年表(傳說)

### 初始時期
- 大約13,500,000,000 BBY(135億BBY)
  - 宇宙因大爆炸而形成, 原力（Force）隨即出現，居住在莫蒂斯（Mortis）的原力持有者（Force Wielder）誕生，後世的人稱之為莫蒂斯衆神。
- 大約5,000,000,000 BBY(50億BBY)
  - 星战角色所在的星系形成。
- 大約7,500,000BBY(750萬BBY)
  - 雅汶系（Yavin）這個日系形成。

### 古老文明的出現
- 未知的時間點
  - 源頭未知的士勒斯圖爾人（Celestial）開始活躍於該星系，這是一個科技水平甚高且對原力了解甚多的神秘種族，士勒斯圖爾人後來在全星系建立了偉大的文明。
- 大約1,000,000BBY
  - 古老的西斯人（Sith）开始在偏远的卡里班（Korriban）繁衍兴旺。
- 大約100,000BBY
  - 熱爾人（Zhell）把湯恩人（Taung）趕出諾特隆（Notron, 科洛桑(Coruscant)的舊稱），開始在那𥚃繁衍後代，最後演變為諾特隆人（對應現實世界中的地球人），並且被擁有先進科技的士勒斯圖爾人帶往其他星球，開始擴展自己的文明。
- 大約38,000BBY
  - 出現時間不明的古老組織 戴本杜之敎團（Order of Dai Bendu） 開始活躍於該星系，據說它起源於一個被稱為塔佩（Thape）的天體。
- 37,453BBY
  - 戴本杜之敎團的一些成員在安多主星（Ando Prime）上發現了其中一艘被稱為托約（Tho Yor）的神秘飛船，並且開始沉思它是何物的問題。
- 36,453BBY
  - 曾是士勒斯圖爾人的奴隸的拉卡塔人（Rakata）發動起義，建立了无限帝国（Infinite Empire），势力范围扩大至整个星系。
  - 在戴本杜之敎團的一些成員經過長達一千年的冥想後，托約以心靈感應的方式召叫這些成員進入其內，其他七艘托約也做了同樣的事情，它們分別把他們載往八個行星，其中一艘托約降落在泰桑（Tython），其乘客開始研究他們在該星所發現的一種奇特的力量——原力，並且把泰桑的兩個衛星 阿什拉和博根爾 及泰桑本身分別視為原力光明面、原力黑暗面和原力統合面的象徵，其後他們建立了𠍇代組織（Je’daii Order），是絕地組織（Jedi Order）的前身，之後𠍇代組織成員發現原力也能夠在泰桑以外的地方被發現，後來他們開始前往其他星球以研究原力。
- 大約35,000BBY
  - 士勒斯圖爾政権因被無限帝國長時間侵略而崩潰，士勒斯圖爾文明在大約30,000BBY時已經完全消亡，由於基本上所有士勒斯圖爾人都不再居住在該星系，因此其歷史逐漸被遺忘，但其遺跡仍然遍佈於全星系。
- 27,700BBY
  - 無限帝國派遣大量軍人來到卡里班，表面上向其傳播文化，但實際上是要奴役當地人，然而, 無限帝國的陰謀被領導西斯王國（Sith Kingdom）的阿達斯國王（King Adas）得知，兩國之間爆發戰爭，最後西斯王國獲勝，並且在其後因獲得了無限帝國的強大科技而盛極一時，是為西斯皇國（Sith King-Emperor State），但阿達斯國皇在不久之後去世，導致西斯皇國陷入多年的內戰中，最後分裂為多個國家，彼此之間互相攻伐。
- 27,500BBY
  - 諾特隆人第一次在奥德兰（Alderaan）建立了殖民地。

### 旧共和国的兴起、西斯的黄金时代
- 大約25,800BBY
  - 無限帝國入侵泰桑，傑代組織激烈反抗，原力戰爭（Force War）爆發，在戰爭後期, 傑代組織分為阿什拉派和博根爾派，分別使用光明原力和黑暗原力，博根爾派與無限帝國結盟，但最後仍然被擊敗，其後由阿什拉派所主導的傑代議會召開會議，最後會議的結果是要改篡𠍇代組織。拉吉瓦里（Rajivari）議長把𠍇代組織改篡為絕地組織，他和一眾議員亦因而分別被尊為絕地組織的首要創立者和共同創立者，然而成為絕地首相的拉吉瓦里後來墜入原力的黑暗面，成為了第一位黑暗絕地派人士，試圖強行推行改革，但最後在卡列斯之圍（Siege of Kaleth）中被光明絕地派擊敗，在其去世 大約二萬年後，一位後來獲得「巴森托爾（Barsen’thor）」稱號的絕地學徒遇見了他的鬼魂，並且成功說服他回到原力的光明面，拉吉瓦里終於釋懷，最終融入了光明原力之中。
- 大約25,200BBY
  - 無限帝國因瘟疫盛行和起義頻生而崩潰，拉卡塔人幾乎滅絕，其歷史紀錄大多在戰亂中遺失，倖存者的後代於在數千年後爆發的馬拉卡戰爭（Malak War）進行期間被發現。
- 大約25,000BBY(2萬5千)
  - 由絕地組織所主導的絕地共和國（Jedi Republic）在統一戰爭中獲勝，與數個盟國合併為旧共和国（Old Republic），首都定于科洛桑上的某個城市。
  - 根據記錄了絕地組織不少傳說的古老書籍《拉馬貢》（Rammahgon）的記載，姓名不明的首一絕地（Prime Jedi）在阿克托（Ahch-To）建造了絕地組織的第一座聖殿，成為了絕地首尊（Jedi Prime）。一些專家認為儘管首一絕地的出現時間晚於絕地組織的創立者，不過首一絕地可能創立了被絕地組織運用的各種理論 如原力平衡論，因此後世的絕地戰士稱他為第一絕地（First Jedi）。此外亦有專家認為首一絕地並不使用光明原力或黑暗原力，而是使用統合原力以保持原力的平衡狀態，然而在很久之後，絕地組織已經忘記了他的教誨並單單使用光明原力。
  - 超空间航行的引擎被发明。
- 大約24,500BBY(2萬4千5百BBY)
  - 绝地組織逐渐了解原力的光明面，并且应用于各种用途，同时也发现了原力的黑暗面。
  - 絕地武士仙度（Xendor）作为其中一位最早沉迷于原力黑暗面的黑暗绝地派人士（Dark Jedi），诱使众多绝地戰士走上邪路，引发了反对光明絕地派的叛乱，後來仙度成為萊托軍團（Legions of Lettow）的軍長，與絕地組織爆發衝突，结果仙度在科魯姆斯之戰（Battle of Columus）中被杀，幸存的叛乱者被流放于外层空间。
- 大約24,000BBY(2萬4千BBY)
  - 绝地組織决定更广泛地运用原力去维护共和国的和平、正义与秩序。某些绝地就此发展成为绝地武士，并制定了绝地信条（Jedi Code）。
- 11,933BBY
  - 绝地組織為了避免被捲入當時由崇拜主一女神（The Goddess）、仇視外星人（Alien）、奉行以諾特隆人為中心的物種至上主義的宗教 庇護德教（Pius Dea）在國內所引發的宗教狂熱浪潮而遷往奥萨斯星（Ossus），往後成為絕地組織的文化中心，那時绝地一詞的意思是科学家、哲学家和历史学家。
- 大約9,900BBY
  - 激 光剑（lightsaber）诞生，但严格讲此时的激 光剑和在旧共和国統治中晚期出現的激 光剑并不是同一类物件。
- 大約8,000BBY
  - 随着星图不断的扩展，新航线不断地被开辟，极大地推动了共和国商业与科技的发展。共和国将埃尔如德（Elrood）、马拉斯塔（Malastare）等一系列行星納入版圖。
- 大約7,000BBY
  - 以絕地大師阿君塔·帕爾（Ajunta Pall）為首的一群絕地戦士墜入原力的黑暗面並與光明絕地派爆發衝突，史稱百年黑暗時期（Hundred-Year Darkness），最後黑暗绝地派戰敗並被驅逐至未知區域以迫使他們反思自己的過錯，但後來黑暗绝地派到達卡里班并推翻了在數十年前統一該星的西斯之王國（Kingdom of the Sith），建立了原西斯帝国（Original Sith Empire），企图與舊共和国分庭抗礼，阿君塔·帕爾被尊為仁吉代（Jen’ari），後世視之為西斯組織的創立者。
  - 作為土著的西斯人与黑暗绝地派人士之间融合，逐渐形成了一个新的勢力，史称西斯的黄金时代（Golden Age of Sith），从此西斯一詞是指一個組織而非物种。
  - 此时由于宇宙航行的路线并不被人十分了解，地处偏远的原西斯帝国无法对舊共和国发动戰爭。
  - 早在原西斯帝國建國之前，關於西斯救者的預言就已經在基賽階層（Kissai）當中以口耳相傳的方式流傳了很多年，常被認為是關於阿達斯國皇傳說的延續。前絕地戰士、西斯之黑暗尊主 索祖絲·辛爾（Sorzus Syn）在其著作《西斯之書》中記錄了這個預言。西斯救者被認為是擁有巨大力量的人。根據預言, 西斯救者最終會促使西斯組織走向其歷史的終點，其後又會使其復興。整個過程將會由西斯組織的回歸開始，並且將使他們的勢力比任何時候都更加強大，這與絕地組織關於絕地救者的預言不謀而合，後者被認為是一位會摧毀西斯組織的絕地戰士。六千年間, 包括不少西斯尊主 如達斯·貝恩、達斯·普雷格斯和達斯·西迪厄斯 在內的眾多西斯戰士都被認為或者自認為是預言中的西斯救者。
- 6,895BBY
  - 第一位西斯之黑暗尊主阿君塔·帕爾去世，其遺體被安葬於卡里班上的沉睡君王谷，後來被稱為黑暗尊主谷。由於其一生致力於對原力黑暗面的研究，因此去世之後能夠以西斯幻靈的形式繼續存活於其墓穴中，然而其開始被原力光明面吸引，在死後的數千年間不斷質疑自己的信念，他的命運在大約三千年後將因一位絕地大師的到來而被改變。
- 6,021BBY
  - 絕地組織把很久以前西斯組織在科羅森上所建立的一座古老的神殿摧毀並在其遺址之上建立了一座宏偉的聖殿以抑制那裡的黑暗原力，不過更重要的目的是要向西斯組織展示自己的實力，可是這也為多年後出現的危機埋下伏筆。雖然眾多絕地戰士多年來一直集中在絕地聖殿，增強了這裡的光明原力，但是仍然不足以永遠壓制這裡的黑暗原力，黑暗原力在數千年間不斷由建築物下方滲至上方，據說這嚴重影響了絕地組織的命運，最終導致西斯組織在數千年後的高共和國統治末年復興。

### 西斯帝国的衰落、弗里敦·纳德的阴影
- 5,200BBY
  - 西斯王玛卡·拉格诺斯（Marka Ragnos）与赛慕斯（Simus）为争夺西斯帝国的统治权发生战争，拉格诺斯打败赛慕斯并想要将他处决，赛慕斯利用原力伪装术逃生。拉格诺斯开始了长达一个多世纪的铁腕统治。
- 5,000BBY
  - 年轻绝地欧丹乌尔（Odan-Urr）帮助黛塔女王（Empress Teta）统一了一个含有七颗行星的科洛斯（Koros）太阳系，并将改名为黛塔太阳系，史称统一战争（The Unification War）。
  - 玛卡·拉格诺斯死，卡里班上再次出现那嘉·沙度（Naga Sadow）和路多·克莱什（Ludo Kressh）之间的权力争斗局面。
  - 锡纳嘉（Cinnagar）超空间探险家加维·达拉贡（Gav Daragon）和乔莉·达拉贡（Jori Daragon）兄妹偶然到达卡里班，沙度借机找到了通往共和国的路径，煽动并发动了针对共和国的大规模侵略战争，史称超空间大战（the Great Hyperspace War）。在欧丹乌尔的率领下的共和国最终击败沙度，沙度带领其特种部队马撒西战士（Massassi Warrior）撤退至雅汶四号卫星并建立了马撒西神殿。
  - 超空间大战之后，西斯帝国逐渐土崩瓦解。
  - 共和国在科劳肯上建立了绝地神殿（the Jedi Temple）。
- 4,998BBY
  - 沙度把自己封在马撒西神殿里开始漫长的休眠。
- 4,756BBY
  - 幸存的拉卡塔人开始逐渐从地下避难所中走出并开始了军阀式的野蛮混战。
- 4,470BBY
  - 弗里敦·纳德（Freedon Nadd），一个狂热的绝地学徒，因为没有被自己的老师授予武士称号而杀死了她。纳德流亡至原先西斯帝国的领地。
- 4,465BBY
  - 纳德到达雅汶四号星。此时的马撒西战士已经失去了原力感应，退化成野蛮人。纳德利用自己的黑暗原力唤醒了他们的记忆。马撒西战士把纳德带到沙度的神殿，在那里苏醒的沙度用尽最后的精力把纳德训练成新一代的西斯王，而后沙度销声匿迹。
- 4,450BBY
  - 纳德发现了在共和国边界外的昂德朗（Onderon）星。纳德占领统治了昂德朗星的首府艾锡斯（Iziz）城，将黑暗原力带给整个星球。纳德将他的反对者驱逐到艾锡斯高墙之外的森林里，任由他们被出没的野兽吃掉。后来有些幸存的反对者逐渐驯服了那些野兽，预谋着对纳德的再次叛乱。
- 4,398BBY
  - 纳德在艾锡斯城内死掉。
- 4,350BBY
  - 反对者与黑暗原力统治的艾锡斯城之间的野兽战争（the Beast War）爆发，这些反对者被称为野兽骑士（the Beast Rider），他们的首领被称作野兽之王（the Beast Lords）。战争持续三百多年之久。
- 4,200BBY
  - 殖民者首次到达沙漠行星塔图因（Tatooine）。他们在一个天然深井附近建立了塔图因的第一座城市——锚头城（Anchorhead），塔图因由此成为采矿者的乐园。
- 4,018BBY
  - 昂德朗星的欧敏国王（King Ommin）继承王位，娶出身贵族的阿玛诺（Queen Amanoa）为后。和以往的昂德朗统治者一样，欧敏国王和阿玛诺皇后跟随着纳德的信徒学习黑暗原力。
- 4,001BBY
  - 由于过于沉迷于黑暗原力，欧敏国王身患重症，统治权转交给阿玛诺皇后。
- 4,000BBY
  - 共和国的星际探险家们发现了昂德朗星，一些人趁机展开了对反对者的贸易，他们将先进的武器卖给了野兽骑士。
- 3,998BBY
  - 在一个西斯仪式上，阿玛诺皇后受到纳德灵魂的警告：如果野兽战争仍然不能结束，她将被纳德毁掉。惊恐的阿玛诺皇后被迫向共和国和绝地武士求助。
  - 在阿玛诺皇后的请求下，绝地大师阿卡·杰斯（Arca Jeth）指派了他的三个学生：来自阿尔德兰的乌立克·奎卓马（Ulic Qel-Droma）和凯·奎卓马（Cay Qel-Droma）兄弟，以及特维利克族（Twi’lek）的托特·多尼塔（Tott Doneeta）前往昂德朗星。他们发现了昂德朗星的统治者使用黑暗原力，并最终帮助野兽骑士推翻了阿玛诺政权。
  - 绝地武士惊讶地发现欧敏国王原来还活着。在诺米·阳骑者（Nomi Sunrider）的协助下，乌立克打死了欧敏国王，并将纳德、欧敏国王和阿玛诺皇后的灵柩封藏在昂德朗卫星达克森（Dxun）上的秘密墓穴中，昂德朗终于从黑暗原力中得以解放。
- 3,997BBY
  - 在纳德灵魂的指导协助下，凯瑞斯（Krath）教派，一个通过盗窃古代西斯神器来学习黑暗原力的组织，窃取了黛塔太阳系的政权，阿卡、诺米等人再次被派遣执行拯救。
  - 在丹图因（Dantooine）的绝地秘密学院（Jedi Enclave）里，强大的绝地武士艾克萨·昆（Exar Kun）暗地里学习了西斯全频角锥里的知识，并出走昂德朗星。在凯瑞斯教派的引导下，昆见到了纳德的灵魂，并到达了失落的西斯帝国的中心卡里班，并最终反戈一击将纳德的灵魂彻底消灭。
  - 在对抗凯瑞斯教派的过程中，阿卡大师为保护乌立克遭凯瑞斯教派的刺客机器人暗杀。悲愤的乌立克深感光明原力的不足，决定学习黑暗原力来消灭西斯。最终昆成为新一代的黑暗西斯领主，乌立克为首席西斯学徒。

### 西斯战争、乌立克的救赎
- 3,996BBY
  - 艾克萨·昆和乌立克·奎卓马开始着手准备对共和国的大规模进攻，史称西斯战争（the Sith War）。艾克萨·昆来到奥萨斯，蛊惑了大批年轻的绝地武士堕入黑暗面。乌立克则亲手击败了曼德罗林（Mandalorians）——一个活跃于外层空间（the Outer Rim）的好战人形种族的首领曼德罗（Mandalore），尚武的曼德罗林人由此表示愿意归顺乌立克。
  - 西斯战争中，昆和乌立克利用那嘉·沙度在雅汶四号星埋藏的恐怖科技引爆了一颗恒星的内核，星核爆炸的冲击波扫向奥萨斯，慌乱的绝地武士整理圣物准备大规模撤退。乌立克率军来到奥萨斯，并遇见了自己的弟弟凯。在两人的光剑对决中，被愤怒和痛苦吞噬的乌立克砍倒了凯，而他自己最终也被诺米切断了与原力的联系。
  - 曼德罗林人在昂德朗星被野兽骑士击败，他们被迫撤退至达克森建立起新的秘密基地。
  - 雅汶四号星上，自知在劫难逃的昆利用西斯仪式将自己的灵魂融入了黑暗原力得到永生，最终逃脱了光明原力的惩罚。
- 3,986BBY
  - 西斯战争結束的十年后，诺米的女儿维玛（Vima）在冰封的星球冉瓦（Rhen Var）上找到了自我放逐的乌立克，最终使乌立克获得了光明原力的救赎。

### 曼德罗林战争、旧共和国武士
- 3,962BBY
  - 曼德罗林人悍然对共和国发动战争。对于这一突发事件，绝地议会采取了静观态势的策略。然而绝地大师瑞文（Revan）和他的学生玛拉克（Malak）擅自率领一些绝地武士和共和国部队平定侵略，史称曼德罗林战争（Mandalorian War）。
  - 在战争初期，瑞文发现了充满神秘黑暗原力的玛拉卓五号卫星（Malachor V），这是远古西斯常出没的场所。瑞文想以玛拉卓五号星作为一个据点，他决定用玛拉卓五号星的黑暗原力对付曼德罗林人。
  - 著名的曼德罗林战士坎德罗斯·奥度（Canderous Ordo）在一次任务执行途中观察到一艘“游动的小行星一样、冒着火焰的”神秘飞船。这可能是来自外星系的种族Yuuzhan Vong出现在这个星系的最早证据。
- 3,960BBY
  - 曼德罗林战争以共和国的胜利结束，但瑞文和玛拉克不知去向。
  - 一名跟随瑞文出征曼德罗林战争的绝地武士在战争过程中受到原力黑暗面的诱惑，失去了与原力的联系。回到科劳肯后，他的光剑被绝地议会收回，自己也被驱逐流放，从此被人们称作“流亡者”（the Exile）。
- 3,958BBY
  - 瑞文和玛拉克堕入黑暗面，强大的瑞文进而创立了新的“西斯帝国”。他们利用拉卡塔族发明的古代神器“恒星熔炉”（Star Forge）组建了大批军队对共和国宣战，大批的绝地武士就此跟随瑞文走上了背离绝地信条的道路，史称绝地内战（Jedi Civil War），也称第二次西斯战争（the Second Sith War）或恒星熔炉战争（War of Star Forge）。
  - 战斗中期，绝地议会俘虏了瑞文，并设法使瑞文重新回到光明面。瑞文最后在恒星熔炉上的单挑战中除掉了玛拉克，此后瑞文再次离开科劳肯，只身一人前往玛拉卓五号星寻找黑暗原力的源头，而他的下落再也没有人知晓。
- 3,957BBY
  - 绝地内战给绝地武士带来的伤痛是巨大的，很多人开始反思绝地武士團所教导的正确性，有些人则干脆走上了西斯之路。瑞文的导师柯瑞亚（Kreia）一方面对于瑞文的堕落深感愧疚，另一方面对自己多年所信奉的原力和绝地信条产生了怀疑，结果她也迷失在黑暗原力的漩涡里，成为了一名西斯领主达斯·特瑞亚（Darth Traya）。她对原力具有深深的憎恶感，认为所有悲剧的根源就是原力，她所希望的就是绝地、西斯和原力的全部毁灭。她的这种哲学致使她的两名西斯学生达斯·尼赫勒斯（Darth Nihilus）和达斯·赛恩（Darth Sion）都抛弃了她。为了达到目的，她派出了不计其数的西斯刺客俘获绝地武士，如遇到抵抗即处死。加之尼赫勒斯和赛恩的杀戮，已受重创的绝地武士逐渐凋零。
- 3,956BBY
  - 據傳瑞文在失蹤之前曾經造訪卡里班上 黑暗尊主谷內的阿君塔墓，在那裡他遇到了第一位西斯之黑暗尊主阿君塔·帕爾（Ajunta Pall）的西斯幻靈，後者在長達三千多年的死後生活中不斷反思自己一生的所作所為，並且為自己背叛其師父的行為感到痛悔，瑞文成功說服阿君塔·帕爾回到原力的光明面，使其得到了救贖，從無盡的悔恨中解脫出來並與光明原力合而為一，最終獲得了永恆的平靜，在離開之前, 阿君塔·帕爾向瑞文暗示了西斯的力量來自於何處，促使他前去尋找黑暗原力的源頭。
- 3,952BBY
  - 幸存的绝地武士不得已解散了绝地组织并寻求躲避。绝地大师爱翠斯（Atris）后来在卡塔（Katarr）以召开秘密会议为名设法召集了能联系到的所有绝地大师，其真实目的是引出真正的元凶。但由于消息泄露，尼赫勒斯突然袭击卡塔，众多绝地和卡塔上的几乎全部生灵被他的黑暗原力吞没。
- 3,951BBY
  - 柯瑞亚找到了还在流放中的“流亡者”，她伪装成一个中立的绝地导师来教导他，希望能够以此找到藏匿中的绝地大师。经过一番周折柯瑞亚的身份最终暴露，“流亡者”和他的船员们击败了柯瑞亚和她的两名西斯学生，并将玛拉卓五号星引爆使之彻底消失在太空之中。
  - “流亡者”的船员们开始重建绝地组织。

### 第三次西斯战争、古舊西斯的消亡
- 3,900BBY
  - 纳布（Naboo）出现了最早的外来殖民者。
- 3,701BBY
  - 達斯·馬格斯(Darth Malgus) 在大奧蒙卡斯(Dromound Kaas)出生 。
- 3,653BBY
  - 舊西斯帝國（Old Sith Empire）與舊共和國之間的冷戰正式開始。
  - 在冷戰期間, 西斯組織內部出現了一個被稱為光明西斯派（Light Sith）的派別，有別於其他派別，光明西斯派使用光明原力，並且受到了絕地組織光明絕地派的影響，相信培養同情和仁慈等美德能夠使他們獲得永生，但在往後的日子，光明西斯派因其不同於西斯信條的信念而一直受到黑暗西斯派的追殺，活躍於數千年後的西斯尊主達斯·普雷格斯被認為在思想上受到了光明西斯派信念的影響。
- 3,032BBY
  - 纳布的水生土著刚耿族（Gungans）起初分裂为几个部落。其中最强的加洛头目（Boss Gallo）利用外交和战争等手段统一了整个刚耿族，重新命名首都为欧塔岗家（Otoh Gunga）。
- 2,000BBY
  - 经历了接近一千年的和平之后，一群堕落的绝地武士盗走西斯的全频角锥组建了新的西斯组织，一场新的西斯战争（the New Sith War，也称第三次西斯战争）就此开始，绵连不断的冲突持续长达上千年。
- 1,200BBY
  - 絕地組織開始就關於絕地救者的預言展開爭論，這個預言是由古時一位不知名的絕地秘士所提出的，其確切的起源時間已經無法被考證，這個預言宣稱絕地救者將會摧毀西斯組織。
- 1,010BBY
  - 光黑戰爭（Light and Darkness War）爆發，西斯組織由西斯領王斯克雷·卡恩（Skere Kaan）所領導，而絕地組織由絕地領王霍斯（Hoth）所領導。
  - 光黑战争的大决战──第七次卢森之战（Seventh Battle of Ruusan） 以绝地組織的胜利告終，几乎所有的西斯戰士都在此役中被消灭，只有达斯·贝恩（Darth Bane）逃脱。
  - 達斯·貝恩制定了新的规则，即在同一时间内只能有两名西斯戰士存活，一个是师父，一个是徒弟。由於达斯·贝恩一方面向卡恩領王提供了使用思想炸彈（Thought Bomb）來與絕地戰士同歸於盡的想法，符合預言中關於西斯救者會促使西斯組織走向終點的內容，另一方面透過設立二人法則來使西斯組織免於消亡，符合預言中關於西斯救者會令西斯組織復興的內容，因此他被視為預言中的西斯救者。
  - 卢森之战的前线被设立为传奇的绝地之谷（Valley of the Jedi），纪念在役戰中阵亡的绝地戰士，霍斯領王因其卓越戰績而被後世的絕地戰士視為預言中的絕地救者。
  - 旧共和国将第七次卢森之战結束的那一年记为0年，从此再度迎来了表面上近千年的和平。

### 高共和國統治時期
- 1032BBY
  - 在民主主義者的推動下，舊共和國放棄了缺乏民主內涵的共和主義並被改篡為高共和國。
- 1000BBY
  - 高共和國首相塔薩斯·維洛倫（Tarsus Valorum）推行魯桑改革（Ruusan Reformation），把國會正議長的大部份權力轉移至國會本身。
- 896BBY
  - 尤达（Yoda）出生。他於年輕時在一次墮機事故中來到了一個 沼澤遍佈的不知名行星，並且和另一位乘客一同被一位神秘的絕地大師恩卡塔·德爾·戈莫（N ’ Kata Del Gormo）收為徒弟，後來尤達到達科洛桑接受正式的訓練。
- 600BBY
  - 前絕地武士、絕地組織黑暗絕地派曾經的一份子、萬巫之母 艾莉亞（Allya）曾經預言天選之子將會恢復翅翼女神（Winged Goddess）與獠牙男神（Fanged God）之間的平衡，這兩位神祇被認為分別是原力兒女和原力兒子，前者象徵着原力的光明面，後者象徵着原力的黑暗面，大約六百年後, 這個預言在恩多之戰進行期間終於應驗。
- 596BBY
  - 赫特人賈霸（Jabba the Hutt）出生。
- 350BBY
  - 贸易联邦（the Trade Federation）建立。
- 200BBY
  - 武技族（Wookiee）的英雄丘巴卡（Chewbacca）在卡须克（Kashyyyk）出生。
- 102BBY
  - 杜庫伯爵（Count Dooku）出生在赛瑞诺（Serenno）的一个贵族家庭里，很小就开始接受绝地組織的训练。
- 92BBY
  - 後來成為绝地大师的魁刚·金（Qui-Gon Jinn）出生在一个不知名的星球，他在年輕時成为了杜庫伯爵的徒弟，并且和丘巴卡結為朋友。
- 82BBY
  - 希夫·白卜庭（Sheev Palpatine）在纳布出生。在65BBY那一年, 年輕的希夫被西斯尊主达斯·普雷格斯收為徒弟，成為一位西斯尊士，秘密地在指导下接受训练。
- 72BBY
  - 後來成為绝地議長的魅使·雲度（Mace Windu）在哈伦·凯尔（Haruun Kal）出生。
  - 西蜜·天行者（Shmi Skywalker）在一个名稱不詳的星球出生。
- 69BBY
  - 貝爾·歐嘉那（Bail Organa）在奧德蘭（阿尔德兰）出生。
- 68BBY
  - 赏金猎人強格·費特（Jango Fett）出生在一个农民家里，后来由于战乱被曼德罗林人收养。
- 60BBY
  - 帝国最高星区总督维尔威爾霍夫·塔金（Wilhuff·Tarkin）在埃利雅得（Eriadu）出生。
- 57BBY
  - 欧比旺·肯诺比（Obi-Wan Kenobi）诞生于行星斯图乔恩（Stewjon）。
- 55BBY
  - 欧比旺的好友，一度的恋人，绝地武士希瑞·塔奇（英语：Siri Tachi）出生。
- 54BBY
  - 达斯·魔爾（Darth Maul）在伊瑞都尼亚（Iridonia）出生，尚是婴儿時的他就被西斯尊士達斯·西迪厄斯（Darth Sidious）绑架并开始了西斯训练。
- 52BBY
  - 白卜庭被选举为纳布的参议员。
- 50BBY
  - 刚耿族恰恰·賓克斯（Jar Jar Binks）在那卜星（Naboo）出生。
- 46BBY
  - 帕米·阿米达拉（Padmé Amidala）在那卜星（Naboo）出生。
- 44BBY
  - 魁刚·金正式将欧比旺·肯诺比收为学生。
- 42BBY
  - 安纳金·天行者（Anakin Skywalker）在塔图因（Tatooine）一个奴隶家庭裡出世。
  - 帝国上将皮耶特出生。
- 39BBY
  - 安纳金和其母亲西蜜·天行者（Shmi Skywalker）被卖给了塔图因当地的机械配件商瓦图（Watto）。
- 34BBY
  - 加里德兰战役（Battle of Galidraan）。杜庫伯爵（Count Dooku）率领一支绝地军队几乎将曼德罗林人消灭殆尽，仅有強格·費特逃脱。
- 32BBY
  - 星球大战I：魅影危机（Star Wars Episode I: The Phantom Menace）
    - 在神秘的西斯之黑暗尊主的幕后操纵下，贸易联邦正主席努特·冈雷（Nute Gunray）以抵制船舶税为由对纳布实行了封锁，进而集结大批军队进行侵略。
    - 魁刚·金和欧比旺·肯諾比师徒两人代表共和国前去与贸易联邦谈判，但贪婪的冈雷总督一心只想吞并纳布，他派遣大量机器人军队入侵纳布首都希德（Theed）并绑架了女王阿米达拉。关键时刻两名绝地武士解救了女王和其随从，驾驶飞船逃离纳布。
    - 途中飞船遭遇引擎故障被迫降落塔图因，在那里他们遇到了具有非凡原力天赋的不思议儿童安纳金·天行者。安纳金表达了希望能成为绝地武士的梦想，然而他却是一个机械配件商店老板瓦頭（Watto）的奴隶。魁刚于是以赛车和瓦图打赌，结果安纳金获胜，魁刚他们得到了引擎并使安纳金获得自由。
    - 离开塔图因之前，他们遭遇了前所未闻的西斯刺士达斯·魔爾，他的光剑格斗能力大大出乎魁刚的意料，但魁剛一行人仍然成功逃脫。随后一行人飞回共和国首都行星科劳肯，在那里魁刚向绝地议会表示他认为安纳金是原力所生，也就是传说中能给原力带来平衡的天選之子，并希望能训练安纳金成长为绝地武士。尤達却忧心忡忡地认为训练他可能会带来危险。
    - 与此同时已经是参议员的白卜庭就当前局势怂恿议会弹劾時任正議長菲尼斯·維洛倫，并且使自己当选；而想到遭受贸易联邦侵略的纳布人民，阿米达拉女王毅然决定返回纳布星，她向纳布的水生土著刚耿族首领纳斯头目（Boss Nass）乞求军事援助，同时也促使了那卜星本地人和刚耿族的友好外交，于是那布之战（Battle of Naboo）全面打响。
    - 納卜联军兵分三路：扎扎·宾客斯带领的刚耿族大军在大草原上与机器人大军交锋；纳布皇家空军进入行星轨道进攻贸易联邦空间站；帕米和两名绝地武士带领一支小分队以及安纳金潜入希德王宫。原本是要躲藏在战机内的安纳金不經意间将战机启动，在自动导航和空间机器人R2-D2的协助下，安纳金到达空战前线并潜入空间站内部炸毁了主反应堆。空间站爆炸，陆地战场上的机器人全部失去控制。
    - 在王宫里两名绝地武士再次遇见了达斯·魔爾，在激烈的光剑对决中魁刚被达斯·魔爾的光剑穿透脊背，深感悲愤的欧比旺最终将达斯·魔爾腰斬（欧比旺由此成为第七次卢森之战結束千年以来第一位亲手擊敗一个西斯戰士的绝地武士），随后魁刚给欧比旺留下遗言，希望他能训练安纳金给原力带来平衡。冈雷总督被女王生擒并移交议会处理。
    - 達斯·西迪厄斯於希夫·白卜庭當選為正議長的那一夜，在其師父达斯·普雷格斯沉睡的時候 用原力閃電把他殺死，成為新一任西斯尊主。
    - 絕地議會授予欧比旺武士头衔，并且不情願地准许欧比旺训练安纳金。
    - 在魁刚的葬礼上，尤達首相和雲度議長终于意识到了西斯組織尚未消亡的真相。
    - 安纳金基本上完成了製造外交机器人C-3PO的工作，C-3PO遇见了自己的“长期合作伙伴”R2-D2。

  - 纳布战役之后
    - “理想主义者”杜酷伯爵脱离了绝地组织，并且秘密加入了西斯組織，是為西斯尊爵 達斯·泰拉勒斯（Darth Tyranus），並在西斯尊主達斯·西帝身上學習西斯之道。
    - 貝爾·歐嘉那当选为奧德朗参议员。
    - 一位绝地大师 西法迪亚斯（Sifo-Dyas） 前往卡明诺（Karmino）秘密地建立了複製人大军。強格·費特为了生计成为複製人的原種，并要求将一个未經修改的純複製體交給他撫養，並且取名叫波巴·費特（Boba Fett）
    - 西斯之黑暗尋主派杜庫伯爵将西法迪亚斯暗杀，杜庫伯爵将其光剑赠送给了格里弗斯将军（General Grievous）。同樣出於保密，杜庫秘密刪除絕地檔案館中所有關於卡米諾星球的資料。
- 29BBY
  - 韓蘇洛（Han Solo）在柯尔里亚（Corellia）出生。
- 24BBY
  - 達斯·泰拉勒斯宣称共和国已经极度腐败，并游说众多政権合併為一個國家 独立邦聯（Confederacy of Independent Systems）。
- 22BBY
  - 星際大戰二部曲：複製人全面進攻（Star Wars Episode II: Attack of the Clones）
    - 针对不断出现的分裂活动，白卜庭首相召集绝地戰士以及已经從退位女王成为参议员的帕米商讨对策，与此同时，分裂分子不断潜入科劳肯试图暗杀帕米。绝地师徒欧比旺和安纳金保护了帕米并抓到了其中一名刺客，赏金猎人萨姆·维赛尔（Zam Wesell）；但审讯她时她立刻被一枚飞来的毒镖刺杀了。
    - 欧比旺以毒镖为线索，在餐馆好友那里打听到这种毒镖产自外层空间行星卡明诺；但当欧比旺前往绝地资料室查找卡明诺的具体情况时他却发现根本没有相关资料。困惑的欧比旺找到尤達询问，尤達做出判断：是有人不想让你看见所以抹去了这些资料，但原因为何仍不得而知。为了避免暗杀活动，帕米由安纳金护送返回纳布，住在自己湖区的别墅里。安纳金向帕米表示，欧比旺总是低估了他的能力，帕米却教导安纳金不要那么急着长大，然而其间一种微妙的感情依旧在两人之间发生着，尽管两人都知道绝地武士团才不允许他们之间的爱情。
    - 欧比旺独自一人来到卡明诺，在那里他终于知道了西法迪亚斯曾订购複製人大军的事，并见到了分裂分子的重要成员之一強格·費特。欧比旺正要离开卡明诺，強格·費特突然向欧比旺开火，欧比旺没有费太大力气打败了他，并秘密跟踪他到了分裂分子的基地基欧诺西斯（Geonosis），并发现了分裂分子的首领杜酷伯爵，以及努特·冈雷总督等人。欧比旺向议会紧急通报了关于複製人大军和分裂分子的事，但他自己也被杜酷发现。杜酷引诱他加入分裂组织被拒绝。
    - 共和国议会召开紧急会议，并授予白卜庭临时最高决策权力，白卜庭宣称自己将使用複製人大军保卫共和国。
    - 在纳布的安纳金夜里做恶梦梦见自己的母亲希米在受折磨，醒来后心神不定的安纳金告诉帕米自己想要返回塔图因寻找母亲。在那里他见到了自己同母异父的兄弟欧文·拉尔斯，并得知母亲被当地土著塔斯肯袭击者（Tusken Raiders）掠走。夜间安纳金闯入塔斯肯袭击者的营地，见到了被折磨奄奄一息的希米，尽管安纳金解救了她，她仍然在安纳金的怀里闭上了眼睛。怒不可遏的安纳金砍杀了营地里的全部男女老幼，并认为自己没能拯救母亲是由于自己能力不够强大。
    - 此时R2-D2向帕米通知了欧比旺在基欧诺西斯遭遇的麻烦。尽管不是很情愿，安纳金仍旧陪同帕米前往基欧诺西斯营救欧比旺，同时也从家中带走了C-3PO。但在基欧诺西斯的机器人制造工厂内吃尽苦头之后，他们也被強格·費特抓获。冷酷的杜酷伯爵将欧比旺、安纳金和帕米三人送上大角斗场，希望他们被放出的怪兽蹂躏至死。
    - 这时雲度大师率领众多绝地出现在角斗场，杜酷也放出大批机器人士兵。战斗中雲度大师砍下了強格·費特的头，但在无数机器人士兵的围攻之下绝地武士伤亡惨重，最后仅剩包括欧比旺、安纳金和帕米在内的十几人被团团包围。杜酷正要下令开火之际，尤達大师率领複製人大军及时赶到。
    - 複製人大军与分裂分子的机器人军队展开了基欧诺西斯战役（Battle of Geonosis）并逐渐取得优势。欧比旺和安纳金在一个山洞里找到了杜酷伯爵，但他们在与杜酷的光剑对决中落败，安纳金的右手也被砍掉；后来尽管尤達大师击退了杜酷，事情却远没有结束。杜酷回到达斯·西帝身边，声称一切如计划设计那样，複製人战争（the Clone War）开始了；而这一点也被尤達深深感觉到了，共和国正陷入一个很难预计的前景之中。
    - 纳布的湖区里，安纳金，带着他新换的机械右手，和帕米举行了秘密婚礼，只有两个机器人见证了这一切。

  - 複製人战争从基欧诺西斯开始在整个星系全面爆发。
  - 一名叫阿萨基·文翠斯（Asajj Ventress）的黑暗绝地面见了杜酷伯爵并要求加入西斯，杜酷则利用她进行刺杀安纳金和其他绝地武士，但她最终被安纳金击败。

- 19BBY
  - 杜酷伯爵又有了新的计划，他秘密邀请尤達大师前往他在维君（Vjun）的居所谈判和平事宜，实则希望维君的黑暗原力将尤達吞噬。尤達希望能借此机会拯救杜酷，但杜酷却深刻意识到自己已经彻底被所有人抛弃，包括他的前导师尤達和现在的达斯·西帝。
  - 由于贸易联邦总督冈雷的情报泄漏，绝地议会得知了达斯·西帝的存在，一场针对西斯大帝的搜捕行动开始。
  - 星際大戰三部曲：西斯大帝的復仇（Star Wars Episode III: Revenge of the Sith）
    - 分裂分子的机器人大军指挥官格里弗斯将军进攻科劳肯，绑架了最高议长白卜庭。
    - 科劳肯战役（Battle of Coruscant）中，欧比旺和安纳金的战机冲向葛里維斯将军的战舰，在那里他们见到了被绑在椅子上的白卜庭，以及杜酷伯爵。几乎是凭自己一人的力量，安纳金击败了杜酷，砍掉了他的双手。在白卜庭的指使下，迷惑的安纳金杀死了杜酷。他告诉白卜庭这不是绝地所应该做的，但白卜庭却让他相信这只是一种报复，这并没有错。后来他们见到了葛里維斯将军，一番格斗之后葛里維斯敲碎飞船的机窗逃脱，而欧比旺和安纳金护送白卜庭驾驶着破烂不堪的飞船返回科劳肯。
    - 安纳金回到了他的妻子帕米身边，帕米说她已经怀孕。安纳金随后又做恶梦，梦见帕米因难产而死，尽管她本人并不太相信，再次陷入恐慌中的安纳金發誓要拯救帕米。他向尤達询问有无避免死亡的办法，尤達却告诉他对死亡的恐惧会导致堕入原力的黑暗面。
    - 此时绝地议会对白卜庭迟迟不想放弃临时最高决策权力产生怀疑，他们准许安纳金参加议会，但没有授予他大师称号，意在利用安纳金和白卜庭的友好关系监视他的行动，这些都让安纳金感到对绝地的些许失望。而此时白卜庭却向安纳金透露使用黑暗原力能够做到这些“被某些人看起来不自然的事”，白卜庭的友善取得了安纳金的信任。
    - 複製人战场上，尤達带领複製人军队前往卡须克帮助武技族击败了分裂分子；而得知葛里維斯藏在外层空间行星乌塔帕尔（Utapau）之后，欧比旺被绝地议会派遣捉拿葛里維斯。在複製人士兵的配合下，欧比旺最终消灭了半人半机器并通晓光剑格斗的葛里維斯，这也宣告了複製人战争即将结束。
    - 白卜庭又告诉安纳金关于达斯·普雷格斯的事，安纳金發现白卜庭知道许多黑暗原力的知识，并终于认出他原来就是绝地戰士一直在寻找的西斯尊主——达斯·西帝。白卜庭首相并没有否认，反而诚恳地请求安纳金利用他的知识来拯救帕米。
    - 出于绝地的身份，安纳金立刻向雲度大师报告。略感意外的梅斯·雲度安排安纳金留在绝地神殿，自己与基特·菲斯托（Kit Fisto）等另外三名绝地大师深夜闯入白卜庭的办公室。白卜庭立刻抄起红色光剑砍杀了基特·菲斯托等人，但没法从雲度大师那里占到任何便宜。就在雲度几乎将白卜庭置于死地之际，迷惘的安纳金闯了进来，阻止了雲度的光剑落下，并砍掉了雲度的右手，白卜庭趁机放出黑暗原力闪电将雲度抛向夜空之中。
    - 自暴自弃的安纳金同意拜師跟随白卜庭／达斯·西帝学习黑暗原力，以拯救帕米，并被赐予称号黑武士（Darth Vader）。随即白卜庭换上西斯制服，正式公开成为达斯·西帝，并通知安纳金和所有複製人军队执行消灭所有绝地的66号密令（Order 66）。
    - 安纳金带领複製人士兵前往绝地神殿，杀害了所有在神殿内的绝地大师、武士、学生以及幼徒；而在外作战的基-阿迪-曼迪（Ki-Adi-Mundi）、爱拉·希库拉（Aayla Secura）等绝地也被其部下杀害。欧比旺遭複製人士兵射击坠入悬崖下的湖中，但幸免于难；尤達则凭借着自己优秀的原力洞察力阻止了刺杀。
    - 在贝奥·奥加纳的帮助下，欧比旺和尤達回到科劳肯杀进绝地神殿。看到神殿内的惨状欧比旺痛苦万分，然而更加让他不堪忍受的是记录安纳金堕入黑暗面并杀害绝地的全息影像。尤達说：「我们必须消灭西斯。」他委派欧比旺前去寻找安納金·天行者，自己则对付达斯·西帝。
    - 此时安納金·天行者正在岩浆星球穆斯塔法星（Mustafar），他受指示剿灭了包括努特·冈雷总督在内的所有分裂分子，从此机器人士兵全部停止运作，複製人战争结束。达斯·西帝在议会宣布和平到来，绝地是共和国的敌人，并将银河共和国改篡为银河帝国（the Galactic Empire）。
    - 怀孕的帕米出于对安纳金的关心来到穆斯塔法，但已经堕入黑暗面的安纳金让她大失所望。随后欧比旺也来到木斯塔法，安纳金以为是帕米带领欧比旺来杀他的，愤怒的安纳金对帕米使出原力封喉几乎将她杀死，并与自己的老师欧比旺展开了一场激烈的光剑格斗，欧比旺最终砍下了安納金的左手和双脚。认为他已经没有办法在炽热的岩浆的烧灼下活下去了，欧比旺带走了安纳金的光剑，以及无限的悔恨和遗憾离开木斯塔法。
    - 科劳肯的國會議廳里，尤達和达斯·西帝也在进行着光剑对决，最终尤達没能战胜达斯·西帝而逃离。昏迷之中的帕米问欧比旺，安纳金还好吗，随后在生下双胞胎兄妹卢克（Luke）和莉亚（Leia）后她留下遺言闭上了眼睛
    - 达斯·西帝来到穆斯塔法救下了面目全非的安納金，并给他装上了人工呼吸系统，以及笨重的盔甲，使他成为了半人半机器的黑武士。达斯·西帝告诉他：「是你杀害了帕米」，这莫大的讽刺无疑更加深了安納金的痛苦。之後达斯·西帝、黑武士以及莫夫·塔尔京注视着帝国战舰的窗外，西斯的秘密武器——死星（the Death Star）已经开始建造。
    - 尤達告诉欧比旺：「卢克和莉亚是我们的希望。」并且教会了他如何与魁刚通过原力對话的办法。尤達从此隐居達可巴；贝奥·奥加纳收养了莉亚做女儿，带她回到奧德蘭；欧比旺隐居塔图因，并将卢克托付给欧文·拉尔斯夫妇抚养，塔图因两颗太阳的夕阳下，欧比旺默默关心着卢克的成长。

### 銀河帝國時代
- 19BBY
  - 　太空要塞死星在基歐諾西斯秘密興建。
  - 同情絕地組織的人秘密地創立了原力敎會（Force Church），相信終有一天原力會達至平衡。
  - 黑暗大君－達斯·維達的崛起 (Dark Lord: The Rise of Darth Vader)
    - 在穆斯塔法被打敗後數星期，西斯尊師達斯·維達便出現於公眾場合，成為帕爾帕庭皇帝的密使及執行官。整個銀河系都認為安納金·天行者是死於攻打絕地神殿時。黑武士的身世從來没有公開过，但媒體普遍推測他是杜庫伯爵的門徒，或是一名替白卜庭首相鏟除絕地組織的某位絕地戰士。達斯·維達是西斯之黑暗尊主的謠言開始散播到每個角落。
- 18BBY
  - 瑪拉·翠玉。天行者（Mara Jade Skywalker）在一个不知名的星球出生。
  - 歐比王·肯諾比在塔图因的摩斯·埃斯里（Mos Eisley）的酒馆里偶然听说了希瑞的学生费拉斯·奥林（Ferus Olin）还活着并加入了一个反帝国的秘密组织，并最终找到了他。
  - 卡须克遭到严重的生态破坏，大批乌奇族被帝国歧视为低等动物并沦为帝国的奴隶。
- 15BBY
  - C-3PO和R2-D2开始了一系列经历多个不同主人更迭的历险。
- 10BBY
  - 韓蘇洛从好友藍道·卡瑞森（Lando Calrissian）的一次打赌中赢到了传奇的飞船——千年隼（Millennium Falcon）。
- 5BBY
  - 韓蘇洛从帝国手中救出了成为奴隶的丘巴卡。丘巴卡因而发誓一生效忠于韩。
- 3BBY
  - 星系各地反叛帝国的种种起义活动逐渐兴起。
- 2BBY
  - 蒙·茉斯玛（Mon Mothma）和贝尔·奥加纳等人领导的反抗軍同盟（Rebel Alliance）正式成立。奥加纳的养女莉亞公主也成长为联盟的重要成员。
- 1BBY
  - 根据波森族（Bothan）间谍的情报，叛军派遣凯尔·卡顿（Kyle Katarn）盗窃帝国死星設計藍圖。
- 0BBY
  - 星際大戰四部曲：曙光乍現（Star Wars Episode IV: A New Hope）
    - 莉亚公主携带着死星藍图，登上外交使船前往位于行星雅汶四号的叛军基地，黑武士率兵親身追捕。
    - C-3PO和R2-D2乘坐外交使船的救生舱逃向附近利星塔图因，其後被當地的土著爪哇（Jawa）抓获，將其卖给了卢克的叔叔欧文·拉尔斯。
    - 卢克在修理R2-D2时發現莉亚公主的全息影像。
    - 一隊暴風兵團前來搜捕兩個機器人時，竟將盧克的叔父母屠殺，盧克頓失親人。（此時倘未知還有妹妹，及其父正是達斯·維達。）盧克目睹此事而刺激他要成為一位絕地武士。
    - 帝國議會被白卜庭解散，使其擁有無上權力。
    - 由於莉亞拒絕透露叛軍的地點，死星司令威爾霍夫·塔金下令摧毀莉亞的家鄉行星奧德蘭，即時殺死其養父貝爾·歐加納議員。其後蒙·茉斯玛最後接掌為反抗軍領袖。
    - 歐比王·肯諾比與盧克前往太空港找韓蘇洛，韓答應運送他們連同C3PO及R2D2前往奧德蘭。但到達後則被死星捕獲，R2D2於死星內找出莉亞的囚禁所在。最後盧克與韓蘇洛成功救出莉亞。
    - 歐比旺在與達斯·維達的決鬥中被殺，但其靈魂則進入原力之內而成為原力之魂。
    - 雅汶之戰中，路克在韓蘇洛和歐比王的原力之魂幫助下，在行星雅汶四號被毀滅前一刻將死星擊破。其後路克與韓蘇洛加入反抗軍同盟。
- 1ABY
  - 帝国建造超级滅星者（Super Star Destroyer）再次进攻并摧毁了位于雅汶四号星的叛军大本营，但由于失误使得叛军主力全数撤退。
- 2ABY
  - 達斯·維達率領的帝國軍於安·曼圖（Ord Mantell）捕獲的叛軍中得知摧毁死星的那个人的名字：卢克·天行者。
  - 反抗军撤退至遥远的霍斯（Hoth）星系，并在冰凍行星上建立了回音基地（Echo Base）。
- 3ABY
  - 星際大戰五部曲：帝國大反擊（Star Wars Episode V: The Empire Strikes Back）
    - 路克感應到歐比旺的原力之魂的影像，他指引盧克前往達可巴行星尋找絕地大師尤達學藝。
    - 莉亞公主於醫療站內當著韓蘇洛面前親吻剛痊癒的路克。
    - 超級殲星艦執法者號上，黑武士確認霍斯星系上的第六行星正是叛軍基地所在。並展開對叛軍的追擊。
    - 霍斯之戰，帝國軍動用全地域裝甲運兵車（AT-AT Walker）進攻。叛軍縱使頑抗，最後亦要迅速撤退。
    - 莉亞公主聯同韓蘇洛、丘巴卡及C3PO登上千年隼逃出重圍，但由於超空間引擎故障，他們被逼冒險逃進小行星帶。
    - 路克在達可巴上找到尤達並開始絕地訓練，但在一次試煉中，與幻化的達斯·維達的自我心魔決鬥，最後落敗。亦同時對尤達運用原力將其墜入沼澤的 X翼戰機成功帶到岸上感到難以置信。
    - 韓蘇洛將千年隼附於星艦的外殼上，成功避開所有的追擊。這時賞金獵人波巴·費特預測韓利用星艦釋放廢料時逃出，尾隨跟蹤知悉其目的地是其好友藍道·卡瑞森管轄的雲城（Cloud City）。獲得波巴·費特的通報，達斯·維達的軍團比千年隼更早到達雲城。
    - 路克隨著訓練的精進，已經能感應過去和未來的影像，此時，他看到韓和莉亞遇險的影像，路克不理會尤達及歐比旺的忠告，但他答應會回來完成訓練。便飛快前往雲城。此時歐比旺感嘆路克是最後的希望，但尤達卻說：“還有另一個。”
    - 韓蘇洛、莉亞、丘巴卡及C3PO受到藍道的熱情歡迎，但莉亞並不信任他。期間C3PO被埋伏的暴風軍團所伏擊而支離破碎。然後藍道引領他們前往宴客廳－將他們送交恭候多時的達斯·維達。藍道此時對韓說他別無選擇。
    - 達斯·維達利用韓蘇洛來試驗炭素凍結系統，好讓將跟來的路克如法泡製，隨後送交皇帝－白卜庭。
    - 達斯·維達將冷凍冬眠中的韓交付波巴·費特，因早前答應他若能提供正確情報，就讓他帶往赫特人賈霸處拿取賞金。
    - 藍道·卡瑞森得到助手勞僕（英语：Lobot）協助下，成功將莉亞等人救出，並帶眾人登上千年隼離去。
    - 路克與達斯·維達在中央通風道進行光劍決鬥，最終路克右手被黑武士斬斷。在路克最虛弱的時候，黑武士向他道出其正是他父親的真相。盧克最後之反應是不願跟隨父親而跳下通風井。
    - 路克墜至雲城的邊緣時，運用原力向莉亞求援，莉亞亦感應到便立刻折返，將其救上千年隼。此時，R2D2剛巧修復超空間引擎，因而成功逃離達斯·維達的追捕。
    - 藍道與丘巴卡駕駛千年隼到塔圖因展開營救韓蘇洛的行動。在反抗軍醫療艦上，路克右手接上機械義肢。

  - 帝國黯影（英语：Star Wars: Shadows of the Empire）
  - 波森间谍偵查到第二死星正在建造中。
  - 卢克回到塔图因上欧比旺的居所，在那里他模仿欧比旺的光剑样式制造了第一把属于自己的绿色光剑。
  - 犯罪组织“黑色太阳”（the Black Sun）的头目希瑟王子（Prince Xizor）阴谋刺杀黑武士，结果反被黑武士消灭。
- 4ABY
  - 星際大戰六部曲：絕地大反攻（Star Wars Episode VI: Return of the Jedi）
    - 藍道·卡瑞森假扮賈霸宮殿的守衛和莉亞公主假扮賞金獵人成功混進賈霸的宮殿將韓蘇洛救出。
    - 賈霸最後被莉亞公主所殺，波巴·費特被沙漠中的沙羅蛇（英语：Sarlacc）吞食，但他最終引爆背負的噴射器才得以脫身，其後被另一賞金獵人丁格（Dengar）所救。
    - 盧克信守承諾返回達高巴跟隨尤達完成絕地訓練，並從尤達口中確認達斯·維達便是其父親安納金·天行者及最後向盧克透露尚有另一天行者，而尤達亦因年邁（900歲）逝世。
    - 盧克與原力之魂的歐比王·肯諾比交談時意悉到莉亞公主便是他的妹妹，亦即另一位天行者。
    - 安鐸戰役（Battle_of_Endor），叛軍集結軍力對第二死星作出人意料的突襲。
    - 盧克、莉亞、韓蘇洛、丘巴卡及一小隊叛軍前往安多之月球基地破壞死星的防護盾產生裝置。
    - 在安多之月上，盧克感知黑武士知道自己的行蹤而危害叛軍任務，因此盧克親自投向帝國基地，要求與黑武士會面，其後黑武士將盧克帶往死星進見皇帝並試圖將其引向原力的陰暗面。
    - 由於得悉叛軍來襲，皇帝白卜庭在死星周圍集結龐大的帝國艦隊及對叛軍隱瞞死星已經完成十足的火力。
    - 當叛軍抵達死星時，發覺墜入帝國的圈套，被帝國艦隊重重包圍。
    - 在安多的月球基地上，韓蘇洛率領之叛軍被駐守的帝國軍包圍，但最終獲得當地的土著伊烏支援，將帝國軍擊敗及成功摧毀防護盾產生裝置。
    - 藍道·卡瑞森率領叛軍突破重圍，將第二死星反應爐摧毀，早前超級殲星艦執法者號被擊破及墜毀於死星。
    - 安纳金應驗了預言鏟除西斯，將原力带回平衡，重歸和諧，然而他亦犧牲了自己。盧克將其遺體於安多之月上火葬。同時全銀河系瘋狂慶祝戰勝帝國，重歸自由。盧克於安多的慶祝典禮時看見其父安納金、歐比王及尤達的原力之魂。同時反抗軍開始在銀河系內發動反攻，從帝國手中奪回了塔圖因和那卜星兩個星球。

  - 巴庫拉的休戰（英语：Star Wars: The Truce at Bakura）
  - 反抗军联盟改建为自由行星联盟（Alliance of Free Planets），并开始不断吸纳新的太阳系准备重建共和国。
  - 巴库拉战役（Battle of Bakura），这是联盟与帝国余部的首次交锋，巴库拉脱离帝国得到解放。
  - 蒙·茉斯玛宣告共和国重建工作开始，新共和国（the New Republic）名义上正式建國。

### 新共和国統治時期
- 8ABY
  - 莉亞公主與韓·蘇羅結婚。
- 9ABY
  - 索龍三部曲 (Star Wars: The Thrawn Trilogy)
    - 莉亞公主為韓·蘇羅誕下雙胞（龍鳳）胎，男名叫傑森·蘇羅（英语：Jacen Solo），而女的名叫傑娜·蘇羅（英语：Jaina Solo）。
    - 歐比旺最後一次以原力之魂形象與盧克會面。
    - 帝國最後一個元帥索龍收納殘餘的帝國軍向新共和發動戰爭，幾乎擊敗新共和，但遭到貼身護衛暗殺身亡。
- 10ABY
  - 黑暗帝國 (Star Wars: Dark Empire)
    - 達斯·西帝借用複製人復活，然後迅速再召集前銀河帝國的殘餘兵力，及試圖引誘盧克墜入黑暗原力，最後盧克重返光明原力，並聯合莉亞公主再將達斯·西帝消滅，更將其旗艦蝕日號摧毀。
    - 莉亞公主為韓·蘇羅誕下幼子安納金·蘇羅 (Anakin Solo)
- 11ABY
  - 帝國終結 (Star Wars: Empire's End)
- 19ABY
  - 索龍之手 (Star Wars: The Hand of Thrawn)
    - 索龍一早設定好自己的複製人代替自己，被路克天行者破壞
    - 盧克與瑪拉·捷德結婚。
- 24ABY
  - 蒙·茉斯瑪逝世。

### 新绝地戰士團的興起
- 25ABY
  - 新绝地戰士團 (Star Wars: The New Jedi Order)
  - 丘巴卡戰死於Sernpidal星上
- 26ABY
  - 瑪拉·捷德為盧克誕下一子，名為本·天行者（Ben Skywalker）。
- 27ABY
  - 安那金‧索羅死亡
- 35ABY
  - 黑巢三部曲 (Star Wars: The Dark Nest Trilogy)
- 40ABY
  - 原力傳承 (Legacy of the Force)
- 130ABY-137 ABY
  - 傳世子孫 (Star Wars: Legacy)

### 衰敗時期
- 非常遙遠的某個時間點
  - 自星辰存在以來已經一直等待的古老神祗乘原力變得衰弱之時，開始大舉入侵各個星球，文明受到嚴重破壞，數百億人在戰墟𥚃絶望地戰鬥，一些倖存者仍在垂死掙扎，整個世界逐漸在暗淡和荒無中消逝。
  - 極少數強大的原力使用者躲藏在某一星系內某個奄奄一息的行星上。

## 相关连结
- 星际大战官方网站（英文） （页面存档备份，存于）
- 星球大战论坛
- 星际大战的发源地 （页面存档备份，存于）
- 星球大战--STAR WARS
- 原力网（英文）
- 原力网上配有插图的详细年表（英文）

1. ↑  . Wookieepedia, the Star Wars Wiki.   [2020-01-03]. （原始内容存档于2021-03-18）.